# Primera Guerra Mundial
La Primera Guerra Mundial (28 de julio de 1914-11 de noviembre de 1918), también conocida como la Gran Guerra, fue un conflicto mundial entre dos coaliciones: los Aliados (o Entente) y las Potencias Centrales. Los combates tuvieron lugar principalmente en Europa y Oriente Medio, así como en partes de África y Asia-Pacífico. En Europa los combates se caracterizaron por la guerra de trincheras, el uso generalizado de artillería, ametralladoras, armas químicas (gas) y la introducción de tanques y aviones. La Primera Guerra Mundial fue uno de los conflictos más mortíferos de la historia, con un saldo de unos 10 millones de muertos militares y más de 20 millones de heridos, además de unos 10 millones de muertos civiles por causas que incluían el genocidio. El movimiento de grandes cantidades de personas fue un factor importante en la mortal pandemia de gripe española.
Esta guerra recibió el calificativo de «mundial» porque se vieron involucradas todas las grandes potencias industriales y militares de la época, divididas en dos alianzas: por un lado, la Triple Alianza formada por las Potencias Centrales (el Imperio alemán y Austria-Hungría). Italia, que había sido miembro de la Triple Alianza junto a Alemania y Austria-Hungría, no se unió a las Potencias Centrales, pues Austria, en contra de los términos pactados, fue la nación agresora que desencadenó el conflicto. Por otro lado se encontraba la Triple Entente, formada por el Reino Unido, Francia y el Imperio ruso. Ambas alianzas sufrieron cambios y fueron varias las naciones que acabarían ingresando en las filas de uno u otro bando según avanzaba la guerra: Italia, el Imperio del Japón y Estados Unidos se unieron a la Triple Entente, mientras el Imperio otomano y el Reino de Bulgaria se unieron a las Potencias Centrales. Más de 70 millones de militares, de los cuales 60 millones eran europeos, se movilizaron y combatieron en la entonces guerra más grande de la historia.
Hasta antes del comienzo de la Segunda Guerra Mundial, esta guerra era llamada «Gran Guerra» o «Guerra Mundial», expresión esta última que en Alemania comenzó a utilizarse desde su comienzo (Weltkrieg), aunque solo se generalizó en Francia (Guerre Mondiale) y en el Reino Unido (World War) en la década de 1930, mientras que en Estados Unidos la denominación se impuso a partir de su intervención en 1917, ya que allí se la conocía como «Guerra Europea».
Aunque el imperialismo que venían desarrollando desde hacía décadas las potencias involucradas fue la principal causa subyacente, el detonante del conflicto se produjo el 28 de junio de 1914 en Sarajevo (Bosnia) con el asesinato del archiduque Francisco Fernando de Austria, a manos de Gavrilo Princip, un joven nacionalista serbio. Este suceso desató una crisis diplomática cuando Austria-Hungría dio un ultimátum al Reino de Serbia y se invocaron las distintas alianzas internacionales forjadas a lo largo de las décadas anteriores. En pocas semanas, todas las grandes potencias europeas estaban en guerra y el conflicto se extendió a muchas otras áreas geográficas.
El 28 de julio, los austrohúngaros iniciaron las hostilidades con el intento de invasión de Serbia. Mientras Rusia se movilizaba, Alemania invadió Bélgica (que se había declarado neutral) y Luxemburgo en su camino a Francia. La violación de la soberanía belga llevó al Reino Unido a declarar la guerra a Alemania. Los alemanes fueron detenidos por los franceses a pocos kilómetros de París, y se inició una guerra de desgaste donde las líneas de trincheras apenas sufrirían variación alguna hasta 1917. Este frente es conocido como frente occidental.
En el frente oriental, el ejército ruso logró algunas victorias frente a los austrohúngaros, pero fueron detenidos por los alemanes en su intento de invadir Prusia Oriental. En noviembre de 1914, el Imperio otomano entró en la guerra, lo que significó la apertura de distintos frentes en el Cáucaso, Mesopotamia y en la península del Sinaí. Italia y Bulgaria se unieron a la guerra en 1915, Rumanía en 1916 y los Estados Unidos en 1917.
Tras años de relativo estancamiento, la guerra empezó su desenlace en marzo de 1917 con la caída del gobierno ruso tras la Revolución de Febrero y la firma de un acuerdo de paz entre la Rusia revolucionaria y las Potencias Centrales después de la Revolución de Octubre, en marzo de 1918. El 3 de noviembre de 1918, el Imperio austrohúngaro firmó un armisticio. Tras una gran ofensiva alemana a principios de 1918 a lo largo de todo el frente occidental, los Aliados hicieron retroceder a los alemanes en una serie de exitosas ofensivas. Alemania, en plena revolución, solicitó un armisticio el 11 de noviembre de 1918, poniendo fin a la guerra con la victoria aliada.
Tras el fin de la guerra, cuatro grandes imperios dejaron de existir: el alemán, el ruso, el austrohúngaro y el otomano. Los Estados sucesores de los dos primeros perdieron una parte importante de sus antiguos territorios, mientras que los dos últimos se desmantelaron. El mapa de Europa y sus fronteras cambiaron por completo y varias naciones se independizaron o se crearon. Al calor de la Primera Guerra Mundial se fraguó la revolución rusa, que concluyó con la creación del primer Estado en la historia autodenominado socialista: la Unión Soviética.
Tras seis meses de negociaciones en la Conferencia de Paz de París, el 28 de junio de 1919 los países aliados firmaron el Tratado de Versalles con Alemania y otros a lo largo del siguiente año con cada una de las potencias derrotadas. Más de nueve millones de combatientes y siete millones de civiles perdieron la vida (el 1 % de la población mundial), una cifra extraordinaria, dada la sofisticación tecnológica e industrial de los beligerantes.
Es el quinto conflicto más mortífero de la historia de la humanidad. La convulsión que provocó la guerra allanó el camino a grandes cambios políticos, sociales y económicos, con revoluciones de un carácter nunca visto en varias de las naciones involucradas. Se fundó la Sociedad de Naciones, con el objetivo de evitar que un conflicto de tal magnitud se repitiese; sin embargo, dos décadas después estalló la Segunda Guerra Mundial. Entre sus razones se pueden señalar: el alza de los nacionalismos, una cierta debilidad de los Estados democráticos, la humillación sentida por Alemania tras su derrota, las grandes crisis económicas y, sobre todo, el auge del fascismo.

## Antecedentes
Toda fuerza se agota, la facultad de dirigir la historia no es una propiedad perpetua. Europa, que la heredó de Asia hace 3000 años, tal vez no la conservará siempre.
Ernest Lavisse, 1890.

### Imperialismo y colonialismo europeo

En 1914, Europa dominaba toda África, con la excepción de Abisinia (actual Etiopía) y Liberia, una muestra del imperialismo europeo, que también provocó continuas tensiones entre países durante la colonización del continente, visto como muy desfavorable para Italia y Alemania y muy beneficioso para Francia y Reino Unido. Otros países como Portugal, España o Bélgica tenían unas pocas colonias.

En 1914, Europa estaba en el cenit de su dominio mundial. Tras la Revolución Industrial y la explosión demográfica, Europa había logrado establecer una dominación política, económica y militar a nivel mundial, basada en una abrumadora superioridad técnica e intelectual. Reunía a una cuarta parte de la población mundial y cada año cientos de miles de europeos emigraban a países de Ultramar, una emigración que no hacía sino cimentar el dominio europeo sobre el resto del mundo.
A principios del siglo XX, el mundo estaba configurado para beneficio de Europa y la explotación económica de los territorios fuera del continente se guiaba sobre la máxima: «dirigida por Europa y para Europa». Sin embargo, en su interior aún existían muchas diferencias: Francia y Reino Unido poseían el 70 % de la mano de obra cualificada y capacidad industrial de todo el continente, por lo que la dominación de Europa era más bien la de Europa occidental; un selecto grupo de países: Estados Unidos, Reino Unido, Alemania y Francia, eran responsables de más del 60 % de las exportaciones mundiales y detentaban en la práctica el monopolio en la fabricación de productos manufacturados.
El nivel de analfabetismo era dispar entre las potencias industriales europeas; de cada mil soldados enviados a la guerra por cada potencia, 330 italianos, 220 austrohúngaros, 68 franceses y 1 alemán eran analfabetos.
En vísperas de la Primera Guerra Mundial, Londres ejercía de «centro de la economía mundial» y Europa, la «fábrica del mundo», poseía el dominio absoluto del comercio internacional y los mercados financieros. Sin embargo, antes de 1914 esta hegemonía ya amenazaba con resquebrajarse, producto de las tensiones imperialistas entre las grandes potencias, el ascenso de Japón en Asia y los Estados Unidos en América y en su interior la creciente influencia del marxismo y la agitación en aumento de la clase obrera europea, que amenazaban con subvertir el capitalismo liberal y el orden social existente.
El colonialismo europeo afectó a gran parte del mundo, con la excepción de China y otras naciones orientales que mantuvieron su independencia, también hubo casos de descolonización exitosos en algunos dominios británicos habitados por colonos o descendientes de colonos blancos, y en las antiguas y diversas colonias españolas en América que alcanzaron su independencia en el siglo XIX.
El establecimiento del protectorado francés sobre Túnez de 1881, la ocupación británica de Egipto de 1882 o el reparto más o menos pactado de África tras la Conferencia de Berlín, animó a las potencias europeas a la dominación de vastos territorios. Sin embargo, las crecientes tensiones en la carrera por la conquista de nuevos territorios fuera de Europa intensificaron las rivalidades y crearon alianzas entre las naciones del continente, en especial desde la década de 1890, dado que la división del mundo estaba completa y a ella había llegado tarde el Reino de Italia y el Imperio alemán, por lo que su parte era menor en relación con las demás naciones europeas.

### Sistema de alianzas

Sistema de alianzas en Europa antes de la guerra:
Triple Entente
Triple Alianza
Países neutrales

Durante todo el siglo XIX, las principales potencias europeas hicieron un gran esfuerzo por mantener el equilibrio de poder en toda Europa, dando como resultado una compleja red de alianzas políticas y militares en todo el continente para comienzos del siglo XX.
Aunque sus orígenes pueden remontarse a 1815, con la formación de la Santa Alianza entre Prusia, Austria y Rusia, fue en octubre de 1873, con la negociación de la Liga de los Tres Emperadores, cuando se empezó a fraguar el sistema de alianzas puesto en marcha durante la Gran Guerra. Ideado por el canciller alemán, Otto von Bismarck, la Liga de los Tres Emperadores prometía ser una alianza entre las monarquías de Austria-Hungría, Rusia y Alemania, aunque finalmente fracasó por la falta de acuerdo entre Austria-Hungría y Rusia sobre la política a seguir en los Balcanes. Esto condujo a la formación de la Doble Alianza entre Austria-Hungría y Alemania en 1879, vista como una forma de contener la influencia rusa en los Balcanes, donde el Imperio otomano continuaba debilitándose. En 1882, Italia se unió a la alianza, por lo que se convirtió en la Triple Alianza.
A lo largo de su gobierno, Bismarck había trabajado por mantener a Rusia del lado alemán, en un esfuerzo por evitar una guerra en dos frentes contra Francia y Rusia. A pesar de ello, cuando Guillermo II llegó al trono y se convirtió en káiser, sus diferencias con Bismarck obligaron a este último a retirarse y su sistema de alianzas fue progresivamente desmantelado, incluido el Tratado de reaseguro con Rusia, que el emperador se negó a renovar en 1890.
Así pues, solo dos años más tarde se creaba la Alianza franco-rusa para contrarrestar a la Triple Alianza. Francia deseaba la revancha tras la derrota sufrida frente a Prusia en la guerra franco-prusiana de 1870-1871. Mientras París estaba asediada, los príncipes alemanes habían proclamado el Imperio (el llamado Segundo Reich) en el palacio de Versalles, lo que significó una ofensa para los franceses.
La III República francesa perdió Alsacia y Lorena, que pasaron a ser parte del nuevo Reich germano. Su recuperación era ansiada por el presidente francés, Raymond Poincaré, lorenés. En general, las generaciones francesas de finales del siglo XIX y, sobre todo, los estamentos militares, crecieron con la idea nacionalista de vengar la afrenta recuperando esos territorios.
Como ejemplo de los aires que se respiraban en Francia en 1914, solo un 1,5 % de los reclutas del Ejército francés se resistieron a la movilización, en comparación con el 30 % de 1870.
Aunque reacio a establecer alianzas con sus potenciales aliados —rasgo habitual de la política exterior del Imperio británico, que él mismo denominaba como «espléndido aislamiento»— Reino Unido temía cada vez más la expansión militar y naval alemana, por lo que en 1904 firmó una serie de acuerdos con Francia, conocidos como la Entente Cordiale y tres años después firmó la Entente anglo-rusa (1907).
Si bien estos acuerdos no representaban una alianza formal entre el Imperio británico, Francia y Rusia, y en la práctica eran sobre todo un arreglo respecto a cuestiones coloniales, dieron pie a la posibilidad de que Gran Bretaña pudiera entrar de parte de Francia o Rusia en futuros conflictos, por lo que este sistema de acuerdos bilaterales pasó a conocerse como la Triple Entente.

### La Paz armada

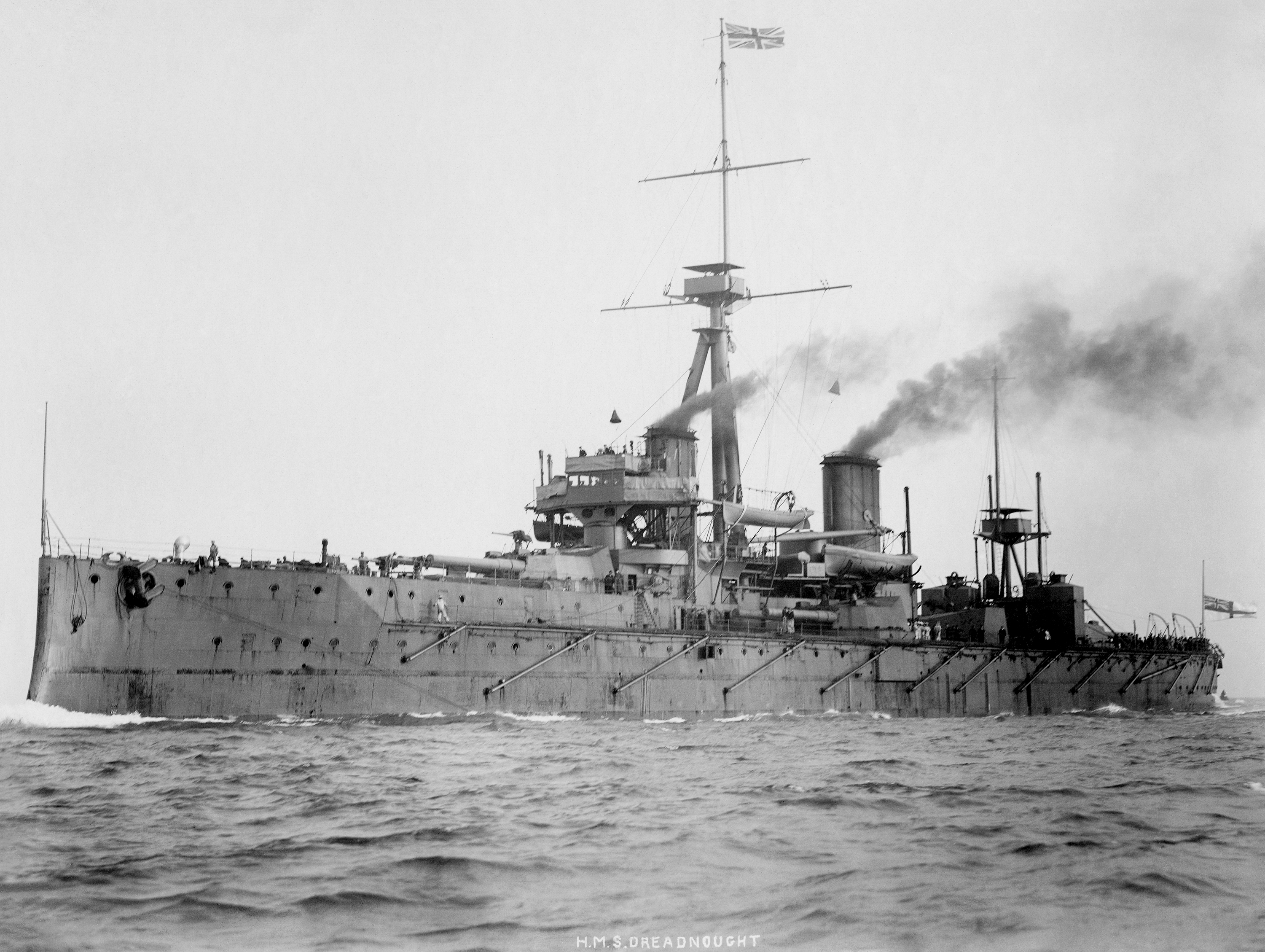
La construcción del acorazado británico HMS Dreadnought en 1906 reavivó la carrera armamentista entre las potencias.

Tras la unificación alemana y la fundación del Imperio alemán en 1871, después de la victoria teutona en la guerra franco-prusiana, el poder industrial y económico alemán creció enormemente y con él la carrera de armamentos se puso en marcha. Desde mediados de la década de 1890, el gobierno del emperador Guillermo II empezó a dedicar cuantiosos recursos económicos para la construcción de la Marina Imperial alemana. Bajo el mando del almirante Alfred von Tirpitz, la marina alemana pretendía rivalizar con la Royal Navy británica por la supremacía naval en el mundo. Como resultado, las dos naciones empezaron a competir y a dedicar esfuerzos cada vez mayores en la construcción de buques capitales.
La construcción en 1906 del HMS Dreadnought, un acorazado revolucionario para la época que volvió obsoletos todos los diseños anteriores a él, amplió la ventaja del Imperio británico sobre su rival alemán. La carrera armamentista entre Reino Unido y Alemania, aunque los germanos consideraban a Francia su principal rival dentro de las fronteras europeas, acabó extendiéndose al resto de Europa, y todas las grandes potencias dedicaron su industria a la producción de equipos y armas necesarias para un futuro conflicto paneuropeo.
Así pues, desde mediados de la década de 1870 y hasta 1913 los gastos militares de Alemania y Reino Unido se triplican, se doblan los franceses y suponen una gran carga en los presupuestos gubernamentales de Rusia e Italia; entre 1908 y 1913 la carrera armamentística llegó a su apogeo y se estima que los gastos militares aumentaron en ese lustro en un 50 %. Sin embargo, debe tenerse en cuenta que el gasto estatal era escaso en comparación con el crecimiento experimentado en las décadas posteriores; por ejemplo, en plena carrera de armamentos con Alemania, el gasto total del Estado británico apenas suponía un 8 % de la renta nacional y en otros países industriales ajenos a este rearme era mucho menor, como en el caso de Estados Unidos, cuyos gastos del gobierno federal apenas supusieron el 2,5 % de la renta nacional entre 1900 y 1916.

### Conflictos y equilibrio de poderes

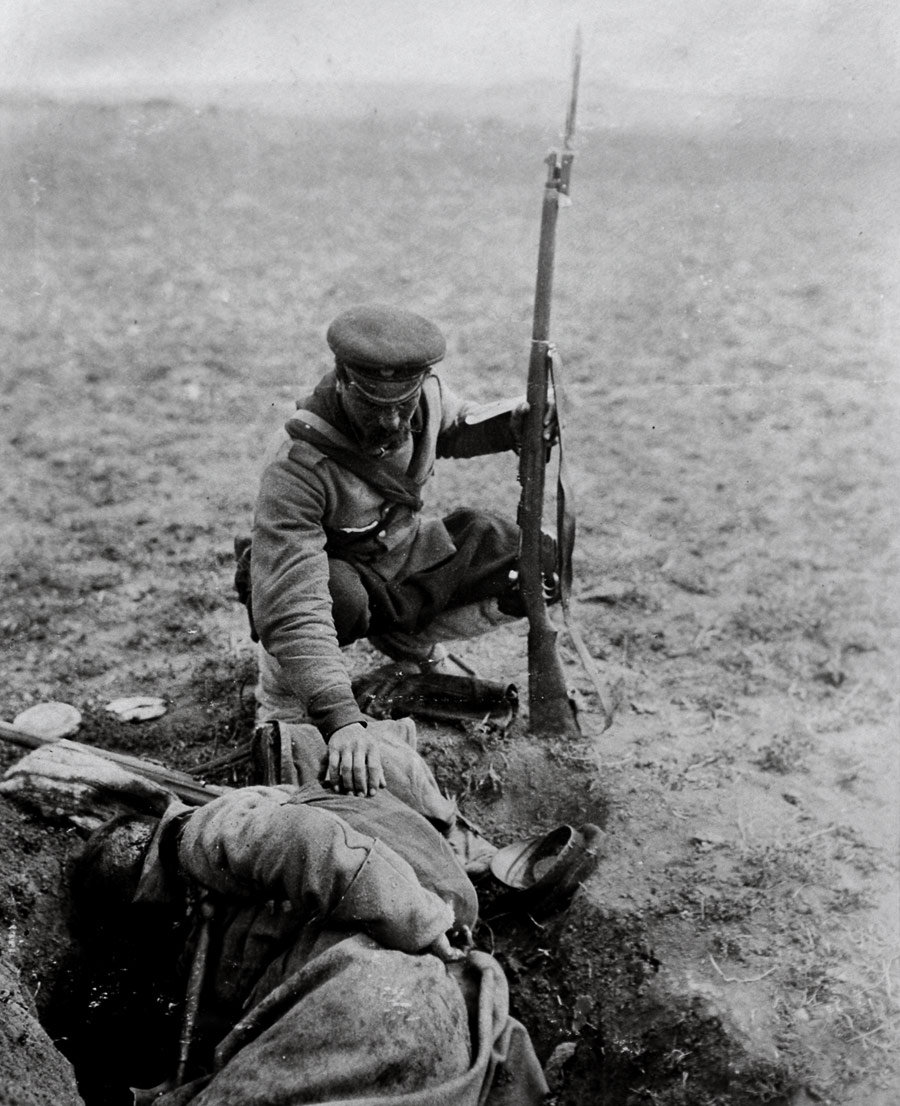
Un soldado búlgaro junto a su compañero caído durante la primera guerra balcánica, en 1912.

Austria-Hungría precipitó la «crisis bosnia» con la anexión oficial de la provincia de Bosnia y Herzegovina, un antiguo territorio otomano ocupado desde 1878 por Austria. Esto enfureció al Reino de Serbia y a su protector, el Imperio ruso, que seguía una política basada en el paneslavismo y compartía la religión ortodoxa con sus aliados eslavos. Las maniobras de la diplomacia rusa en los acuerdos de paz provocaron que la región se desestabilizara, lo que sumado a la fractura que ya existía en los Balcanes, hizo que la región fuese conocida como el «polvorín de Europa». Entre 1912 y 1913, la Liga de los Balcanes y el Imperio otomano libraron la primera guerra de los Balcanes, cuyo resultado, plasmado en el Tratado de Londres de 1913, redujo aún más las fronteras del Imperio otomano, y aumentó las ganancias territoriales de Bulgaria, Serbia, Montenegro y Grecia, al tiempo que se creaba un nuevo Estado albanés independiente. La segunda guerra de los Balcanes, producto del ataque búlgaro a Serbia y Grecia del 16 de junio de 1913, desestabilizó aún más la región y la contienda acabó con un reparto territorial principalmente favorable a los vencedores: Serbia obtuvo el grueso de la Macedonia septentrional, Grecia de la meridional (incluyendo Salónica), Rumanía la Dobruja meridional y el Imperio otomano Tracia oriental con Adrianópolis. Bulgaria, a pesar de considerar la guerra como una catástrofe, obtuvo una pequeña parte de Macedonia, la Tracia occidental y territorios al sur de los montes Ródope. Mientras, las grandes potencias europeas soslayaron la situación y fueron capaces de contener los conflictos balcánicos.
En vísperas de la deflagración que daría comienzo a la guerra, las Potencias Centrales tenían una producción industrial y un gasto militar significativamente inferior al de la Entente. En 1914, las Potencias Centrales, incluyendo a Turquía, tenían una población de 138 millones de personas, de las que unos 33 millones de hombres podían ser reclutados para el combate; por su parte, la Entente y sus colonias agrupaban a 708 millones de habitantes y unos 179 millones de hombres válidos para la guerra. El gasto militar total de la Entente en 1913 era aproximadamente el doble que el de las Potencias Centrales, aunque Alemania tenía un arsenal de artillería mucho más moderno que el de todos sus adversarios, lo que le daría una ventaja significativa en la futura e inesperada guerra de trincheras. El armamento ligero de la infantería era de una calidad similar en todos los países y tan solo los británicos poseían rifles superiores a la media. En el mar, la Entente, gracias al Imperio británico, era muy superior a sus oponentes y un bloqueo naval sobre Alemania era más que posible. Sin embargo, el aislamiento de Rusia respecto a sus mayores aliados y las ventajas de las Potencias Centrales por su situación geográfica redujeron la superioridad de la Entente.

## Preludio

### Asesinato del archiduque Francisco Fernando de Austria en Sarajevo

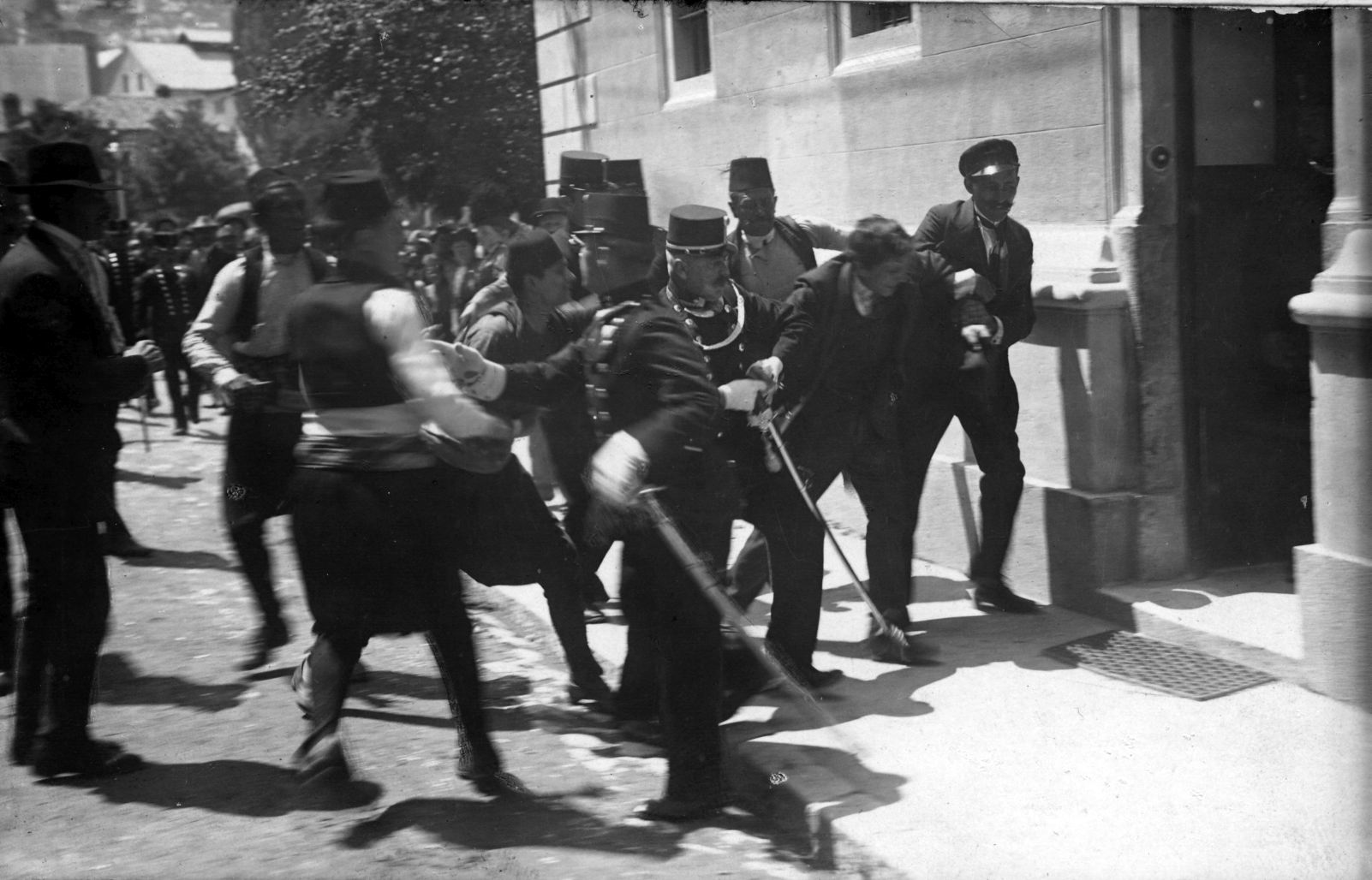
Fotografía del momento de la captura de Gavrilo Princip tras el magnicidio, cuya veracidad, sin embargo, está discutida por algunos estudiosos.

El 28 de junio de 1914, el archiduque Francisco Fernando de Austria visitó Sarajevo, la capital de Bosnia. Allí, un grupo de seis militantes (Cvjetko Popović, Muhamed Mehmedbašić, Nedeljko Čabrinović, Trifko Grabež, Vaso Čubrilović y Gavrilo Princip) de la organización revolucionaria Joven Bosnia, grupo juvenil de la organización secreta Mano Negra, se habían reunido en la calle donde estaba previsto que pasara la caravana del archiduque con la intención de asesinarlo. Cuando la comitiva pasó por la calle, Čabrinović lanzó una granada al coche de Francisco Fernando, pero falló. Algunos viandantes resultaron heridos en las inmediaciones por la explosión, pero el convoy de Fernando continuó su marcha y los demás asesinos no actuaron cuando el coche pasó por delante de ellos. Una hora más tarde, cuando Francisco Fernando regresaba del ayuntamiento de Sarajevo en dirección a un hospital para visitar a los heridos por el atentado, la caravana se equivocó y giró hacia una calle donde, casualmente, se encontraba Gavrilo Princip. Al paso del coche del archiduque, Princip sacó su pistola, una FN Modelo 1910, y disparó a Fernando y a su esposa Sofía; Princip intentó suicidarse, pero la turba que había presenciado el magnicidio se lo impidió y fue posteriormente detenido.
Al contrario de lo que cabría esperar en vista de los acontecimientos posteriores, la reacción de la población en Austria fue débil, casi indiferente. El historiador Zbyněk Zeman escribiría más tarde:

El evento no provocó ninguna impresión en absoluto. El domingo y lunes (días 28 y 29 de junio) las multitudes en Viena escucharon música y bebieron vino, como si nada hubiera sucedido.

Las autoridades austro-húngaras animaron una serie de disturbios antiserbios en Sarajevo, en los que croatas y bosnios asesinaron a dos personas de origen serbio y dañaron numerosos edificios de propiedad serbia. Se organizaron acciones violentas contra serbios fuera de Sarajevo y en la ciudad se produjeron más de un centenar de detenciones de sospechosos de haber participado o ayudado en el asesinato del archiduque; los ataques se extendieron a otras grandes ciudades del Imperio austrohúngaro en las actuales Bosnia, Croacia y Eslovenia. Las autoridades encarcelaron o extraditaron en toda Bosnia a unos 5500 prominentes serbios, de los cuales entre 700 y 2200 murieron en prisión. Más de 460 serbios fueron condenados a muerte y una milicia especial de mayoría bosnia conocida como Schutzkorps comenzó a perseguir a los serbios de forma sistemática.

### Crisis de julio

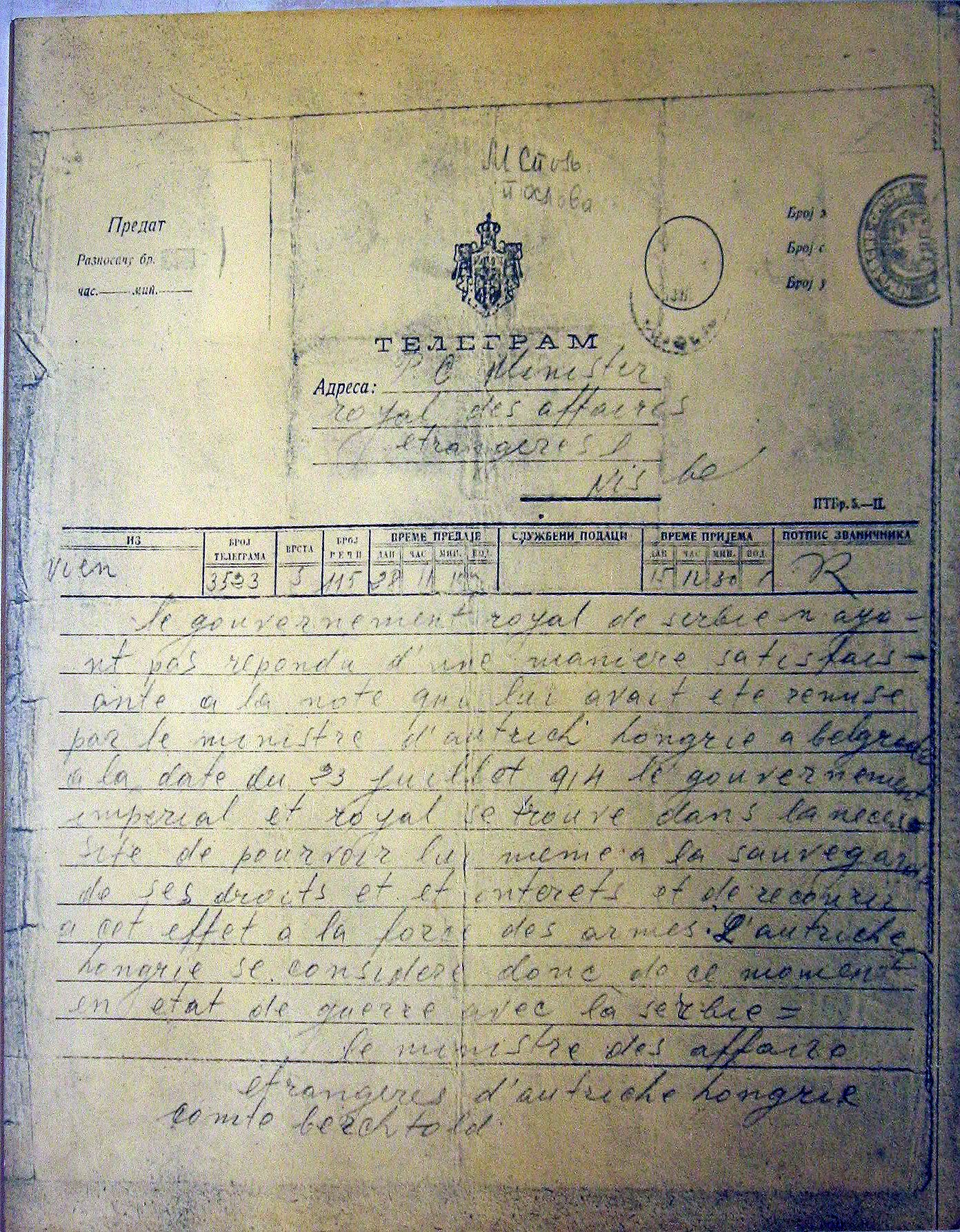
Telegrama del 28 de julio de 1914 donde Austria-Hungría declaraba la guerra al Reino de Serbia.

El asesinato condujo a un mes de maniobras diplomáticas entre las principales potencias europeas: Austria-Hungría, Alemania, Rusia, Francia y Reino Unido, conocidas como crisis de julio. Creyendo (correctamente) que funcionarios del gobierno de Serbia estaban involucrados en el complot para asesinar al archiduque y con la intención de terminar definitivamente con la intromisión de Serbia en Bosnia, Austria-Hungría entregó a Serbia un ultimátum el 23 de julio donde hacía diez demandas imposibles de aceptar (de forma intencionada), para justificar una guerra contra Serbia.
Al día siguiente, después de celebrarse un consejo de ministros en Rusia presidido por el mismo zar, Rusia ordenó la movilización general de sus tropas en los distritos y flotas del mar Báltico, el mar Negro, Odesa, Kiev, Kazán y Moscú. También se pidió a otras regiones acelerar los preparativos para una inminente movilización general. El día 25, Serbia decretó la movilización general y esa misma noche declaró que aceptaba todos los términos del ultimátum, excepto el artículo sexto, que exigía el envío de una delegación austriaca a Serbia para participar en la investigación del asesinato. Al día siguiente, Austria rompió sus relaciones diplomáticas con Serbia y un día después ordenó la movilización parcial; el día 28, Austria-Hungría declaró la guerra a Serbia.
El 29 de julio, Rusia salió en ayuda de su protegido serbio y declaró, de forma unilateral y fuera de los procedimientos previstos en los acuerdos militares franco-rusos, la movilización parcial contra el Imperio austrohúngaro. El canciller de Alemania, Theobald von Bethmann-Hollweg, decidió retrasar su respuesta hasta el día 31, pero no daría tiempo a meditarla, pues el día 30 Rusia ordenó una movilización general contra Alemania, y en respuesta, esta se declaró en «estado de peligro de guerra». El káiser Guillermo II de Alemania, pidió a su primo, el zar Nicolás II de Rusia, que detuviera la movilización general de su país, a lo que este se negó y a lo que Alemania respondió con un ultimátum donde exigía la desmovilización rusa y el compromiso de no apoyar a Serbia. Otro fue enviado a Francia, donde se pedía que no apoyase a Rusia si esta salía en defensa de Serbia. El 1 de agosto, tras la respuesta negativa de Rusia, Alemania se movilizó y declaró la guerra a Rusia, y por su parte Austria-Hungría ordenaría la movilización general el 4 de agosto.
El gobierno alemán debía decidir qué plan de despliegue militar ponía en práctica mientras trataba de mantener a Francia neutral. Alemania planeaba poner en marcha una versión modificada del Plan Schlieffen, el Aufmarsch II West, que al contrario que el original (que contemplaba desplegar el 80 % del ejército en el frente occidental) desplegaría un 60 % de las tropas en el oeste y el 40 % restante en el frente oriental, ya que era lo máximo que el sistema ferroviario prusiano podía soportar. Los franceses no respondieron, pero su decisión de retirar a sus soldados a diez kilómetros de sus fronteras para evitar incidentes confundió a los alemanes. Sin embargo, los franceses decretaron la movilización de sus reservistas, a lo que Alemania respondió movilizando a los suyos y poniendo en marcha su plan. Alemania invadió Luxemburgo el 2 de agosto y el día 3 declaró la guerra a Francia. El 4 de agosto, ante la negativa de Bélgica de permitir el paso de las tropas alemanas en su camino a Francia, Alemania también declaró la guerra a Bélgica, lo que provocó que Reino Unido declarase (el mismo día 4 a las 19:00 UTC) la guerra a Alemania, tras el ultimátum británico para mantener la neutralidad de Bélgica.

## La guerra

### 1914

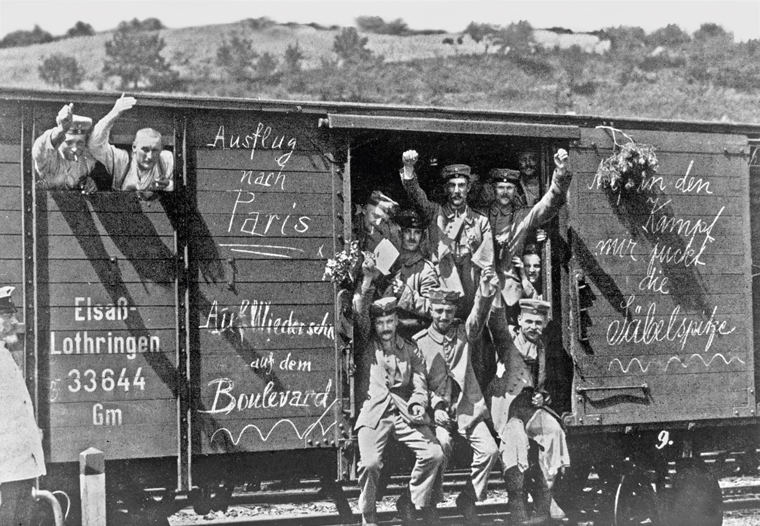
Soldados alemanes el 1 de agosto de 1914 en un vagón de mercancías. Las inscripciones en el vagón («de viaje a París») dejan claro las expectativas de los beligerantes de una rápida victoria.

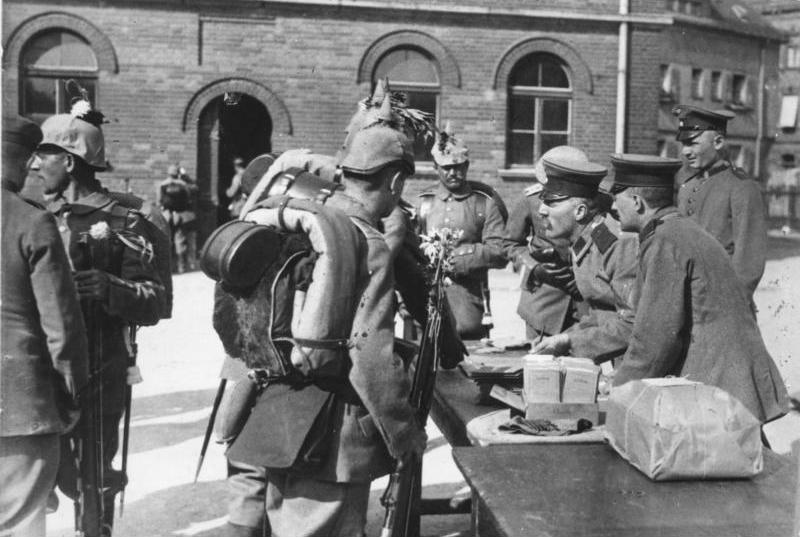
Soldados alemanes en Berlín recién movilizados, 1914.

Los países beligerantes creyeron que se trataría de una guerra corta, y ambos bandos esperaban conseguir una victoria fácil y demoledora. La monarquía austrohúngara, con la pretensión de «engullir a Serbia» tras el asesinato del archiduque, hablaba de la guerra como de una «misión histórica». El romanticismo de tintes nacionalistas con que se trató el inicio del conflicto se había dejado intuir en algunas afirmaciones previas a la guerra: el general alemán Helmuth von Moltke escribió que «la guerra es uno de los medios de que se vale Dios para el progreso» y otro general alemán, von Bernhardi, habló de la guerra como si de una «necesidad biológica» se tratara. Así pues, cuando estalló el conflicto las ansias belicistas de los gobernantes y el entusiasmo popular parecían de tal magnitud, que la unidad de cada nación contra sus enemigos no se puso en duda y atrás quedaron los miedos de la clase dirigente sobre posibles tentativas revolucionarias. La situación antes de la apertura del frente de combate se podía resumir en que «los franceses pensaban llegar a Berlín y los alemanes a París casi en los mismos trenes en que se había efectuado la movilización».
La estrategia de las Potencias Centrales adoleció en sus primeros momentos de una grave falta de coordinación. Alemania había «prometido apoyar» la invasión austrohúngara de Serbia, pero ni los propios aliados se ponían de acuerdo en qué significaba exactamente esa declaración. Los planes previamente aprobados para esta situación habían sido reemplazados a principios de 1914 y nunca se habían realizado ejercicios ni simulaciones. Mientras los austrohúngaros creían que Alemania cubriría su flanco norte con Rusia, los alemanes asumían que Austria concentraría el grueso de sus tropas en el frente ruso mientras Alemania combatía contra Francia. Esta confusión inicial provocó que Austria-Hungría dividiese finalmente sus fuerzas entre los frentes ruso y serbio. Si bien los principales esfuerzos de los beligerantes se concentraron en los frentes occidental y oriental, la guerra se libró con mayor o menor intensidad en distintas partes del globo. Se combatió en los Balcanes, en los Dardanelos, en Oriente Medio, en el Cáucaso, en los Alpes italianos, en África, en Extremo Oriente, en el Pacífico y en el Atlántico.

#### Campaña serbia
Austria atacó Serbia el 28 de julio con fuego de artillería, aunque las ofensivas de importancia no comenzaron hasta el 12 de agosto. Apenas una semana después, en la batalla de Cer, los austrohúngaros sufrieron su primera derrota mientras los aliados conseguían su primera victoria de importancia en la guerra. En las dos semanas posteriores al inicio de las hostilidades, los ataques austríacos se saldaron con graves pérdidas que pronto desvanecieron las esperanzas de una victoria rápida. Esta primera campaña finalizó en diciembre de 1914 con la derrota austrohúngara y la inesperada victoria serbia tras la decisiva batalla de Kolubara, considerada «una de las mayores victorias del siglo XX». Esto provocó que Austria debiese mantener un número de tropas considerable en el frente serbio en detrimento del frente ruso, además de que el objetivo de invadir Serbia por Austria-Hungría, detonante de la Primera Guerra Mundial, se había saldado con un temprano y estrepitoso fracaso. Este frente dio muestras de lo que sería la guerra en su conjunto, al verse las primeras evacuaciones médicas (por parte del ejército serbio ya en el otoño de 1915) y defensas antiaéreas (desde que en la primavera de 1915 un avión austriaco fuese derribado desde tierra).

#### Ofensiva alemana sobre Bélgica y Francia

En líneas rojas, la invasión planificada de Francia, Bélgica y Luxemburgo por parte de Alemania en su Plan Schlieffen; y en líneas azules el Plan XVII de Francia para atacar Alemania en caso de conflicto.

Con el inicio de las hostilidades, la orden de batalla alemana colocó al 80 % de su ejército en el frente occidental y el resto de fuerzas debían actuar en el este pero con carácter defensivo, ya que el plan era obtener una rápida victoria sobre Francia para después centrar los esfuerzos contra Rusia.
La ofensiva alemana en Occidente se tituló oficialmente Aufmarsch II West, pero es conocida como «Plan Schlieffen» en honor a su creador Alfred von Schlieffen, fallecido apenas un año antes de ver en marcha su plan. Schlieffen había mantenido deliberadamente debilitado el flanco alemán en Alsacia y Lorena para incitar a los franceses a atacar por allí, mientras una mayoría de tropas fueron asignadas más al norte para barrer Bélgica y avanzar rápidamente hacia París y así arrinconar a los ejércitos franceses contra la frontera suiza. El llamado «Plan XVII» francés, adoptado en 1913 para una hipotética guerra entre Francia y Alemania, preveía precisamente un ataque frontal contra Alsacia y Lorena, en la creencia de que Bélgica no sería invadida por Alemania y también en el espíritu revanchista francés de la época, que aspiraba a retomar aquellas provincias perdidas en la guerra franco prusiana de 1871, con lo que facilitó considerablemente la estrategia inicial alemana. Unos años antes del conflicto, el sucesor del fallecido Schlieffen, Helmuth von Moltke, temía que las defensas alemanas no resistieran ante un potente ataque francés contra Alsacia y Lorena, por lo que en ese lapso previo al conflicto modificó ligeramente la proporción de tropas, destinando el 70 % al norte (antes 85 %) y el 30 % a la frontera francesa (antes el 15 %).

El frente occidental una vez estabilizado tras el fin de la ofensiva inicial a finales de 1914.

El 4 de agosto de 1914, el ejército alemán abrió el frente occidental invadiendo Bélgica y Luxemburgo, con un ataque a la ciudad de Lieja. El avance alemán en los primeros compases del frente occidental fue muy exitoso: a finales de agosto la Fuerza Expedicionaria Británica estaba en desbandada total; las bajas francesas en el primer mes de combates superaron las 260 000, incluidos 27 000 muertos solo el 22 de agosto en la batalla de las Fronteras. La bien elaborada estrategia alemana proporcionaba instrucciones detalladas y al mismo tiempo permitía una libertad de acción considerable a los oficiales ante las eventualidades imprevistas en primera línea del frente. Esta doctrina no era nueva, había funcionado bien a los alemanes entre 1866 y 1870, pero en 1914 provocó que el general Alexander von Kluck, al desobedecer las órdenes y actuar libremente, abriese una brecha entre los ejércitos alemanes en pleno avance hacia París. Franceses y británicos explotaron esa brecha para detener el avance alemán al este de París en la primera batalla del Marne entre el 5 y el 12 de septiembre, lo que obligó a los alemanes a retroceder 50 kilómetros. La primera batalla del Marne, donde parte de las tropas de reserva francesas llegaron al frente gracias a los taxis de París, significó el fracaso del plan alemán y el comienzo de la «carrera hacia el mar», una toma de posiciones entre Alsacia y la costa belga en el mar del Norte. Los alemanes, al ser la fuerza de ocupación, pudieron elegir mejores posiciones donde detener su avance: normalmente se asentaban en posiciones elevadas y las trincheras que empezaban a levantarse estaban mejor construidas que sus homólogas anglo francesas, ya que inicialmente la Entente pensó que serían temporales y un paso previo para atacar las defensas alemanas.
Con el estancamiento del frente quedó claro que las tácticas militares previas a la Primera Guerra Mundial estaban obsoletas y no habían logrado desarrollarse al mismo ritmo que los avances tecnológicos. Estos avances permitieron la creación de sistemas defensivos tan fuertes que las desactualizadas tácticas militares no pudieron hacer nada contra ellos durante la mayor parte de la guerra.
El alambre de púas fue un obstáculo de envergadura para los avances masivos de la infantería, mientras que la artillería, mucho más letal que en la década de 1870, junto con las ametralladoras, hicieron casi imposible el despliegue de la infantería en campo abierto. Los comandantes de ambos bandos no lograron desarrollar tácticas que pudiesen romper las posiciones enemigas sin que ello dejara un reguero de bajas, aunque con el tiempo la misma tecnología que parecía hacer infranqueables las defensas logró producir nuevas armas ofensivas como carros de combate o gas venenoso.
Así pues, a finales de 1914 las tropas alemanas estaban fuertemente aferradas a sus posiciones en Francia, donde controlaban la mayor parte de las minas de carbón francesas y habían infligido a sus enemigos 230 000 bajas más de las sufridas. Sin embargo, Alemania había fracasado en su objetivo de evitar una guerra indefinida y en dos frentes, lo que equivalía a una derrota estratégica; el príncipe Guillermo de Prusia le comentó entonces a un periodista estadounidense: «hemos perdido la guerra, continuará por mucho tiempo, pero ya la hemos perdido».

#### Apertura del frente oriental

Situación del frente oriental en el otoño de 1914.

En 1911, la Stavka rusa acordó con los franceses atacar Alemania en una quincena tras el inicio de la movilización y realizar una invasión simultánea de la Galitzia austríaca y de Prusia Oriental. Un acuerdo falto de realismo que dejó ver sus carencias cuando el 17 de agosto de 1914, los dos ejércitos rusos que invadieron casi por sorpresa Prusia Oriental lo hicieron sin muchos de sus necesarios elementos de apoyo; el 2.º Ejército ruso fue aniquilado por los alemanes en apenas unos días en la batalla de Tannenberg, pero el avance ruso obligó a los alemanes a replegar el 8.º Ejército de Francia para ser enviado a Prusia Oriental, lo que lastró el avance en el frente occidental. En el sur, los rusos lograron internarse en Galitzia, lo que obligó a los austríacos a destinar tropas adicionales, dando un respiro a los serbios en el frente balcánico. Así pues, Rusia obtuvo un resultado inicial positivo en su ataque a Austria-Hungría, pero en cambio en septiembre de 1914 tras Tannenberg y los lagos Masurianos, Hindenburg y Ludendorff ya habían expulsado a las fuerzas rusas de Prusia.

#### Entrada del Imperio otomano
A finales de octubre, los dos cruceros «turcos» —en realidad, el SMS Goeben y el SMS Breslau vendidos ficticiamente a los otomanos— precipitaron la entrada de guerra del imperio al zarpar junto con otros buques de guerra a bombardear los puertos rusos de Odesa, Sebastopol y Novorosíisk y hundir de camino varias naves rusas de pequeño tonelaje y un paquebote francés. Este ataque, que no había aprobado el Gobierno y se había llevado a cabo mediante la conspiración de los asesores militares alemanes y los elementos proalemanes del CUP, desató una nueva guerra entre Rusia y el imperio. La operación había sido simplemente una manera de provocar a la Entente para asegurar la entrada en guerra del imperio. Una vez ocurrido, la mayoría del Gobierno decidió apoyar a los conspiradores y asumir el ataque. Varios ministros y el gran visir, sin embargo, se mostraron contrarios a esta decisión, en vano. El 29 de octubre, el imperio entró en guerra con la ruptura de relaciones diplomáticas con la Entente. El 2 de noviembre, Rusia le declaró la guerra.

#### Asia y el Pacífico

Evolución de las alianzas en la Primera Guerra Mundial:
Entente
Colonia, dominio y/o territorios ocupados por la Entente
Potencias centrales
Territorio ocupado por las potencias centrales o sus colonias
Neutral

Nueva Zelanda —por entonces un dominio dentro del Imperio británico— ocupó la Samoa alemana el 30 de agosto de 1914. El 11 de septiembre, la fuerza expedicionaria naval y militar de Australia desembarcó en la isla de Neu Pommern (Nueva Bretaña), parte de la Nueva Guinea Alemana. El 28 de octubre, el crucero alemán SMS Emden hundió el crucero ruso Zhemchug en la batalla de Tsingtao; Japón se apoderó entonces de las colonias de la Micronesia alemana tras el asedio de Tsingtao, y a continuación del puerto alemán de Qingdao en la península china de Shandong. Austria se negó a retirar el crucero SMS Kaiserin Elisabeth, anclado en Tsingtao, pretexto que uso Japón para extender su declaración de guerra a Austria-Hungría; el barco fue hundido en noviembre de 1914. A los pocos meses de guerra, las fuerzas de la Entente y sus aliados se habían apoderado de todos los territorios alemanes del Pacífico, y el teatro de operaciones quedó reducido a asaltos aislados a las rutas comerciales y pequeñas escaramuzas en reductos de Nueva Guinea.
Alemania intentó valerse del nacionalismo indio y el panislamismo para perjudicar a su enemigo británico, primero instigando levantamientos en la India y luego con el envío de una misiva para convencer a Afganistán de entrar en guerra junto a las Potencias Centrales. Sin embargo, a pesar de los temores británicos de una posible revuelta, el estallido de la guerra tuvo el efecto contrario: muestras de lealtad sin precedentes y buena voluntad del subcontinente a Reino Unido. Ello se debió a que los líderes independentistas indios, incluidos los del Congreso Nacional Indio, esperaban que un gran apoyo al esfuerzo de guerra británico ayudase a la formación futura de un «autogobierno indio». El ejército del Raj era de hecho más numeroso que el ejército británico de la metrópoli al comienzo de la guerra; en total, 1,3 millones de soldados y obreros indios apoyaron directamente el esfuerzo de guerra en Europa, África y Oriente Medio, mientras que tanto las zonas bajo control directo británico como los estados nativos de la India enviaron numerosos suministros de alimentos, dinero y municiones. 140 000 hombres servirían en el frente occidental europeo, y casi 700 000 en Oriente Medio, con la pérdida de 47 746 muertos y 65 126 heridos a lo largo del conflicto. El sufrimiento bélico, así como el fracaso británico para otorgar un verdadero autogobierno a la India engendraron desilusión y una abierta hostilidad que alimentó el movimiento de independencia indio.

#### África
Algunos de los primeros enfrentamientos de toda la guerra involucraron a fuerzas coloniales británicas, francesas y alemanas en África. El 6 y el 7 de agosto de 1914, las tropas francesas y británicas invadieron el protectorado alemán de Togolandia y Kamerun. El 10 de agosto, las fuerzas alemanas de su colonia de África del Sudoeste Alemana atacaron Sudáfrica. Desde el principio de la guerra y hasta su fin, la lucha en las colonias de los países europeos fue esporádica, pero también feroz. Las colonias alemanas estaban rodeadas por las británicas, francesas y otros aliados, por lo que fueron tomadas rápidamente. Solo las fuerzas coloniales alemanes de África Oriental Alemana al mando del coronel Paul von Lettow-Vorbeck resistieron, al librar una guerra de guerrillas durante todo el conflicto gracias a la cual no se rindieron hasta dos semanas después de finalizadas las hostilidades en Europa.

### Guerra naval

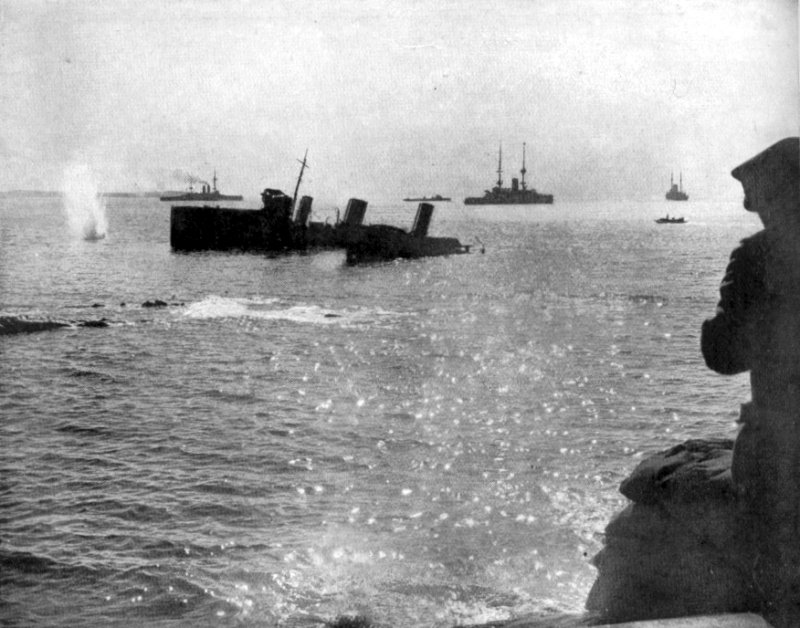
Un convoy siendo atacado, foto tomada en 1915 a bordo del HMS Louis.

Desde hacía un siglo, existía consenso entre las naciones sobre que el Imperio británico poseía el control absoluto de los mares, con la más grande e influyente armada del mundo. La publicación en 1890 del libro The Influence of Sea Power upon History de Alfred Thayer Mahan buscó alentar a Estados Unidos para incrementar su poderío naval, sin embargo, tuvo un inesperado impacto en Alemania, que desde finales de siglo se embarcó en una frenética carrera naval con el objetivo de equiparar su marina a la británica.
Al comienzo de la guerra, el Imperio alemán tenía dispersos sus buques por todo el mundo, y los utilizó para atacar barcos mercantes enemigos. La Royal Navy los persiguió de forma sistemática, aunque no pudo evitar episodios humillantes dada su incapacidad inicial de proteger las rutas comerciales, a pesar de su superioridad nominal. Por ejemplo, el crucero ligero alemán SMS Emden, con base en Qingdao (China) logró destruir o capturar 15 mercantes, además de hundir un crucero ruso y un destructor francés. Sin embargo, la mayor parte de la Ostasiengeschwader (escuadrón de Asia oriental) alemán, formado por los cruceros blindados SMS Scharnhorst y Gneisenau y los cruceros ligeros Nürnberg y Leipzig y dos barcos de transporte, no tenían órdenes de atacar mercantes y se dirigían de vuelta a Alemania cuando se encontraron con buques de guerra británicos. Aunque la flotilla, junto al SMS Dresde, consiguió hundir dos cruceros en la batalla de Coronel, fueron prácticamente destruidos en la batalla de las Malvinas de diciembre de 1914, cuando solo el Dresde y algunos barcos auxiliares escaparon, aunque fueron destruidos o capturados en su totalidad en la batalla de Más a Tierra. En el Mediterráneo, las flotas aliadas (británica, francesa e italiana) se enfrentaron a la armada austrohúngara en el Adriático, siendo el mayor enfrentamiento la batalla del canal de Otranto en 1917; y a la armada otomana durante la campaña de los Dardanelos.
Poco después del estallido de la guerra, Reino Unido comenzó un bloqueo naval sobre Alemania. La estrategia se mostró efectiva con el corte de suministros vitales civiles y militares, aunque el bloqueo también fue una violación en toda regla del derecho internacional aceptado entonces y codificado en acuerdos internacionales de los dos siglos precedentes. Gran Bretaña incluso intervino aguas internacionales para evitar que cualquier barco alcanzase Alemania, lo que hizo peligrar la integridad de los buques neutrales. Debido a que la respuesta alemana a las tácticas británicas fue tibia, Alemania esperaba una tímida protesta británica a su «guerra submarina sin restricciones».

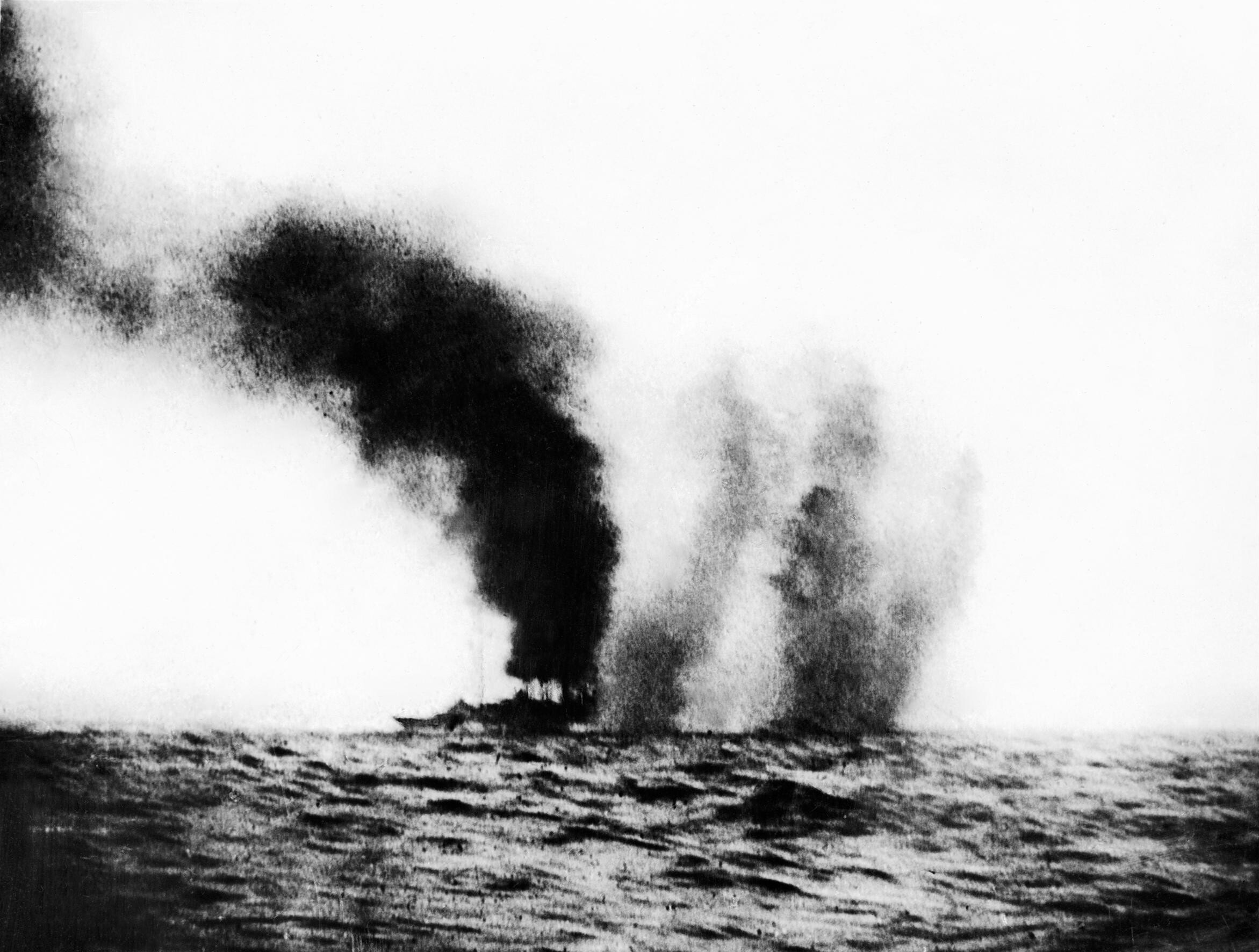
El HMS Birmingham bajo fuego enemigo durante la batalla de Jutlandia, el 31 de mayo de 1916.

Los submarinos alemanes intentaron cortar las rutas de suministro entre América del Norte y las islas británicas. La naturaleza de la guerra submarina suponía que los hundimientos se producían a menudo sin previo aviso, y la esperanza de supervivencia de las tripulaciones de los mercantes hundidos era escasa. Tras protestas de Estados Unidos y el hundimiento del RMS Lusitania en 1915, Alemania se comprometió a no atacar trasatlánticos, al tiempo que Gran Bretaña armaba a sus buques mercantes. Finalmente Alemania en 1917, convencida de la entrada de Estados Unidos en la guerra, desató la «guerra submarina sin restricciones»; Alemania hundió millones de toneladas en buques aliados e incluso, tras el conflicto, el entonces primer ministro británico Lloyd George, confesó que a punto estuvo de capitular Gran Bretaña a causa del hambre, sin embargo, a pesar del gran éxito inicial, la estrategia teutona de someter a Gran Bretaña fracasó.

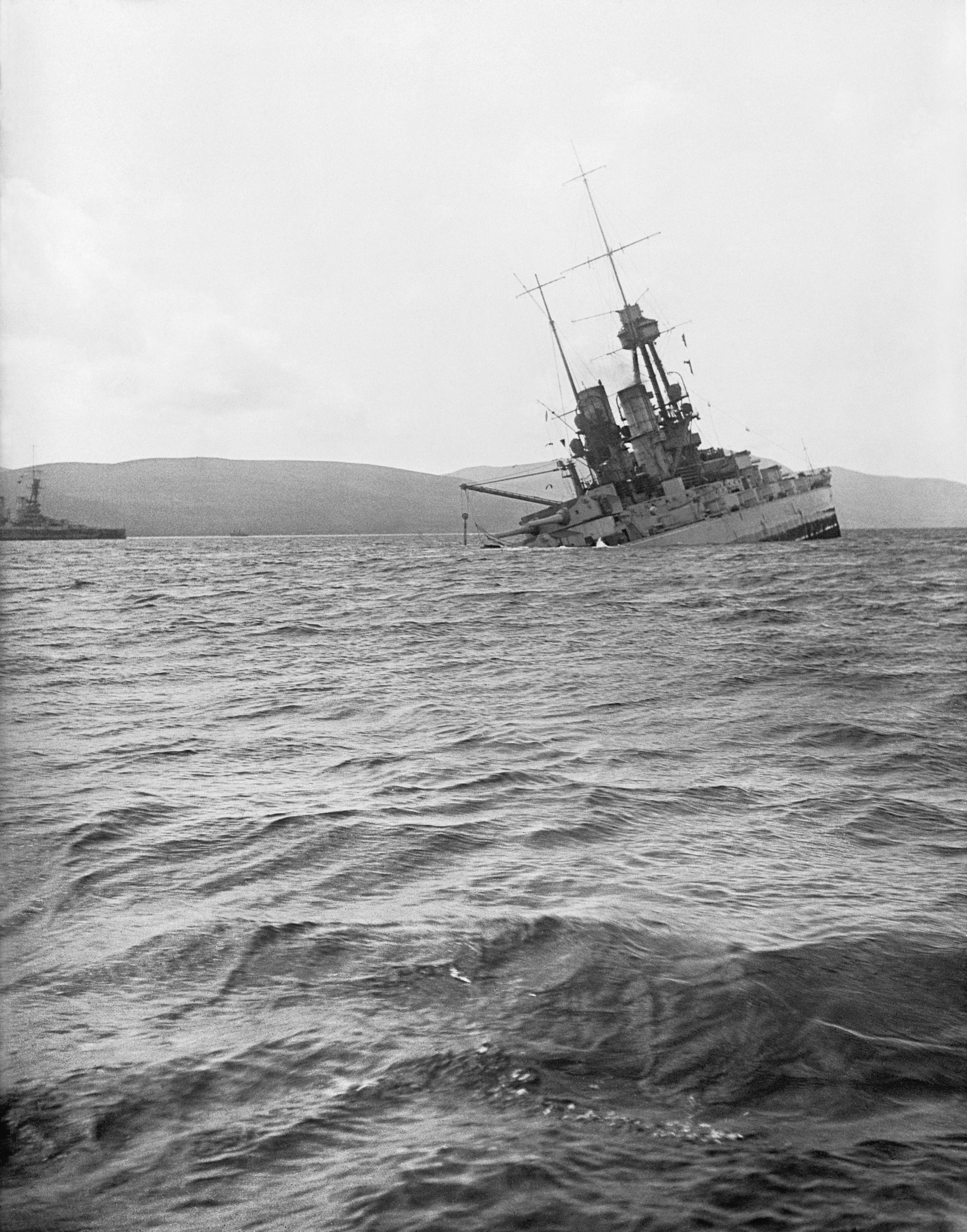
hundiéndose de popa el 21 de junio de 1919, ya terminada la guerra, durante el hundimiento alemán de su propia flota en la base británica de Scapa Flow.

Entre mayo y junio de 1916 se produjo la batalla de Jutlandia, la más grande batalla naval de la guerra. Fue el primer y único choque directo entre acorazados a gran escala de la guerra y uno de los más grandes de la historia. La Hochseeflotte comandada por el vicealmirante alemán Reinhard Scheer se enfrentó contra la Gran Flota al mando del almirante británico John Jellicoe. El enfrentamiento acabó en un punto muerto: los alemanes se vieron superados por una flota de mayor tamaño, pero no solo lograron zafarse, sino que infligieron mayores daños que los recibidos. El resultado final fue que estratégicamente los británicos confirmaron su dominio de los océanos, mientras que la mayor parte de la flota alemana de superficie permaneció confinada en sus puertos hasta el fin del conflicto.
Para 1917, la amenaza submarina había disminuido, y los buques mercantes viajaban en convoyes escoltados por destructores. La táctica dificultó las operaciones submarinas y disminuyó drásticamente el tonelaje hundido, aunque provocaba un menor flujo de suministros, ya que los barcos debían esperar mientras se reunían para formar los convoyes, aunque estos retrasos se intentaron solventar con un extenso programa de construcción de nuevos buques. Además se vivió la introducción de hidrófonos y cargas de profundidad, que permitían a los destructores tener alguna esperanza de hundir a los submarinos. Para cuando finalizó la guerra, las Potencias Centrales habían hundido más de India británica barcos aliados, con unas pérdidas de 199 submarinos.
En la Primera Guerra Mundial también se vio el primer uso de un portaaviones en combate, el HMS Furious, que realizó una exitosa incursión con aviones Sopwith Camel embarcados contra los hangares de zepelines alemanes en Tønder en julio de 1918. El epílogo a la contienda naval lo puso el hundimiento de la flota alemana bajo el mando de Ludwig von Reuter por sus propios tripulantes mientras se encontraba internada en Scapa Flow, para evitar que la Flota de Alta Mar fuera repartida entre los aliados.

### 1915

#### Frente occidental

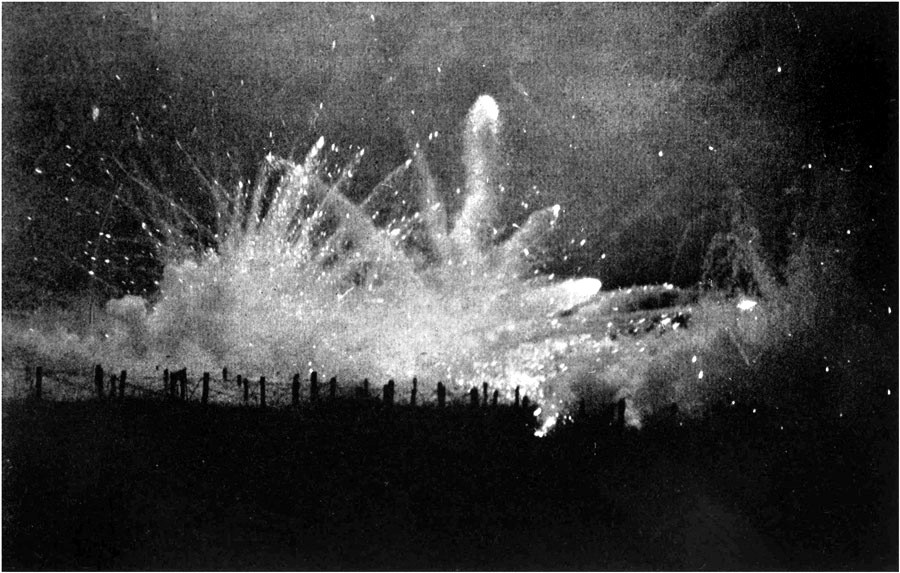
Fotografía nocturna de un bombardeo de artillería alemán, probablemente durante la segunda batalla de Ypres.

Los aliados siguieron desde finales de 1914 las clásicas estrategias de interferir en las líneas de suministro enemigas, presionar por los flancos e intentar desmoralizar y desgastar materialmente al enemigo con bombardeos de artillería. Estas tácticas, dadas las ventajas y contramedidas alemanas, resultaron un fracaso, o por lo menos no condujeron a ningún éxito sonado.
El 22 de abril de 1915, primer día de la segunda batalla de Ypres, se abrió un nuevo capítulo en la historia de la guerra, debido al empleo de gas venenoso y con ello al nacimiento de nuevas y modernas armas de destrucción masiva. Si bien es cierto que meses antes las fuerzas aliadas habían utilizado gas lacrimógeno, esta fue la primera vez que se usó gas de cloro letal, visto como una clara violación de las conferencias de La Haya. Poco desarrollado aún en sus procedimientos, la efectividad del ataque con gas dependía de la dirección del viento y aunque en marzo se instalaron bombonas de gas ocultas cerca de Ypres, el ataque debió posponerse varias veces debido a que el viento en dirección este en Flandes Occidental es poco frecuente. El día 22 el viento era constante y del norte, por lo que el gas se lanzó sobre la cresta norte cercana a Ypres. El impacto fue mucho mayor de lo esperado: los hombres de las 45.º y 87.º divisiones francesas entraron en pánico y abandonaron sus posiciones, dejando una brecha de seis kilómetros en las líneas aliadas. Las bajas de los defensores se contaron por miles, pero el mando alemán, que no esperaba resultados tan positivos, no pudo explotar la brecha en forma de avances por no proporcionar reservas suficientes. Al final de la batalla, las tropas británicas habían logrado sostener el frente, pero, debido al gas, sus bajas fueron sustancialmente mayores que las alemanas (alrededor de 70 000 frente a 35 000), algo inusual en la guerra de trincheras.
El 9 de mayo se intentó un avance francobritánico en la segunda batalla de Artois, con unas graves pérdidas (111 000 aliadas y 75 000 alemanas) que llevaron a su cancelación a mediados de junio ante el escaso rédito obtenido. Las últimas hostilidades del año fueron las ofensivas aliadas del 22 de septiembre y el 14 de octubre en Artois y Champaña, con modestas ganancias territoriales para la Entente a costa de grandes costos materiales y a la pérdida de un cuarto de millón de soldados.

#### Frente oriental

Avance de las potencias centrales en el frente oriental en 1915. La línea azul continua hace referencia al frente a principios de año y la línea azul discontinua al frente a finales de 1915.

A finales de febrero de 1915, con la victoria del ejército alemán en la segunda batalla de los lagos Masurianos, las tropas rusas se retiraron de Prusia Oriental. Paul von Hindenburg, al mando de todas las tropas alemanas en el frente oriental, respaldado por su segundo, Erich von Ludendorff, había terminado una exitosa primera campaña en la guerra en el este. A continuación, el objetivo alemán se centró en debilitar a Rusia, dado que los intentos de paz, teniendo en cuenta que casi toda Galitzia estaba invadida por Rusia, parecían poco viables. Alemania entonces incrementó la presión militar de cara a mejorar la situación en los Balcanes y sobre todo aliviar la posición austríaca ante la esperada entrada de Italia en guerra, que podía poner a Austria-Hungría en serias dificultades. En efecto, un movimiento de pinza entre Italia desde el Isonzo y Rusia desde los Cárpatos podría significar el fin de la monarquía del Danubio. Ante esta situación, Alemania desvió tropas desde el frente occidental —el 11.º Ejército de August von Mackensen. En mayo, las Potencias Centrales lanzaron la ofensiva de Gorlice-Tarnów, que aunque concebida en un principio como un asalto menor, tuvo un inesperado avance que colapsó el frente ruso, marcando un punto de inflexión en el frente oriental.
A finales de junio, las Potencias Centrales lanzaron una nueva ofensiva que las llevó a reconquistar Przemyśl el 4 de junio y Leópolis el 22, al tiempo que ataques coordinados de norte a sur dejaban despejado el corredor polaco para proseguir el avance en Rusia. Sin embargo, la traumática experiencia alemana en la batalla del Marne de 1914, cuya derrota significó el freno definitivo al avance en el frente occidente, llevó a los generales Falkenhayn y Mackensen a ver la planificación de Ludendorff como demasiado ambiciosa. Los nuevos avances alemanes y austríacos a lo largo del verano de 1915 llevaron a los rusos a la llamada «Gran retirada» de septiembre de 1915, con el abandono militar de Polonia, Lituania y gran parte de Curlandia; para septiembre, las Potencias Centrales habían capturado ciudades como Varsovia (4 de agosto), Brest Litovsk o Vilna. A pesar del gran éxito, Austria-Hungría había perdido dos millones de hombres hasta marzo de 1915 y a las pérdidas de las campañas de verano debía sumar su cada vez mayor dependencia de la masiva ayuda alemana. El ejército ruso, con enormes pérdidas, logró mantener su superioridad numérica y evitó que Alemania pudiera enviar de vuelta tropas al frente occidental.

#### Campaña de Galípoli

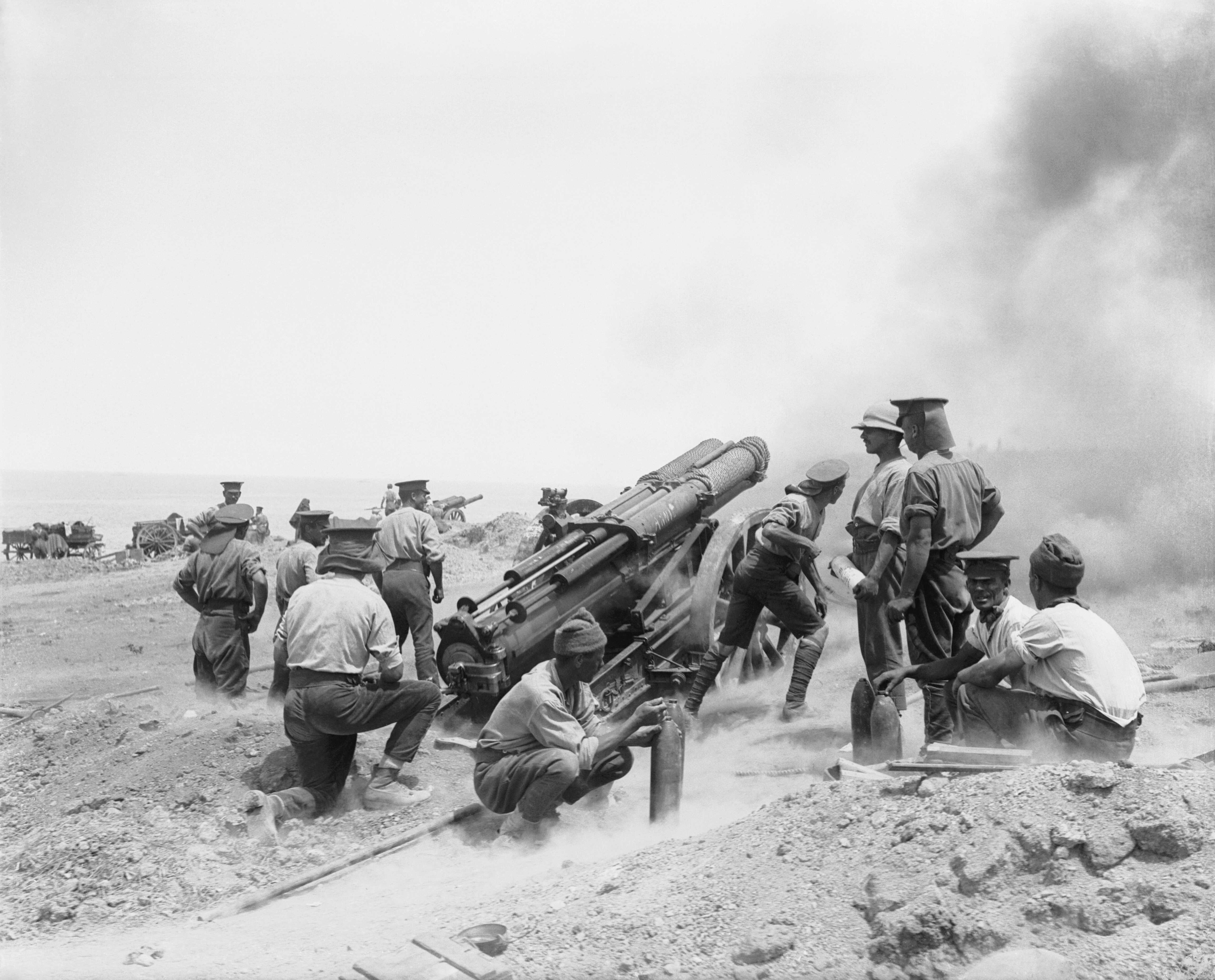
Pieza de artillería británica en Helles (Galípoli), junio de 1915.

Galípoli fue el único golpe estratégico de la Primera Guerra Mundial, una operación ideada por Winston Churchill a principios de enero de 1915. Su idea era no solo abrir un paso para abastecer al Imperio ruso de cañones y municiones y permitir a estos a su vez exportar cereales, mejorando su balanza comercial y el rublo, además debía inducir a que el Reino de Rumania y el Reino de Bulgaria tomaran posiciones del bando de los aliados, proporcionando ayuda directa al Reino de Serbia y, así, crear un tercer frente contra el Imperio austrohúngaro. Abrir los Dardanelos se traduciría en tener acceso a los inmensos campos de trigo de Ucrania, y derrotar a una potencia militar como el Imperio otomano aumentaría la moral de la Entente. El Reino Unido hizo uso de las fuerzas conjuntas australianas y neozelandesas, las Australian New Zealand Army Corps (más conocidas como ANZAC), que se entrenaban en Egipto para su futuro despliegue.
El 25 de abril de 1915, los aliados desembarcaron en la península de Galípoli y en Kumkale (este último en la costa asiática otomana). Las fuerzas aliadas ocuparon previamente la isla de Limnos, violando la neutralidad griega, para usarla como punto de partida de los ataques programados contra el Imperio otomano. 200 buques mercantes escoltados por 11 navíos de guerra, transportaron una fuerza de desembarco compuesta por 78 000 británicos y 17 000 franceses para establecer una primera cabeza de playa. Los esfuerzos aliados en las zonas ocupadas en Galípoli resultaron inútiles a lo largo de los meses que duró la campaña, debido a la inesperada y fuerte resistencia otomana, en especial las fuerzas dirigidas por Mustafa Kemal, al mando de la 19.ª División, y el 5.º Ejército Otomano bajo el mando del general alemán Otto Liman von Sanders. La operación, donde participaron más de 500 000 soldados de la Entente, terminó el 9 de enero de 1916 con la evacuación anfibia de todas las unidades. Medio millón de personas murieron entre ambos bandos: los británicos tuvieron aproximadamente unas 250 000 bajas, incluyendo los australianos y neozelandeses de las tropas ANZAC y los franceses sufrieron cerca de 50 000 bajas. Por su parte, el Imperio otomano soportó 250 000 bajas.

#### Entrada de Italia en la guerra

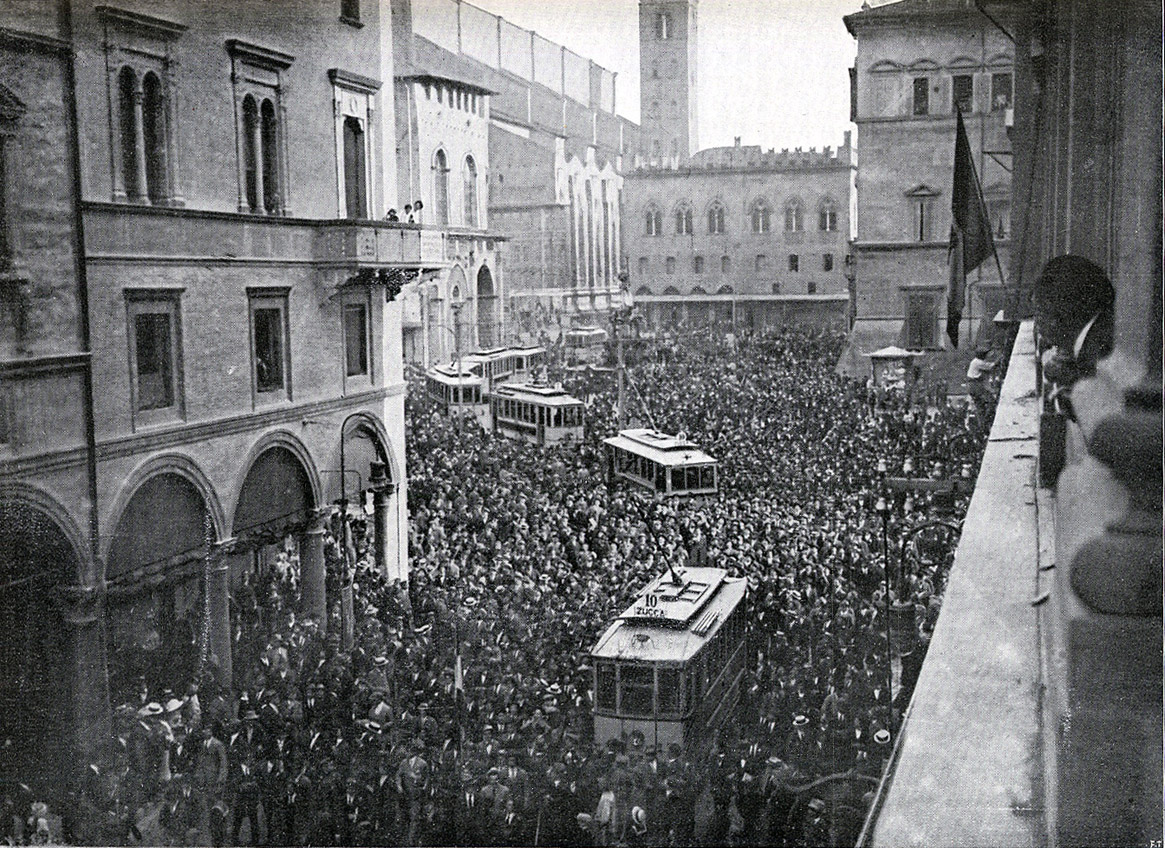
Manifestación a favor de la entrada de Italia en la guerra en Bolonia en 1914.

Italia era formalmente parte de la Triple Alianza desde su pacto con el Imperio alemán y el austrohúngaro en 1882, sin embargo, el país pretendía la anexión de territorios austríacos y reclamaba como suya la provincia autónoma de Trento, el litoral austríaco, Dalmacia y la ciudad de Rijeka (Fiume). Por ello, Italia tenía un pacto secreto con Francia desde 1902 que anulaba de facto la Triple Alianza; de hecho Italia había acordado secretamente con Francia permanecer neutral en caso de una invasión alemana sobre territorio francés. Al comenzar la guerra, Italia se negó a enviar tropas en ayuda de Alemania y Austria, al argumentar que la Triple Alianza tenía un carácter exclusivamente defensivo y Austria-Hungría era el país que había atacado primero (una actitud que además indirectamente fue clave para que España también se declarara neutral). Ante los acontecimientos, el gobierno austrohúngaro, temeroso de la traición italiana y presionado por Alemania, intentó asegurar su neutralidad en el conflicto y ofreció Túnez, por entonces colonia francesa. La Entente contraatacó el ofrecimiento austríaco asegurando a Italia que recibiría el Tirol del Sur, el litoral austríaco y la costa dálmata en caso de derrotar a Austria-Hungría, promesas que se formalizaron en el tratado de Londres de abril de 1915.
En los momentos previos a la declaración de guerra, no existía ni en la opinión pública ni en el parlamento una mayoría clara a favor de la guerra contra Austria-Hungría, sin embargo, los defensores de entrar en guerra fueron mucho más activos en la defensa de sus postulados y lograron unir, tras numerosos eventos, manifestaciones masivas y al uso de las reclamaciones nacionalistas italianas, a una mayoría social y de líderes políticos. Uno de los más fervientes y activos belicistas fue Benito Mussolini, que acabó expulsado por ello del Partido Socialista Italiano, y que había promovido la entrada de Italia en la guerra desde 1914 a través de su periódico, Il Popolo d’Italia, probablemente financiado por Francia.
Alentada por la invasión aliada del Imperio otomano en abril de 1915, Italia denunció la Triple Alianza formalmente el 3 de mayo. El 20 de mayo se convocó al parlamento para la aprobación de créditos de guerra: casi todos los grupos votaron a favor, incluidos antiguos opositores como los católicos y los seguidores de Giovanni Giolitti; tan solo los socialistas votaron en contra. Finalmente, Italia se unió a la Triple Entente y declaró la guerra al Imperio austrohúngaro el 23 de mayo, aunque habría que esperar otros quince meses para que declarase la guerra al Imperio alemán.

#### Otros frentes y sucesos

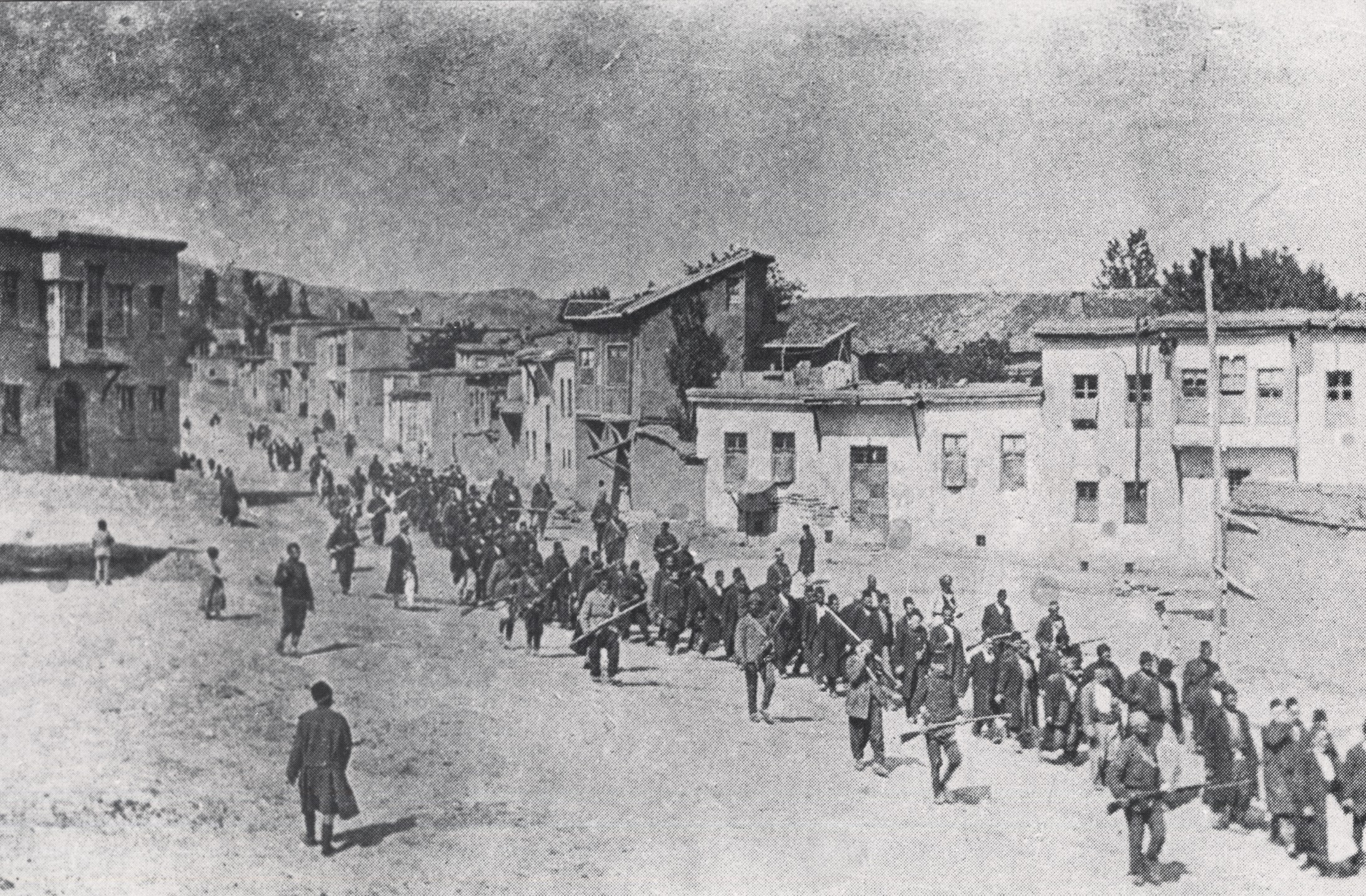
Una columna de armenios es llevada a un campo de prisioneros por soldados otomanos, abril de 1915.

Desde la batalla de Sarıkamış en el frente caucásico, que terminó en una grave derrota otomana, el liderazgo de los Jóvenes Turcos sospechaba de los armenios como una posible quinta columna que saboteaba el esfuerzo de guerra. Por ello, el 27 y 30 de mayo el gobierno otomano emitió sendas órdenes de expulsión y deportación que comenzaron la persecución sistemática de armenios y asirios, una situación ya vivida años atrás y que desembocó en los genocidios asirio y armenio; este último se saldó con un millón de personas asesinadas hasta el final de la guerra.
El 14 de octubre de 1915, Bulgaria entró en la guerra del lado de las potencias centrales en un momento en que parecía que el curso de la guerra favorecía a Alemania y Austria. A pesar de ello, la entrada del país fue controvertida en sus inicios, aunque pronto los antiguos partidos opositores apoyaron el esfuerzo bélico, con excepción de algunos sectores socialdemócratas. Con el refuerzo búlgaro la campaña de Serbia terminó en la conquista del país (Belgrado cayó el 9 de octubre), que se repartió entre austríacos y búlgaros.
En África, el Schutztruppe capituló en julio de 1915, dándose por terminada la campaña de África del Sudoeste. A finales de noviembre los británicos consiguieron avances significativos en la campaña de Mesopotamia contra los otomanos.
El gobierno británico afrontó una reestructuración en mayo de 1915 debido a la situación bélica, vista como desfavorable tras el fracaso de Galípoli, operación a la que los conservadores se habían opuesto. En el plano militar, la Entente planeó ataques coordinados sobre todos los frentes para mediados de 1916 con el fin de intentar quebrar la llamada «línea interior» de las potencias centrales. En Alemania se vivieron las primeras protestas y disturbios por las restricciones alimentarias, la inflación y la falta de organización y planificación de las autoridades ante una guerra que se estaba alargando más de lo previsto. Los parlamentarios del SPD preguntaron al canciller en una interpelación parlamentaria en noviembre «bajo qué condiciones se podrían iniciar negociaciones para lograr la paz». El 21 de diciembre, por primera vez, 20 parlamentarios socialdemócratas (una minoría del grupo del SPD) votaron en el Reichstag contra la aprobación de nuevos créditos de guerra.

### 1916

#### Frente occidental
En la segunda conferencia de Chantilly de diciembre de 1915, se habían acordado tres ofensivas aliadas para mediados de 1916: el ataque del Somme en el frente occidental, la ofensiva Brusílov en el frente oriental y la ofensiva del Isonzo en el frente italiano. El ataque en el Somme, previsto para el 1 de julio, se planeó originalmente para que los franceses liderasen la operación, pero el ataque alemán en Verdún hizo que los británicos se hicieran cargo de los preparativos. El ataque en el frente italiano se retrasó hasta el 4 de agosto (sexta batalla del Isonzo), ya que los italianos habían combatido en marzo en la quinta batalla del Isonzo a petición de la Entente para dar un respiro a los defensores franceses de Verdún; la batalla se saldó con victoria austríaca. Debido a que Austria-Hungría había lanzado una ofensiva en el Tirol del Sur el 15 de mayo, que finalizó el 18 de junio, la ofensiva Brusílov se adelantó y comenzó el 4 de junio.

##### Batalla de Verdún

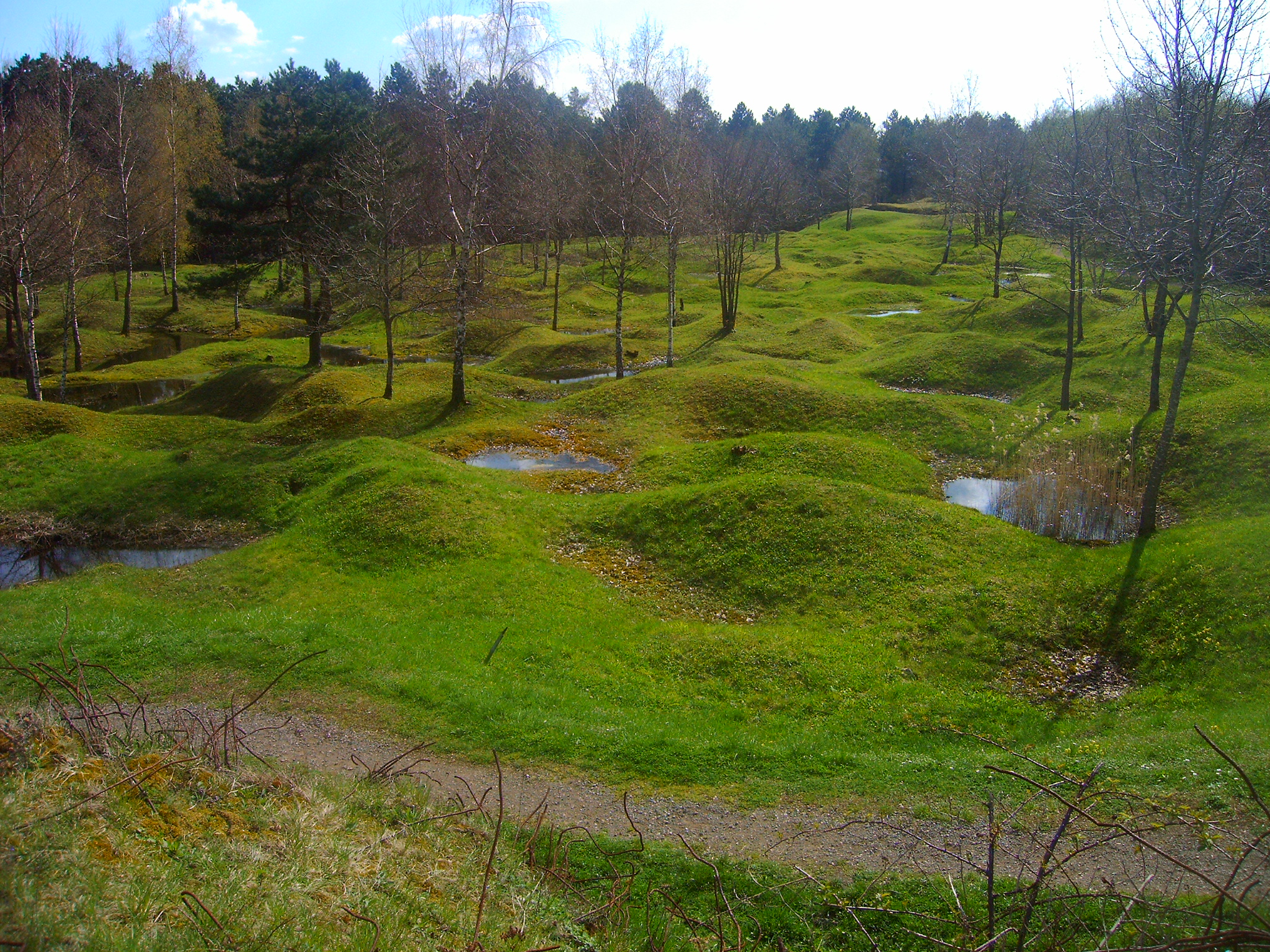
El campo de batalla de Verdún fotografiado en 2005, puede observarse la alteración del terreno provocados por los proyectiles y armas empleadas.

Una de las batallas más sangrientas del conflicto comenzó el 21 de febrero, la batalla de Verdún. El ejército alemán empezó la batalla con el ataque a la fortaleza en teoría más poderosa de Francia, aunque parcialmente desarmada a principios de año. Alrededor de Verdún existían salientes en la línea del frente: al este, en Saint-Mihiel y al oeste de Varennes-en-Argonne, vistos como una amenaza para los flancos alemanes. En principio, capturar la ciudad de Verdún no era en sí el objetivo principal, sino alcanzar la orilla este del río Mosa, una posición defensiva excelente para desplegar artillería y hacer que las posiciones francesas sobre Verdún fueran insostenibles por la desventaja orográfica. Sin embargo, sobre las intenciones alemanas existen diferentes puntos de vista, en especial sobre la figura del general alemán Erich von Falkenhayn. Muchos autores señalan que la estrategia de Falkenhayn pasaba por atacar para «desangrar» al ejército francés, ya que por razones de orgullo nacional, como dijo Falkenhayn, «Francia aceptaría soportar pérdidas inaceptables», sin embargo, el general desmintió en 1920 que la intención del ataque fuera «desangrar» a los franceses. Sea como fuere, los alemanes esperaban que de tomar Verdún, las posteriores ofensivas francesas tendrían imposible reconquistar la plaza y a costa de enormes bajas, en vista de lo sucedido en las batallas de 1915.
1500 cañones de ocho divisiones alemanas del 5.º Ejército bombardearon durante unas ocho horas una franja de 13 kilómetros de ancho cerca del desaparecido pueblo de Ornes, al norte de Verdún. Las expectativas alemanas pronto se vieron frustradas ante la fuerte resistencia francesa y el escaso avance, con magras conquistas sin valor táctico. Los franceses decidieron defender a toda costa la fortaleza de Verdún con el general Philippe Pétain al mando, cuya actuación lo convirtió en «héroe nacional». La defensa francesa de Verdún fue posible gracias a la «Voie sacrée», una ruta creada con gran esfuerzo por la única carretera que conectaba Verdún y que mantuvo un tráfico constante durante toda la batalla con tropas de refresco y los suministros necesarios para resistir. La cruenta batalla duró más de nueve meses y dejó tras de sí cientos de miles de víctimas en ambos bandos. La apertura de la batalla del Somme el 1 de julio, obligó a los alemanes a retirar parte de su artillería de Verdún, el primer éxito estratégico de la ofensiva anglo-francesa, aunque la batalla se prolongaría hasta diciembre de 1916.

##### Batalla del Somme

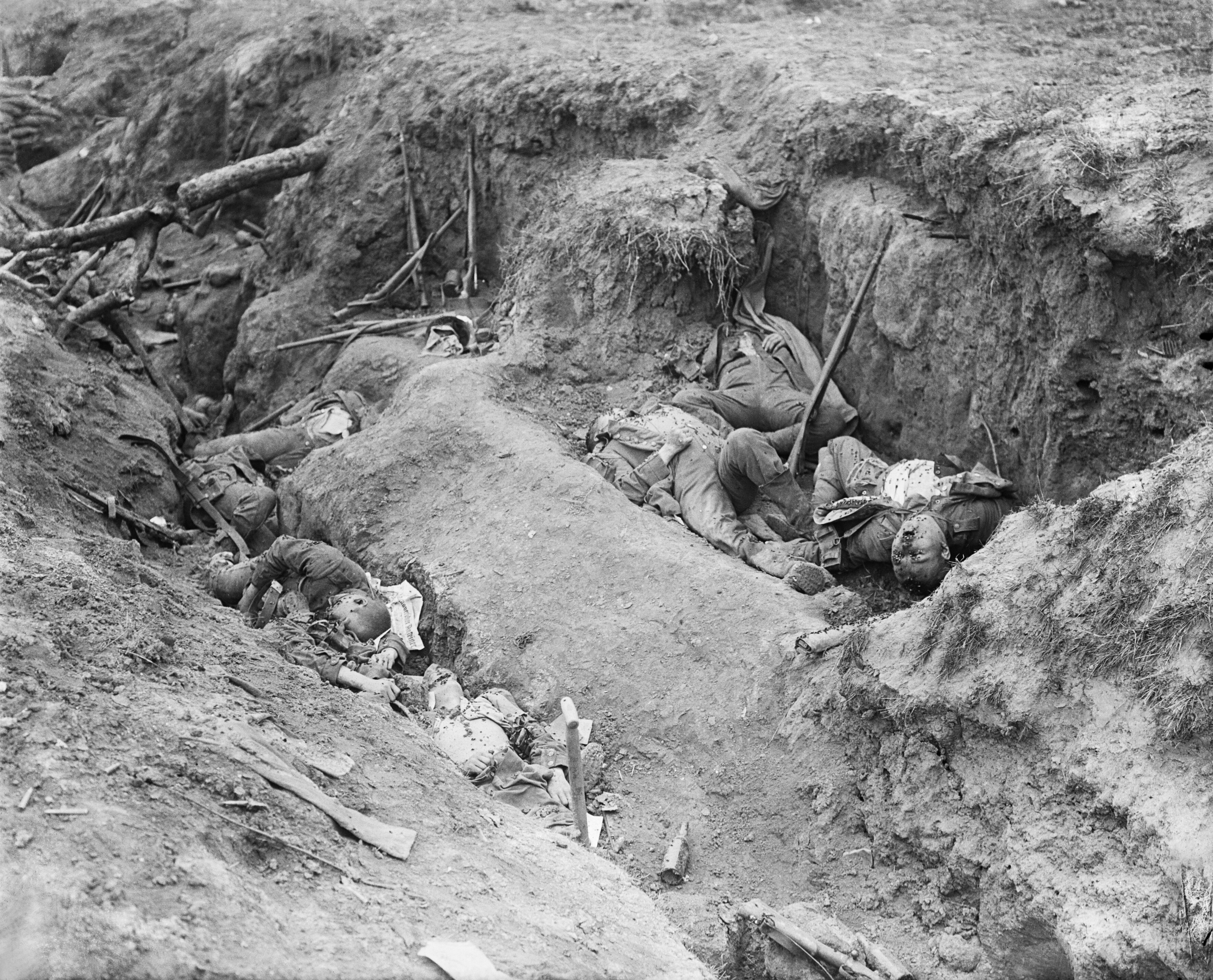
Cadáveres de soldados alemanes en una trinchera capturada por los británicos cerca de Ginchy, durante la batalla del Somme, en agosto de 1916.

La Fuerza Expedicionaria Británica bajo el mando de Douglas Haig asumió el liderazgo del ataque sobre el Somme, dado que las divisiones francesas destinadas a la operación habían caído de 40 a 11 debido a la batalla de Verdún. Después de un bombardeo constante de artillería que duró ocho días, durante los cuales se dispararon alrededor de un millón y medio de proyectiles, el ataque contras las posiciones alemanas comenzó el 1 de julio de 1916.
A pesar de la abrumadora preparación artillera, numerosos refugios alemanes habían permanecido intactos y los alemanes pudieron repeler el avance francobritánico. En el primer día de batalla, los británicos tuvieron 57 740 bajas, de ellas 19 240 muertos, 8000 de ellos solo en la primera media hora de combate. Prior & Wilson calcularon que Gran Bretaña sufrió durante los más de cuatro meses de batalla el equivalente a 3300 bajas diarias, pero a pesar de las pérdidas, Haig decidió continuar con la ofensiva. El 15 de septiembre entraron en acción los primeros carros de combate por el lado británico: el Somme también es vista como el comienzo de la guerra moderna total y el uso masivo de todos los recursos industriales disponibles, además de la visión de la batalla como parte de un orden superior. La batalla finalizó en noviembre: la Entente había avanzado apenas entre ocho y diez kilómetros en un frente de unos treinta kilómetros de ancho. El número de bajas fue desde un primer momento polémico, debate que perdura hasta hoy y que gira alrededor de qué bando tuvo un mayor número de bajas. En todo caso, se calcula en alrededor de medio millón de soldados las bajas en cada bando, aunque posiblemente la Entente sufrió un mayor número de bajas que Alemania. El Somme fue la batalla con más bajas del frente occidental y tuvo un impacto moral especialmente intenso en Reino Unido, trauma que aún perdura en la memoria británica. En 1998, el historiador británico John Keegan resumió este sentimiento con las siguientes palabras:

Para los británicos, la batalla del Somme fue la mayor tragedia militar del siglo XX, o incluso de su historia […] Para el Reino Unido, el Somme marcó el final de una era de optimismo vital del que nunca pudo encontrar el camino de regreso.

Friedrich Steinbrecher, un oficial alemán que combatió en la batalla, la resumió de la siguiente manera:

Somme. No hay palabra más horrible en toda la historia del mundo.

#### Entrada de Rumanía en la guerra

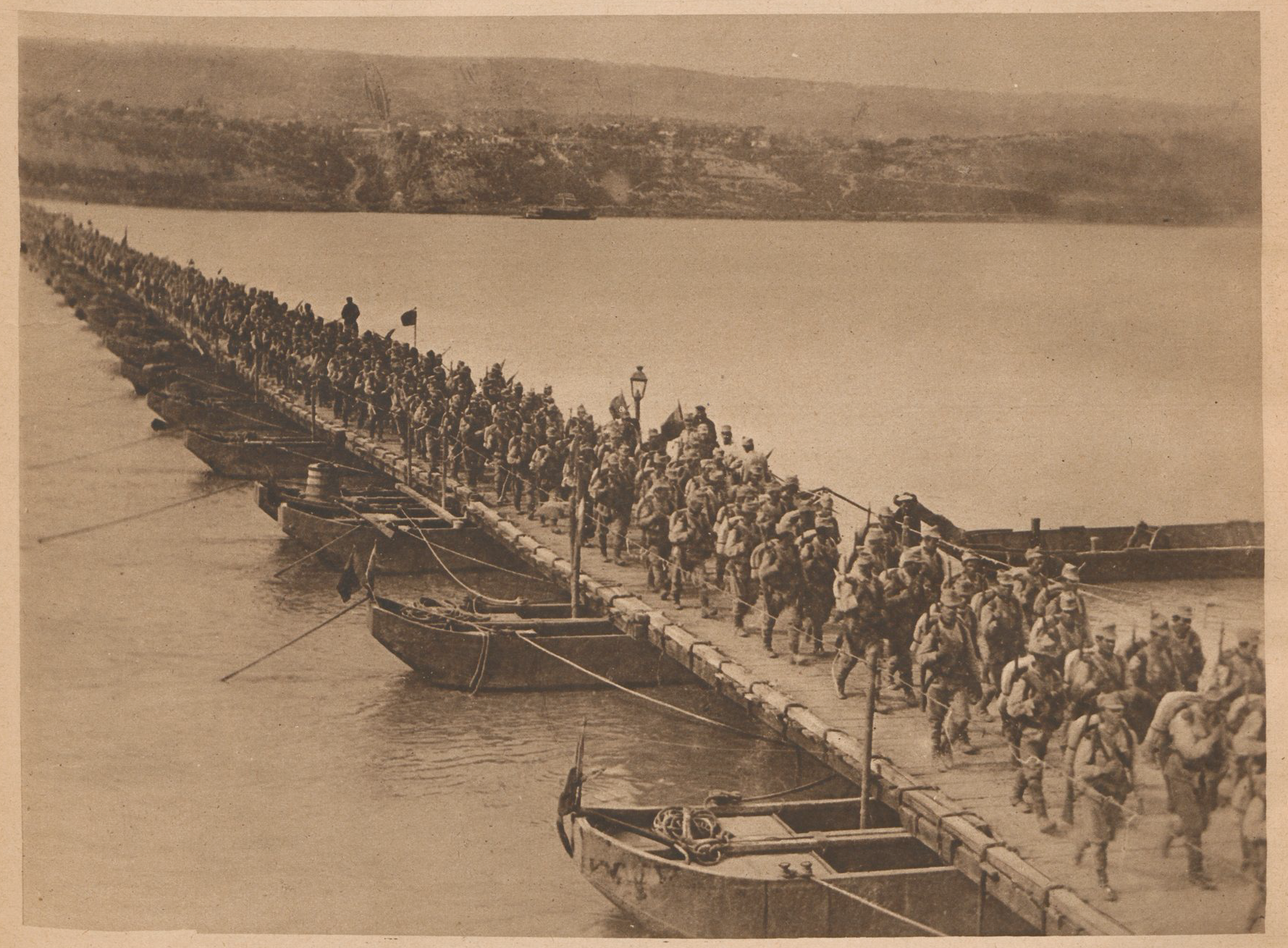
Tropas rumanas cruzan el río Danubio, presumiblemente entre el 1 y 5 de octubre de 1916, durante la ofensiva de Flămânda.

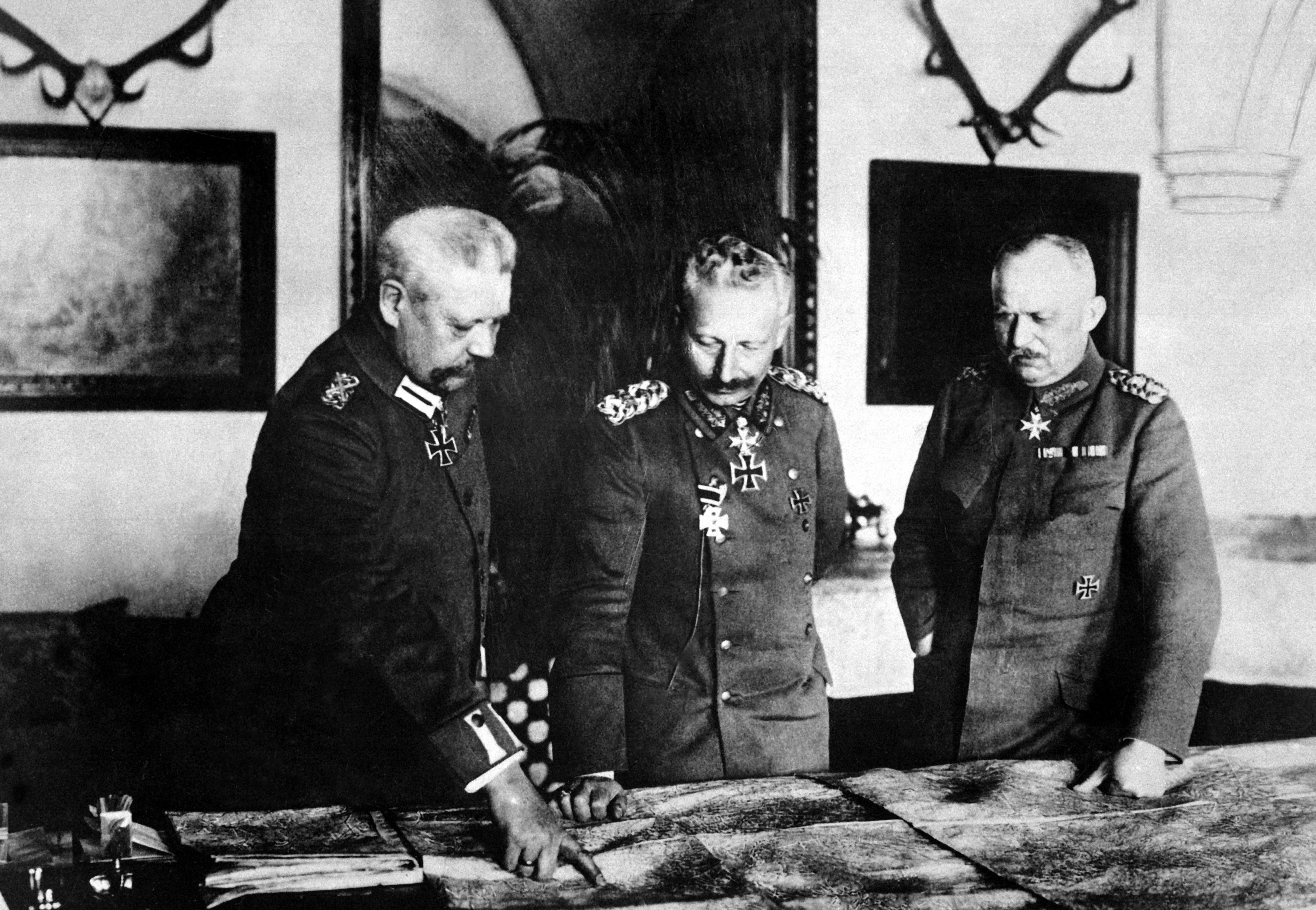
El káiser Guillermo II junto a su OHL Paul von Hindenburg y su adjunto el general Erich Ludendorff, fotografía de enero de 1917.

El 27 de agosto de 1916, Rumanía declaró la guerra a Austria-Hungría y con ello quedó abierto un nuevo teatro de operaciones. Rumanía se había unido a la Triple Alianza en 1883, pero al igual que Italia, se mantuvo neutral al interpretar de forma literal el tratado, de carácter defensivo. En el país convivían distintas posturas: los liberales estaban a favor del acercamiento a la Entente, una mayoría de conservadores optaba por la neutralidad, mientras que el rey Carlos I, alemán, simpatizaba con las Potencias Centrales. Finalmente, Rumanía accedió a entrar en guerra junto a la Triple Entente por las grandes concesiones territoriales prometidas y por su creencia en la victoria aliada, especialmente desde la exitosa ofensiva de Brusilov. La mala preparación militar y situación táctica, pues el país debía combatir en dos frentes, provocó que en una breve campaña de unos pocos meses una parte significativa del país hubiese caído en manos de las Potencias Centrales y sus aliados. La entrada de Rumanía trajo, por tanto, beneficios a los Imperios Centrales, gracias al acceso a los campos petrolíferos rumanos y sus grandes reservas agrícolas, lo que alivió notablemente la escasez de insumos, especialmente en Alemania, al tiempo que fue un desastre para la Triple Entente, sobre todo para Rusia.
La entrada rumana en la guerra tuvo otras consecuencias: la severa crisis que atravesaba Alemania en el verano de 1916 sirvió como catalizador de las crecientes presiones para que el emperador destituyese a Falkenhayn como Oberste Heeresleitung y colocase en su lugar a Hindenburg. La declaración de guerra rumana sirvió además de pretexto para que el 29 de agosto Paul von Hindenburg y su adjunto Erich Ludendorff pusiesen en marcha el llamado Programa Hindenburg, que ponía la economía germana en situación de guerra total. Los nuevos poderes otorgados a los dos generales significó la implantación de facto de una dictadura militar en Alemania, con una creciente y decisiva influencia del dúo de generales sobre el emperador y el «centro del poder imperial».

#### Otros sucesos
En el frente oriental, el 4 de junio comenzó la ofensiva Brusilov, una gigantesca ofensiva rusa a lo largo de cientos de kilómetros del frente sobre las Potencias Centrales que se convirtió en el ataque más exitoso de toda la guerra para la Entente. Para Austria-Hungría supuso su peor crisis militar: cientos de miles de sus hombres fueron hechos prisioneros, al tiempo que la ofensiva obligó a Alemania a transferir tropas al este y reducir sus operaciones en Verdún. Fue también la más ambiciosa operación rusa de la guerra, aunque las severas bajas sufridas contribuyeron al colapso del ejército ruso apenas un año después. La falta de hombres, llevó al Imperio Ruso a levantar la prohibición de reclutar a musulmanes para el ejército y empezó a realizar levas en el Cáucaso, Tartaristán y Asia central, lo que gatilló la revuelta del Turquestán Ruso de 1916 de carácter pro otomano.
Entre mayo y junio los austrohúngaros lideraron una ofensiva sobre posiciones italianas en el Tirol del Sur, paralizada, sin embargo, tras el comienzo de la ofensiva Brusilov por parte del Imperio ruso. El ejército italiano también tomó la iniciativa con varias operaciones a gran escala en el Isonzo entre marzo y noviembre, con algunos éxitos menores. El 28 de agosto, Italia declaró la guerra al Imperio alemán, pero previsores, los alemanes ya tenían en su flanco sur una división en apoyo de las fuerzas austrohúngaras.
El 5 de noviembre, las Potencias Centrales proclamaron la Regencia de Polonia en aquellos territorios polacos bajo soberanía rusa hasta 1915. A pesar de ello, el apoyo militar polaco fue escaso, tan solo un pequeño contingente de voluntarios capitaneados por Józef Piłsudski luchó junto a las Potencias Centrales. Sin embargo, cientos de miles de polacos combatirían como súbditos en los ejércitos alemán, austrohúngaro o ruso.
Tras la captura de Bucarest, las Potencias Centrales, con el Imperio austrohúngaro a la cabeza, hicieron una oferta de paz a la Entente el 12 de diciembre, rechazada el 30 de diciembre. El 13 de diciembre ocurrió un terrible desastre natural en el frente italiano conocido como Viernes blanco: varios miles de soldados italianos y austrohúngaros murieron sepultados por numerosas avalanchas de nieve, uno de los peores desastres a consecuencia del clima sucedidos en Europa.

### 1917

#### Entrada de Estados Unidos en la guerra

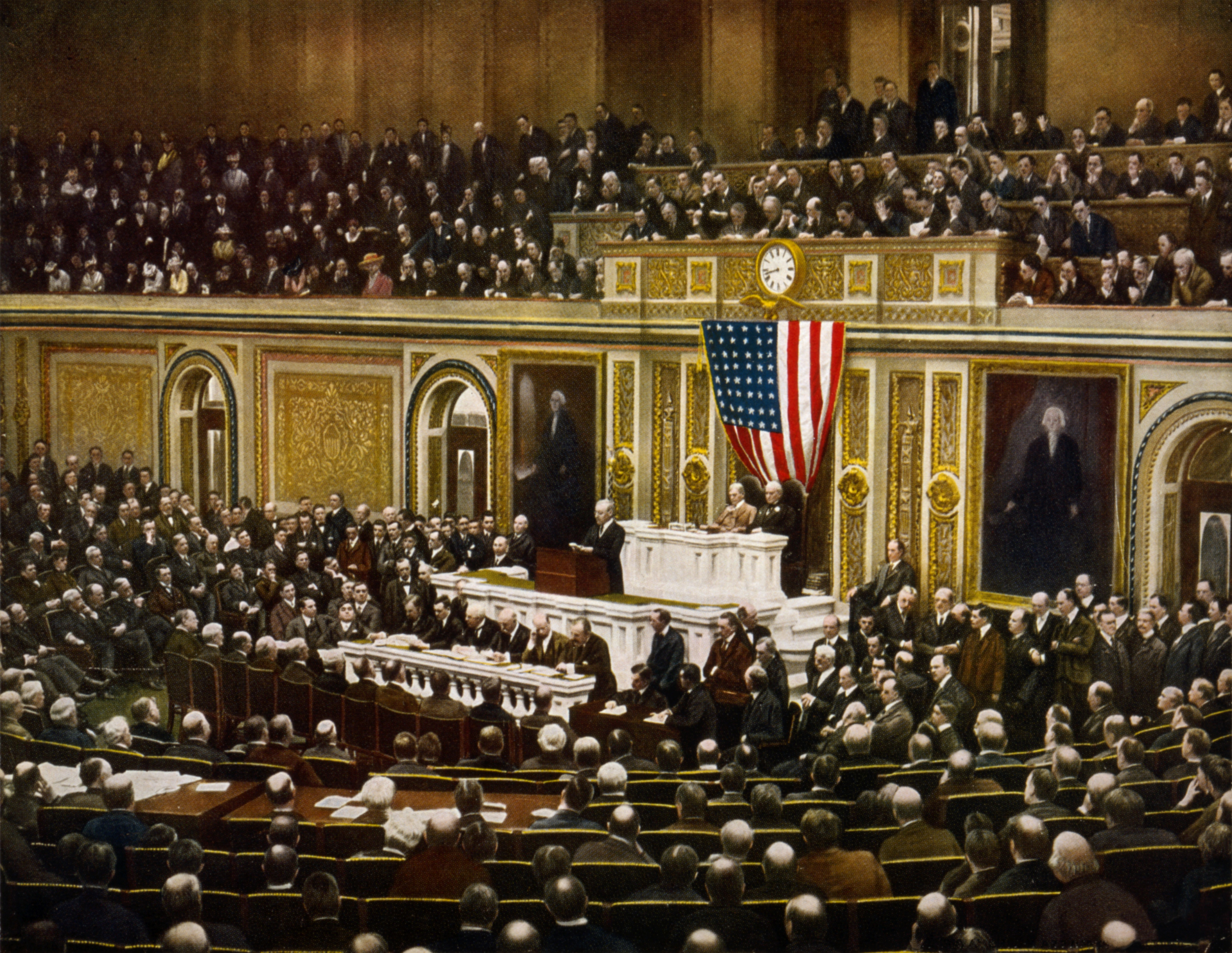
El presidente Woodrow Wilson, solicitando al Congreso de los Estados Unidos que declarase la guerra a Alemania el 2 de abril de 1917. Fotografía depositada en la Biblioteca del Congreso de Estados Unidos.

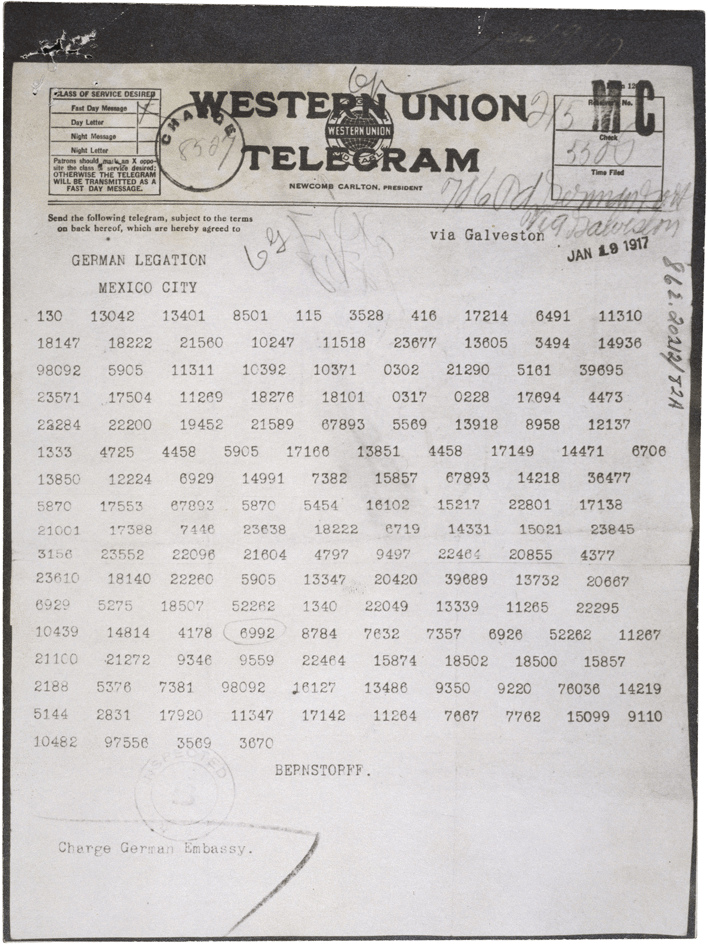
El telegrama Zimmermann.

Estados Unidos había seguido una política de no intervención y tanto su población como su gobierno estaban radicalmente en contra de cualquier tipo de implicación en el conflicto, e intentaban negociar propuestas de paz. Cuando el submarino SM U-20 alemán hundió el RMS Lusitania el 7 de mayo de 1915, con 128 estadounidenses fallecidos, el presidente Woodrow Wilson insistió en que Estados Unidos era «demasiado orgulloso para luchar», pero exigió el fin de los ataques a barcos de pasajeros, exigencia que Alemania cumplió. A pesar de ello, el presidente advirtió de forma reiterada que su nación no toleraría una guerra submarina sin restricciones, al tratarse de una violación del derecho internacional. Wilson fue reelegido en 1916 tras hacer campaña bajo el lema «él nos mantuvo fuera de la guerra» y el anterior presidente, Theodore Roosevelt, no dudó en calificar la actuación alemana como un acto de «piratería».
En enero de 1917, Alemania reanudó la guerra submarina sin restricciones con la esperanza de que Gran Bretaña se rindiera, aunque los alemanes eran conscientes de que probablemente significaría la entrada definitiva de Estados Unidos en la guerra. El 16 de enero de 1917, el ministro alemán de Asuntos Exteriores, Arthur Zimmermann, envió un telegrama —interceptado por la inteligencia británica y presentado por los británicos a los estadounidenses en su embajada en Londres— al embajador en México, Heinrich von Eckardt, con indicaciones precisas para convencer al presidente Venustiano Carranza, de que México entrase a la guerra del lado de los Imperios Centrales si Estados Unidos le declaraba la guerra a Alemania. A cambio, el telegrama prometía a México la restitución de los territorios anexionados por Estados Unidos en la guerra de 1847-1848 por el Tratado de Guadalupe-Hidalgo. Dicho telegrama también sugería que el presidente Carranza se comunicase con Tokio para llegar a un acuerdo que hiciera que el Imperio japonés se pasase al lado alemán. Carranza no aceptó la oferta, puesto que México estaba inmerso en la Revolución mexicana y no se encontraba en condiciones económicas adecuadas. Además, el mandatario se encontraba preocupado por la Expedición Punitiva estadounidense. México no solo no entró en la guerra, sino que envió a Francisco León de la Barra como alto comisionado mexicano de la Paz. El anuncio de la existencia del telegrama por Wilson a la población estadounidense constituyó el casus belli; a ello se sumó el hundimiento de siete barcos mercantes estadounidenses a manos de submarinos alemanes. Wilson recomendó finalmente declarar la guerra a Alemania el 2 de abril de 1917 y pidió a aquellos que estuviesen en contra que se uniesen a la causa «para poner fin a todas las guerras» y «eliminar el militarismo del mundo» —un argumentario similar al difundido extensamente por la propaganda británica durante toda la guerra—; el Congreso votó y aprobó la declaración de guerra cuatro días después.
Estados Unidos nunca formó parte de los Aliados formalmente, sino que se autodenominaba como un «poder asociado». Cuando Estados Unidos declaró la guerra, su ejército era minúsculo en comparación al de las potencias europeas, pero tras la aprobación de la Ley de Servicio Selectivo de 1917 reclutó rápidamente a 2,8 millones de hombres y para el verano de 1918 partían diariamente a Francia más de 10 000 soldados. En 1917, el Congreso de Estados Unidos aprobó también la llamada Ley Jones para que los puertorriqueños pudieran ser reclutados para el combate. El Estado Mayor alemán tomó la decisión de aguantar a los Aliados en el oeste y hundir de una vez a las desalentadas tropas zaristas después de la victoria táctica de los británicos en Arrás, para más tarde derrotar a las fuerzas franco-británicas antes de que las tropas estadounidenses inclinasen definitivamente la balanza.
La armada estadounidense envió a un grupo de acorazados a la base británica de Scapa Flow para unirse a la Gran Flota, mientras desplegaban destructores en Cobh (Irlanda) y sus submarinos ayudaban a los convoyes que cruzaban el Atlántico en labores de vigilancia. Varios regimientos de marines fueron enviados a Francia. Al contrario que británicos y franceses, los estadounidenses reclamaron que sus unidades se mantuviesen independientes en vez de usarse como tropas de refresco de las británicas y francesas que sostenían el frente; la Fuerza Expedicionaria Estadounidense tenía igualmente una doctrina de combate distinta a la de sus homólogos y entre otras cosas contemplaba aún los asaltos frontales en las ofensivas, cuando estas estrategias anticuadas habían sido hacía tiempo descartadas por británicos y franceses dadas las graves pérdidas sufridas.

#### Revolución rusa

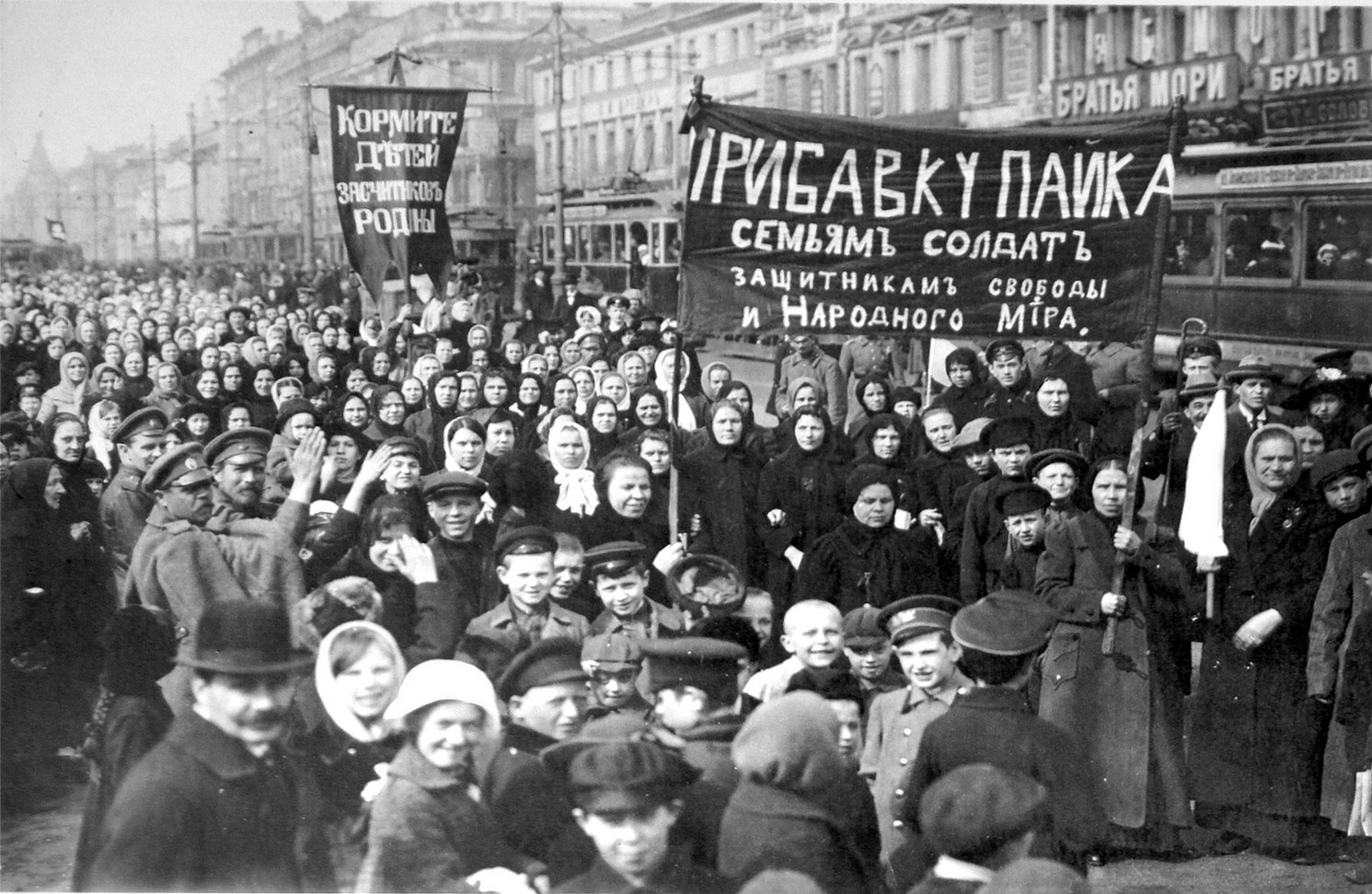
Manifestación de las mujeres de los trabajadores de la fábrica Putílov de Petrogrado, junto a soldados, en el primer día de la revolución de febrero.

Antes de empezar la guerra, las principales rutas comerciales a Rusia pasaban por el mar Báltico y el mar Negro, por donde el imperio recibía el 70 % y el 30 % de sus importaciones, respectivamente. Con el advenimiento de la guerra, la inflación y la falta de alimentos crecieron con rapidez, así como las protestas de mujeres obreras, soldados y campesinos. Desde la revolución de 1905, los comités de trabajadores se organizaban en sóviets, que trataban de cumplir políticamente las demandas de manifestantes y obreros. Aunque compuestos principalmente por mencheviques y miembros del entonces poderoso Partido Social-Revolucionario (especialmente popular entre el campesinado), fueron desplazados por la facción bolchevique del Partido Obrero Socialdemócrata de Rusia, cuyos líderes vivían en el exilio desde 1905.
Rusia había logrado una notable victoria en la ofensiva Brusílov de junio de 1916 contra las fuerzas alemanas y especialmente contra las austrohúngaras al este de Galitzia, pero la ofensiva sufrió un revés cuando algunos generales rusos se negaron o titubearon a la hora de comprometer las unidades a su cargo y lograr alcanzar los objetivos iniciales. A pesar del breve alivio que supuso la entrada de Rumanía en la guerra el 27 de agosto, los disturbios crecían sin cesar en el interior de Rusia mientras el zar permanecía en el frente.
En marzo de 1917, las manifestaciones en Petrogrado culminaron con la abdicación del zar Nicolás II y la formación de un débil gobierno provisional que debía compartir el poder con el poderoso sóviet de Petrogrado. La dualidad de poderes condujo a la confusión y caos tanto en el frente como en el interior y el gobierno se encontró ante un ejército progresivamente más débil e ineficaz. Tras la abdicación y la revolución de Febrero, Vladímir Lenin, con ayuda alemana, viajó de su exilio en Suiza hasta Rusia en un tren sellado en abril de 1917. La debilidad y el descontento con el gobierno provisional habían fortalecido a los bolcheviques dirigidos por Lenin, que exigían el fin inmediato de la guerra. Las reformas gubernamentales y el clima revolucionario empujaron a algunos militares, respaldados por fuerzas conservadoras, a unirse a la intentona golpista contrarrevolucionaria del general Kornilov de septiembre, que buscaba la erradicación de las organizaciones revolucionarias y una vuelta a la situación imperial anterior a la guerra. Ante la grave situación, Kerenski, jefe del gobierno provisional, tuvo que recurrir a los bolcheviques y sus milicias para hacer fracasar el golpe y defender la revolución, a costa de legalizar a estos últimos. Finalmente, en la revolución de octubre de 1917, los bolcheviques se hicieron con el poder en Rusia. A partir de entonces, la Rusia revolucionaria abandonó la guerra tras firmar la paz en el tratado de Brest-Litovsk el 3 de marzo de 1918 con el Imperio alemán, la Entente dejó de existir como tal y las potencias aliadas lideraron una invasión internacional para expulsar del poder a los bolcheviques y apoyar a los blancos en la guerra civil rusa.

#### El frente occidental: Alemania a la defensiva

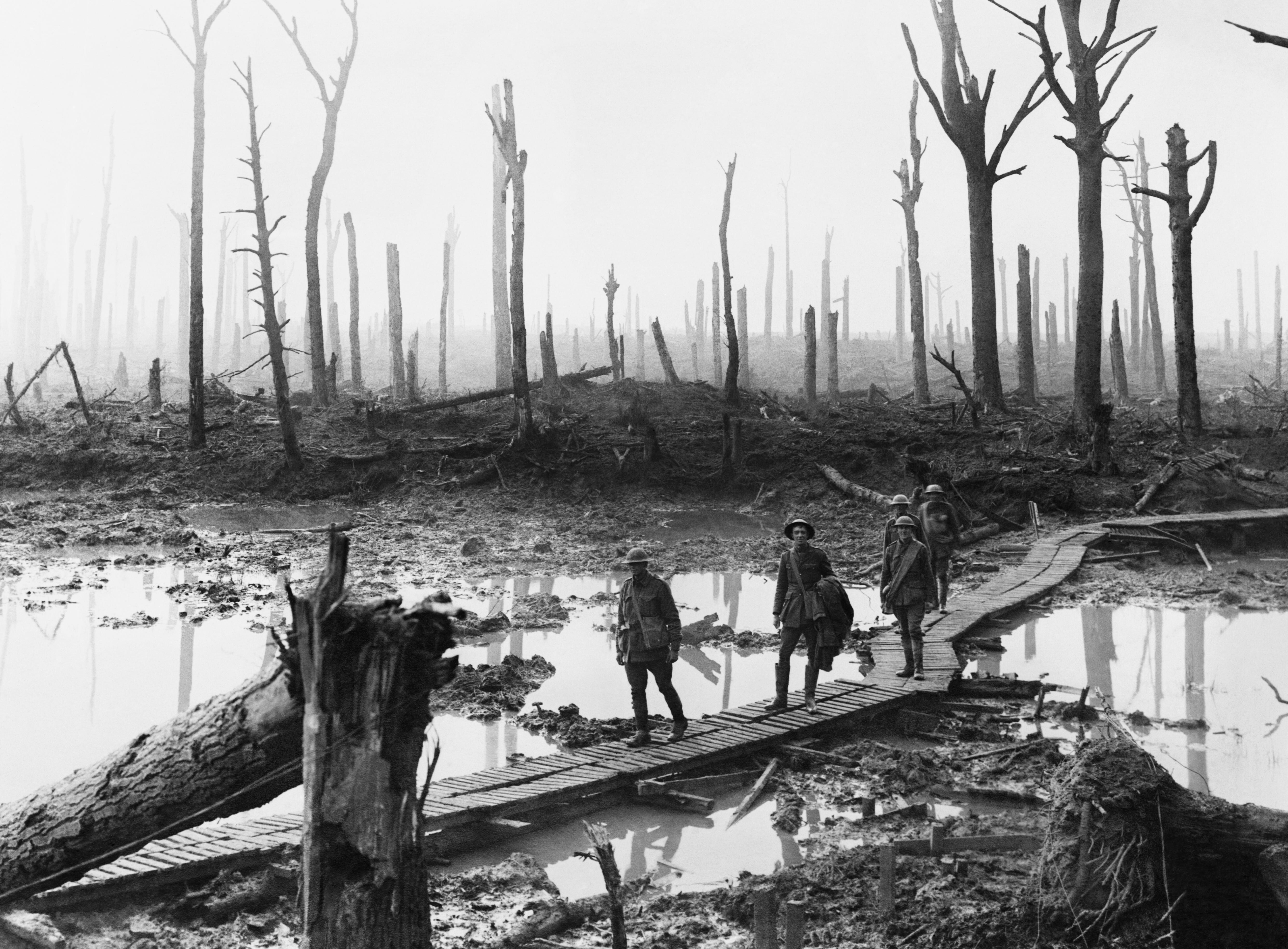
Soldados australianos en el saliente de Ypres, cuyos bosques se observan completamente devastados, durante la tercera batalla homónima. Fotografía fechada el 29 de octubre de 1917, obra de Frank Hurley.

En marzo de 1916, los alemanes habían comenzado su retirada a la línea Siegfried, parte de la línea Hindenburg, lo que daría lugar, al mismo tiempo que la guerra naval se intensificaba, al comienzo de las grandes batallas terrestres del Somme y Verdún. La retirada supuso un rotundo éxito militar: la situación táctica alemana en el frente mejoró y los ataques sorpresa aliados de la primavera de 1917 fueron un fracaso. Sin embargo, los Aliados no retrocedieron e iniciaron nuevas batallas en el Aisne y Arrás; el ataque en Arrás tomó por sorpresa a los alemanes y aunque resistieron, los soldados quedaron exhaustos. Los alemanes no se percataron de la ofensiva aliada debido a que en Arrás existía un enorme entramado de túneles subterráneos que podían albergar hasta 24 000 soldados, que escaparon al control de los reconocimientos aéreos. A pesar del uso francobritánico de carros de combate —aún escasos y con habituales problemas mecánicos—, gas venenoso por parte de ambos bandos y el uso de un número significativo de armas y hombres, las ofensivas aliadas se detuvieron en mayo tras grandes bajas y una eficaz y flexible defensa alemana de sus posiciones. El fracaso de las operaciones francesas, conocidas como «ofensiva de Nivelle», provocó motines en 68 divisiones del ejército francés, con 40 000 hombres en rebeldía —de un total de dos millones— y cinco divisiones especialmente afectadas, aunque la disciplina se reinstauró desde mediados de junio y Robert Nivelle fue sustituido por Pétain, héroe de Verdún.
En la batalla de Messines de entre mayo y junio, los británicos arrebataron a los alemanes posiciones de gran valor estratégico al sur de Ypres. La batalla comenzó con una gigantesca explosión bajo las trincheras alemanas: durante más de un año, mineros británicos habían excavado en secreto bajo el suelo enemigo y llenado galerías de bombas. Cuando se detonaron simultáneamente en la madrugada del 7 de junio, murieron al instante unos 10 000 soldados alemanes y afectó a varios miles más, convirtiéndose en una de las explosiones no nucleares más grandes de la historia. Messines permitió una nueva gran ofensiva aliada bajo liderazgo británico, la tercera batalla de Ypres, que se prolongó hasta noviembre, cuando las bajas conjuntas superaban ya el medio millón de hombres y los británicos solo habían logrado avanzar ocho kilómetros en el mejor de los casos.
Durante la batalla de Cambrai, entre noviembre y diciembre de 1917, se vivió el primer uso operativo a gran escala de carros de combate en formación, «un hito en la historia bélica». Un grupo de 320 carros apoyados por 400 aviones y seis divisiones de infantería más tres de caballería avanzó siete kilómetros. El ataque fue sorprendente, no solo por el rápido avance, sino porque se prescindió de la larga preparación artillera previa. Sin embargo, el avance se detuvo y no logró alcanzar el nudo ferroviario de Cambrai, un tercio de los tanques fue destruido y una contraofensiva alemana logró recuperar la mayor parte del terreno perdido. Este éxito defensivo alemán, a pesar del factor sorpresa aliado, reforzó la idea errónea en el alto mando alemán de que el desarrollo propio de carros de combate no era una prioridad.

#### Otros frentes

Avance de las potencias centrales en el frente italiano durante 1917.

Los británicos renovaron su ofensiva en Mesopotamia a principios de año, tomando por sorpresa Bagdad el 11 de marzo, lo que obligó a los otomanos a replegarse a Mosul. La caída de Bagdad fue un duro golpe para el Imperio otomano y sus aliados, puso en tela de juicio el ferrocarril de Bagdad y el resto de planes sobre Oriente Próximo, por lo que se planificó la reconquista de la ciudad. El 29 de junio, el Reino de Grecia entró en guerra del lado de la Entente tras unos años de inestabilidad donde el gobierno, favorable a los Aliados, se había visto comprometido y fracturado por la posición germanófila del rey Constantino I.
En la 11.ª batalla del Isonzo (17 de agosto-12 de septiembre) Austria-Hungría escapó por poco de lo que se habría convertido en una gran derrota. Ante el miedo a no poder resistir una nueva ofensiva italiana, Austria solicitó apoyo alemán, que aportó al 14.º Ejército de Von Bulow. Las Potencias Centrales se adelantaron a la ofensiva italiana y en la 12.ª batalla del Isonzo obtuvieron un sorprendente avance de 130 kilómetros en apenas unos días; los italianos perdieron a más de 300 000 hombres frente a unos 70 000 de las potencias centrales y el frente si situó a apenas 30 kilómetros de Venecia. Nuevas tácticas, como la «táctica de infiltración» desarrollada por un joven oficial llamado Erwin Rommel contribuyeron al éxito germano. El desastre italiano produjo un giro extraordinario: la población italiana pasó de considerar la guerra «como una guerra de agresión a una guerra defensiva» y el clima prerrevolucionario de constantes huelgas y deserciones masivas se calmó, además del aporte francés de seis divisiones y cinco británicas para sostener el frente.
El 9 de diciembre de 1917, tropas británicas tomaron Jerusalén sin combatir debido a que el OHL alemán había decidido la evacuación de la ciudad ante el riesgo de que la reputación alemana se resintiera por la posible destrucción de lugares sagrados en eventuales combates.

### 1918

#### Ofensiva alemana de primavera

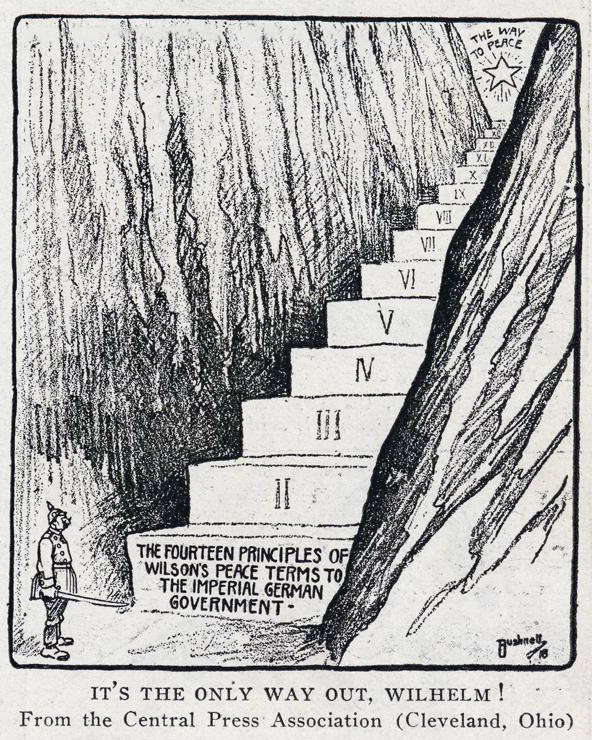
Caricatura de propaganda estadounidense en donde se representa el cumplimiento de los Catorce Puntos como único camino hacia la paz con el gobierno alemán y su emperador (E. A. Bushnell, 1918).

Desde noviembre de 1917 el OHL alemán discutía una posible ofensiva de carácter decisivo en el frente occidental para la primavera de 1918. Su objetivo principal era la Fuerza Expedicionaria Británica (BEF), comandada por el mariscal de campo Douglas Haig y que los alemanes creían agotada desde las batallas de Arras, Messines, Passchendaele y Cambrai de 1917. El 21 de enero de 1918, el general Erich Ludendorff tomó la decisión final de atacar, ante la creciente evidencia de que a Alemania se le estaba acabando el tiempo. El presidente estadounidense Woodrow Wilson había presentado sus célebres «catorce puntos» en el Congreso de Estados Unidos el 8 de enero de ese mismo año, entre los que pedía reajustes coloniales, la evacuación de los territorios conquistados por los alemanes, la cesión a Francia de Alsacia y Lorena y el derecho a la autodeterminación de los pueblos bajo dominio alemán y austríaco. De hecho, apenas tres días después de decidir Ludendorff la ofensiva, el 24 de enero, Alemania y Austria-Hungría rechazaron formalmente los catorce puntos de Wilson. Por otro lado el pueblo alemán sufría necesidades crecientes y su oposición a la guerra cada vez era más manifiesto. En Austria-Hungría comenzaron huelgas masivas el 14 de enero en las fábricas de armamento de Wiener Neustadt y alrededores, una rebelión que involucró a cientos de miles de obreros y que no pudo ser sofocada hasta el día 23 y gracias a una brutal represión militar. En Alemania, especialmente en Berlín y otros centros industriales se vivieron protestas masivas y huelgas entre el 28 de enero y el 2 de febrero, donde participaron más de un millón de trabajadores, con unas reivindicaciones, al contrario que en los años previos, principalmente políticas y «en favor de una paz general sin anexiones ni indemnizaciones», una muestra de solidaridad con la Rusia revolucionaria por el tratado de Brest-Litovsk. Los líderes socialdemócratas del SPD Friedrich Ebert, Otto Braun y Philipp Scheidemann intervinieron para «mantener el movimiento en orden» y tratar de desactivarlo lo antes posible, sin embargo, su liderazgo se diluyó ante el empuje de sindicalistas, obreros y los consejos de trabajadores, que adquirieron una nueva dimensión; como en Austria, la huelga solo pudo ser sofocada con represión militar. El 31 de enero, las autoridades de la capital endurecieron la represión: se arrestó a los miembros del comité de huelga y se envió como represalia a 50 000 trabajadores al frente; desde el 3 de febrero, la mayoría de empresas pudieron reanudar la producción.

Mapa de las ganancias territoriales alemanas en la ofensiva de primavera y sus distintas operaciones entre marzo y julio de 1918.

A mediados de febrero de 1918, cuando Alemania ultimaba la rendición rusa y la firma del tratado de Brest-Litovsk, Ludendorff ya había transferido casi 50 divisiones del frente oriental al occidental y en vísperas de la gran ofensiva los alemanes superaban en número a los ejércitos aliados. Alemania tenía 192 divisiones (la totalidad del ejército alemán se componía de 241) y tres brigadas en el frente occidental antes del 21 de marzo; de estas divisiones, 110 estaban en la línea de frente, 50 dedicadas al frente británico. Otras 67 estaban en reserva, frente a las 31 británicas. Para mayo de 1918, 318 000 soldados estadounidenses habían llegado ya a Francia y se esperaba que otro millón llegase antes de agosto, con lo que los alemanes sabían que su única oportunidad de victoria consistía en derrotar a las fuerzas aliadas antes de que la Fuerza Expedicionaria Estadounidense (AEF) entrase en acción por completo.
La ofensiva, con nombre en código «Michael», comenzó el 21 de marzo de 1918 con un ataque contra las fuerzas británicas en San Quintín; los alemanes lograron un extraordinario avance de 60 kilómetros en territorio enemigo. Las trincheras británicas y francesas fueron penetradas con nuevas tácticas de infiltración o «tácticas Hutier», en honor al general Oskar von Hutier, por parte de soldados especialmente entrenados conocidos como «soldados de asalto». Si anteriormente los ataques se habían caracterizado por largos bombardeos previos de artillería y asaltos masivos, en la ofensiva de primavera los alemanes solo utilizaron brevemente la artillería y, a continuación, pequeños grupos de soldados se abrían paso por los puntos débiles del enemigo. Una vez que las áreas de logística y de mando habían sido tomadas por los «soldados de asalto», el resto de la infantería atacaba de forma masiva y destruía los núcleos aislados de resistencia.

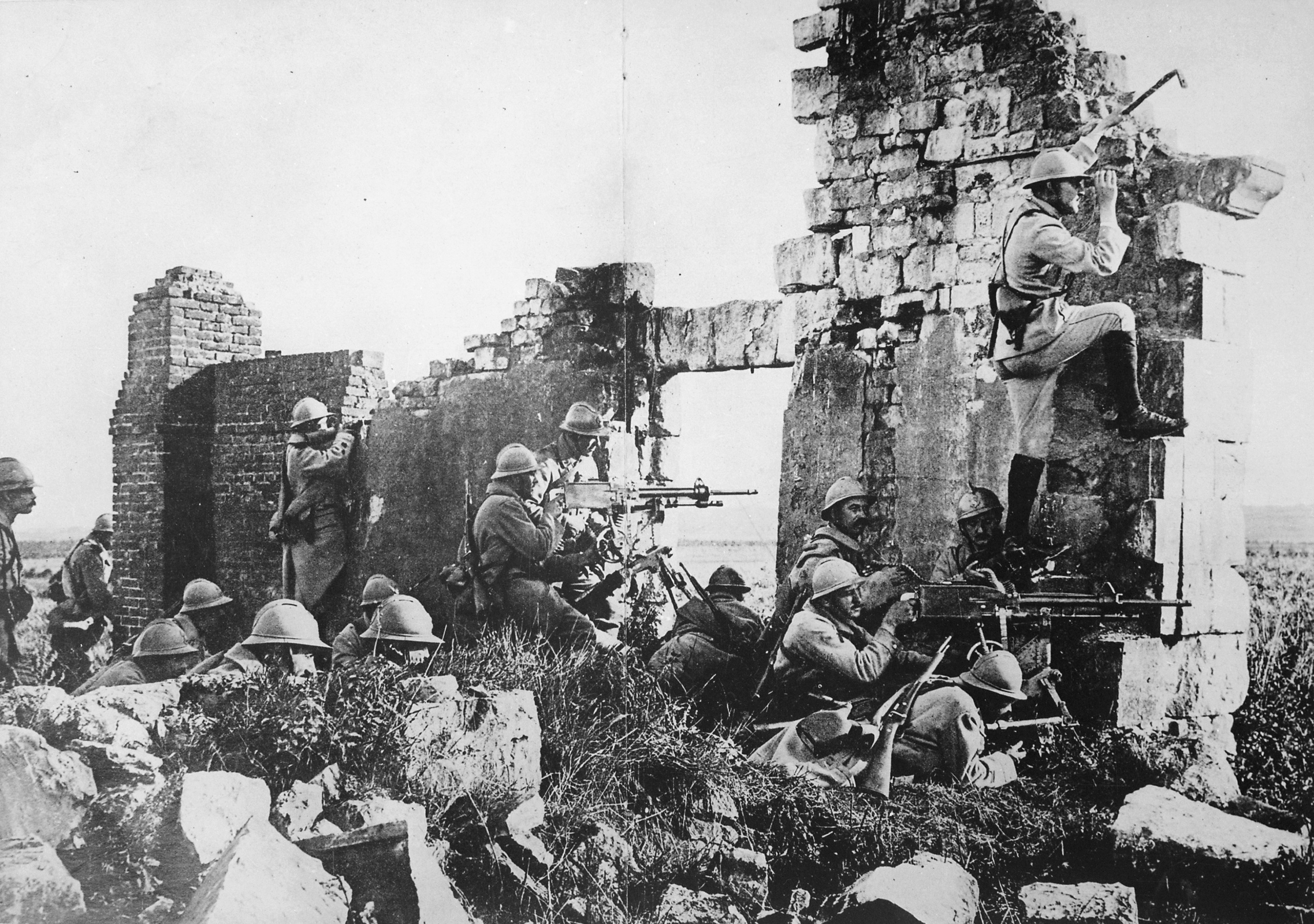
Nido de ametralladoras francés durante la segunda batalla del Marne, 1918.

El frente se movió entonces a menos de 120 kilómetros de París; desde los bosques de Crepy, el 23 de marzo, los alemanes bombardearon París empleando cañones ferroviarios Krupp —por este ataque, el cañón Wilhelmgeschutze es conocido como cañón de París—. El temor se apoderó de los parisinos y muchos huyeron; 183 proyectiles llegaron a caer sobre la capital gala. La ofensiva tuvo tal éxito inicial que Guillermo II declaró el 24 de marzo fiesta nacional; muchos alemanes pensaron entonces que la victoria estaba cerca. Sin embargo, después de duros combates, la ofensiva llegó a un punto muerto, especialmente debido a la carestía de carros de combate y artillería motorizada, que impidió a los alemanes consolidar sus ganancias. Los problemas de abastecimiento se exacerbaron al aumentar las distancias y tener que desplazarse sobre un terreno intransitable después de años de conflicto. Foch presionó entonces para utilizar las fuerzas estadounidenses como reemplazos, mientras que el general estadounidense Pershing intentó que sus unidades se mantuvieran como una fuerza independiente, si bien el 28 de marzo fueron asignadas a las agotadas divisiones británicas y francesas. En la Conferencia de Doullens se nombró al general Foch como comandante supremo aliado, aunque el hecho de que Haig, Petain y Pershing retuvieran el control táctico de sus ejércitos nacionales supuso que los poderes de Foch se limitasen a un rol de coordinación más que de dirección, y en gran medida cada fuerza nacional se mantuvo independiente.
Después de la operación Michael, Alemania lanzó la operación Georgette para alcanzar los puertos del norte del Canal de la Mancha. Los aliados detuvieron la ofensiva después de un limitado avance alemán. El ejército alemán lanzó entonces las operaciones Blücher y Yorck hacia el sur, en dirección a París, y en un intento alemán de rodear Reims el 15 de julio, comenzó la decisiva segunda batalla del Marne. El contraataque aliado, comienzo de la «Ofensiva de los Cien Días», supuso la primera ofensiva aliada exitosa de toda la guerra. Para el 20 de julio, los alemanes ya habían retrocedido a sus posiciones iniciales tras atravesar el río Marne, agotado y con unas ganancias ínfimas, el ejército alemán jamás recuperó la iniciativa. Entre marzo y abril de 1918 los alemanes tuvieron 270 000 bajas, incluyendo a muchos de sus soldados más experimentados. Para contribuir a la caótica situación, las marchas contra la guerra se hacían más crecientes en Alemania y a mediados de año la producción industrial apenas era la mitad que en 1913.

#### Ofensiva final y victoria aliada

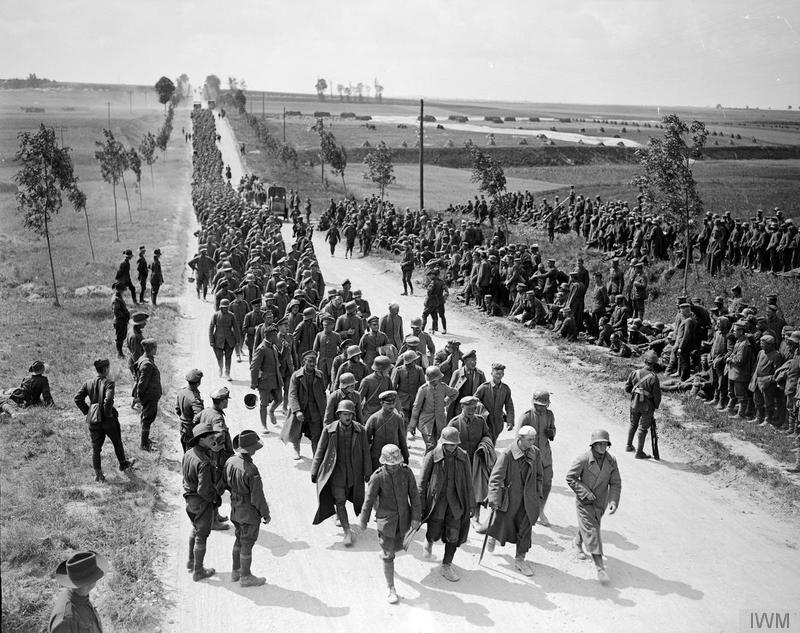
Columna de prisioneros alemanes ante la mirada de soldados aliados cerca de Amiens el 9 de agosto de 1918, durante la «Ofensiva de los Cien Días».

La contraofensiva aliada, conocida como «la Ofensiva de los Cien Días», comenzó el 8 de agosto de 1918 con el inicio de la batalla de Amiens, que involucró a más de 120 000 soldados franceses y británicos, además de 400 de sus carros de combate. En su primer día los aliados habían abierto una brecha de 24 kilómetros en las líneas alemanas y los defensores comenzaron a mostrar un marcado colapso de la moral, lo que Ludendorff definió como el «día negro del ejército alemán».
Después del avance inicial, los defensores alemanes recompusieron las líneas y la batalla terminó sin cambios sustanciales el 12 de agosto, sin embargo, al contrario que en las largas batallas de los años precedentes, los aliados no se limitaron a continuar, sino que, al darse cuenta sus líderes de que una vez recompuestas las líneas enemigas tras el éxito inicial las pérdidas de vidas eran enormes sin que ello repercutiera en conquistas sobre el terreno, desviaron su atención a otras zonas del frente. De esta forma comenzaron ataques rápidos con éxitos iniciales en los flancos y cuando cada ataque perdía su ímpetu inicial simplemente se interrumpían.
El día después de comenzar la ofensiva, Ludendorff dijo: «ya no podemos ganar la guerra, pero tampoco debemos perderla». El 11 de agosto ofreció su renuncia al káiser, quien la rechazó y le respondió: «debemos lograr un equilibrio; casi hemos alcanzado el límite de nuestra capacidad de resistencia, la guerra debe terminar». El 13 de agosto en Spa, Hindenburg, Ludendorff, el canciller y el ministro de asuntos exteriores Hintz, acordaron que la guerra no podía terminar militarmente y al día siguiente el Consejo de la Corona alemana asumió que la victoria bélica era cada vez «más improbable». Austria-Hungría advirtió a su aliado de que no podría continuar la guerra más allá de diciembre y Ludendorff recomendó entablar de forma inmediata negociaciones de paz. El príncipe Ruperto llegó a decir al príncipe Maximiliano de Baden que «nuestra situación militar se ha deteriorado tan rápidamente que ya no creo que podamos resistir al invierno, incluso puede que la catástrofe ocurra antes».
| Facción  | 1 de mayo de 1918 | 1 de agosto de 1918 | 1 de noviembre de 1918 |
| -------- | ----------------- | ------------------- | ---------------------- |
| Aliados  | 1 343 000         | 1 672 000           | 1 455 000              |
| Alemanes | 1 600 000         | 1 395 000           | 866 000                |

Las fuerzas británicas y de sus colonias comenzaron la siguiente fase de la campaña el 21 de agosto con la batalla de Albert; en los días posteriores se unirían franceses y refuerzos británicos. La última semana de agosto, la presión aliada a lo largo de 110 kilómetros de frente era tan implacable que según las crónicas alemanas del momento «cada día se gastaba en sangrientos combates contra un enemigo que atacaba una y otra vez, las noches se pasaban en vela, con retiradas constantes a nuevas líneas». Ante el avance aliado, el OHL ordenó la retirada general en el sur hacia la línea Hindenburg, quedando embolsados gran cantidad de soldados y perdiendo lo conquistado en abril. Según Ludendorff «tuvimos que admitir la necesidad … de retirar todo el frente del río Scarpe al Vesle». En menos de cuatro semanas de combates, se habían capturado 100 000 alemanes y ante la evidencia creciente de que la guerra estaba perdida, el mando alemán intentó alcanzar un acuerdo satisfactorio. El 10 de septiembre Hindenburg pidió al emperador Carlos de Austria que negociara la paz y Alemania solicitó a los Países Bajos una mediación. El 14 de septiembre Austria envió una nota a todos los países beligerantes y neutrales solicitando una reunión para entablar conversaciones de paz en suelo neutral, pero la oferta fue rechazada, igual que la propuesta de paz ofrecida por Alemania a Bélgica al día siguiente.

#### Avance aliado a la línea Hindenburg

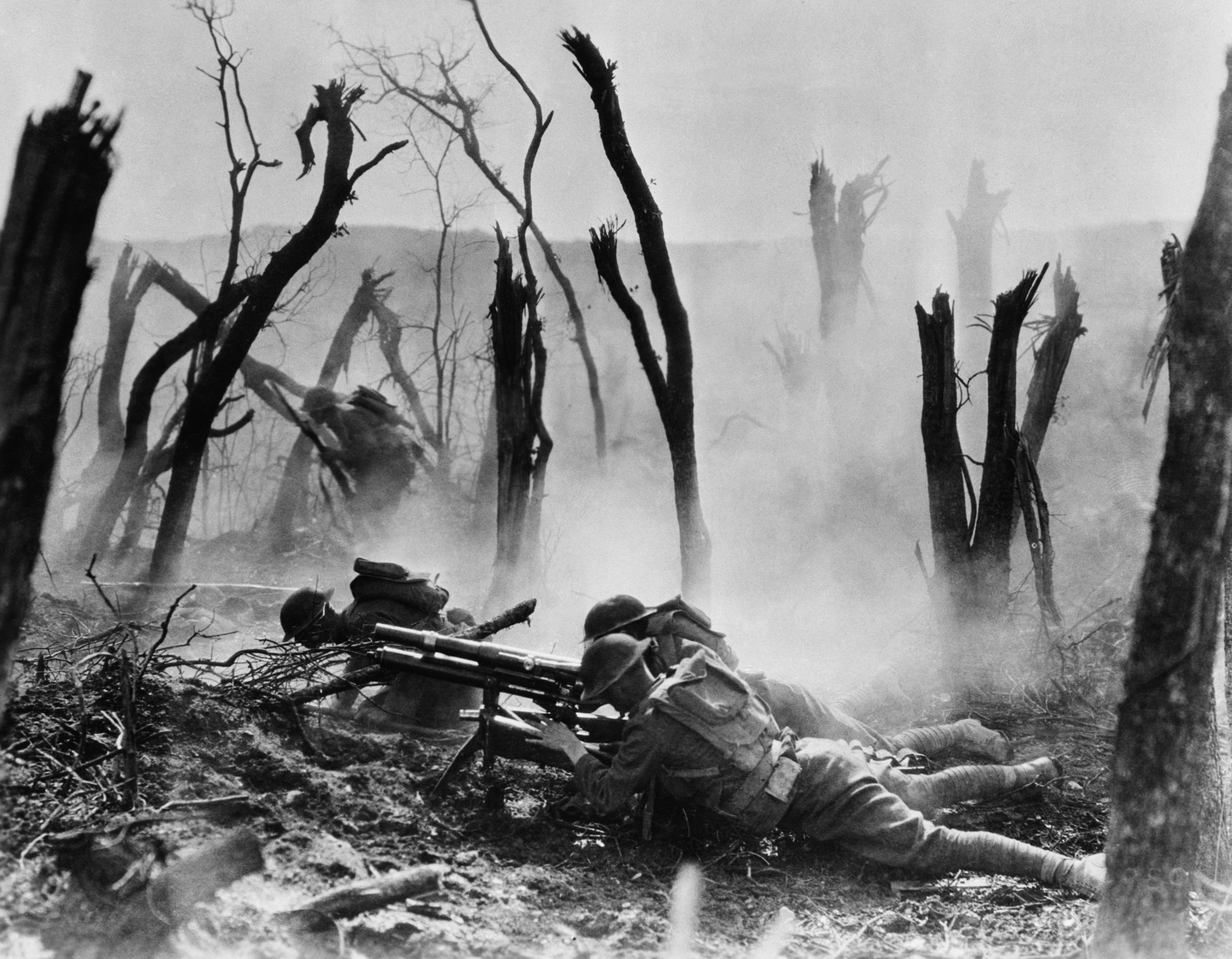
Tropas estadounidenses (se puede ver entre otros a dos soldados armados con un cañón de Infantería de 37 mm modelo 1916 TRP) intentan avanzar hacia las trincheras alemanas en el transcurso de la ofensiva de Meuse-Argonne, en el camino aliado hacia la línea Hindenburg.

En septiembre, los aliados avanzaron hacia la línea Hindenburg por el norte y el centro del frente. Los alemanes continuaron luchando y plantaron una fuerte resistencia en retaguardia y numerosas operaciones de contraataque, pero las posiciones avanzadas fueron cayendo hasta la línea y en la última semana de septiembre las fuerzas expedicionarias británicas hicieron 30 441 prisioneros. El 24 de septiembre un asalto francobritánico llegó a menos de tres kilómetros de San Quintín y los alemanes se replegaron por completo a posiciones a lo largo o incluso detrás de la línea Hindenburg. Ese mismo día, el OHL alemán informó a los líderes del país en Berlín que las conversaciones para la firma de un armisticio eran inevitables.
El asalto final a la línea Hindenburg comenzó el 26 de septiembre con la ofensiva de Meuse-Argonne por parte de tropas estadounidenses y francesas. La semana siguiente las mismas fuerzas combinadas irrumpieron en Champaña en la batalla de Blanc Mont Ridge, lo que obligó a los alemanes a abandonar sus ventajosas posiciones topográficas y retirarse a la frontera belga. El 8 de octubre, la línea fue nuevamente atravesada por tropas británicas y de sus dominios en la batalla de Cambrai. El ejército alemán tuvo que acortar el frente y usó la frontera neerlandesa como pivote de apoyo para asegurar su retaguardia mientras se retiraba hacia Alemania.
Cuando Bulgaria firmó un armisticio unilateral el 29 de septiembre, Ludendorff, bajo un cuadro de enorme estrés en los últimos meses, sufrió un desvanecimiento, casi como un colapso. Se hacía evidente que Alemania no podía organizar a estas alturas de la guerra una defensa eficaz y el colapso del frente de los Balcanes significaba que las principales rutas de suministro de petróleo y alimentos estaban muy cerca de perderse, además, sus reservas se estaban agotando y 10 000 soldados estadounidenses llegaban diariamente al continente. Al contrario que las Potencias Centrales, el suministro estadounidense de petróleo, alrededor del 80 % del total, permitió a los Aliados no sufrir escasez de combustible.

#### Revolución y rendición alemana

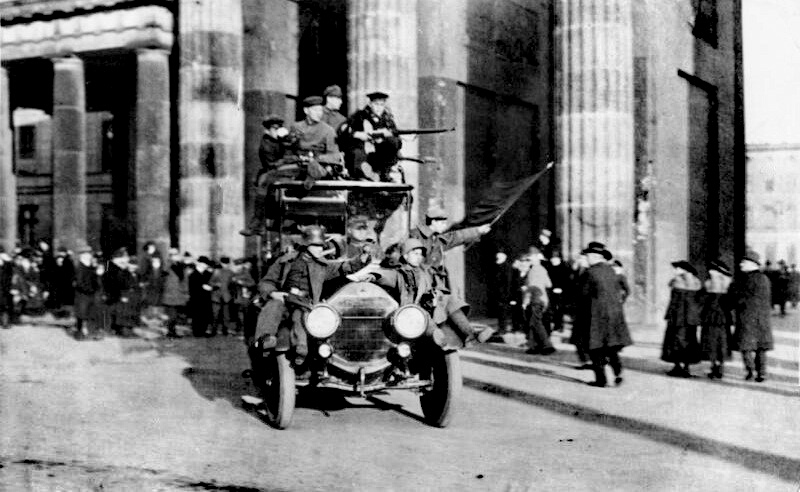
Soldados y marineros revolucionarios ondeando la bandera roja frente a la Puerta de Brandeburgo en Berlín, el 9 de noviembre de 1918, día de proclamación de la República de Weimar en Alemania.

La noticia de la inminente derrota militar de Alemania se extendió rápidamente por todas sus fuerzas armadas y con ella la amenaza de un motín. El almirante Reinhard Scheer y Ludendorff decidieron lanzar un último ataque naval para «restaurar el valor» de la armada alemana.
En el norte de Alemania, la revolución comenzó en octubre de 1918, cuando unidades de la armada se negaron a zarpar en esa última operación a gran escala, ya que creían que la guerra estaba perdida y sería un sacrificio inútil. La revuelta de los marineros en los puertos de Kiel y Wilhelmshaven se extendió por todo el país en cuestión de días y condujo a la proclamación de la república el 9 de noviembre de 1918, poco después de la abdicación del káiser Guillermo II y la rendición del país.
Con unas fuerzas armadas vacilantes y una pérdida de confianza generalizada en el emperador, que además de abdicar huyó del país, llevó a la rápida rendición de Alemania. El príncipe Maximiliano de Baden se hizo cargo del nuevo gobierno el 3 de octubre en calidad de canciller del país para negociar con los Aliados. Las negociaciones con el presidente de Estados Unidos, Woodrow Wilson, comenzaron de inmediato con la esperanza de que los estadounidenses ofrecieran mejores condiciones que sus homólogos británicos y franceses. Wilson exigió una monarquía constitucional y el sometimiento del ejército al poder legislativo, es decir, al parlamento. A pesar de todo, cuando fue proclamada la república el 9 de noviembre por el socialdemócrata Philipp Scheidemann, no hubo ninguna resistencia, y el káiser, junto a su séquito y demás gobernantes hereditarios de la dinastía, huyó al exilio en Países Bajos. Con ello moría la Alemania imperial y nacía la llamada República de Weimar.

#### Resto del mundo

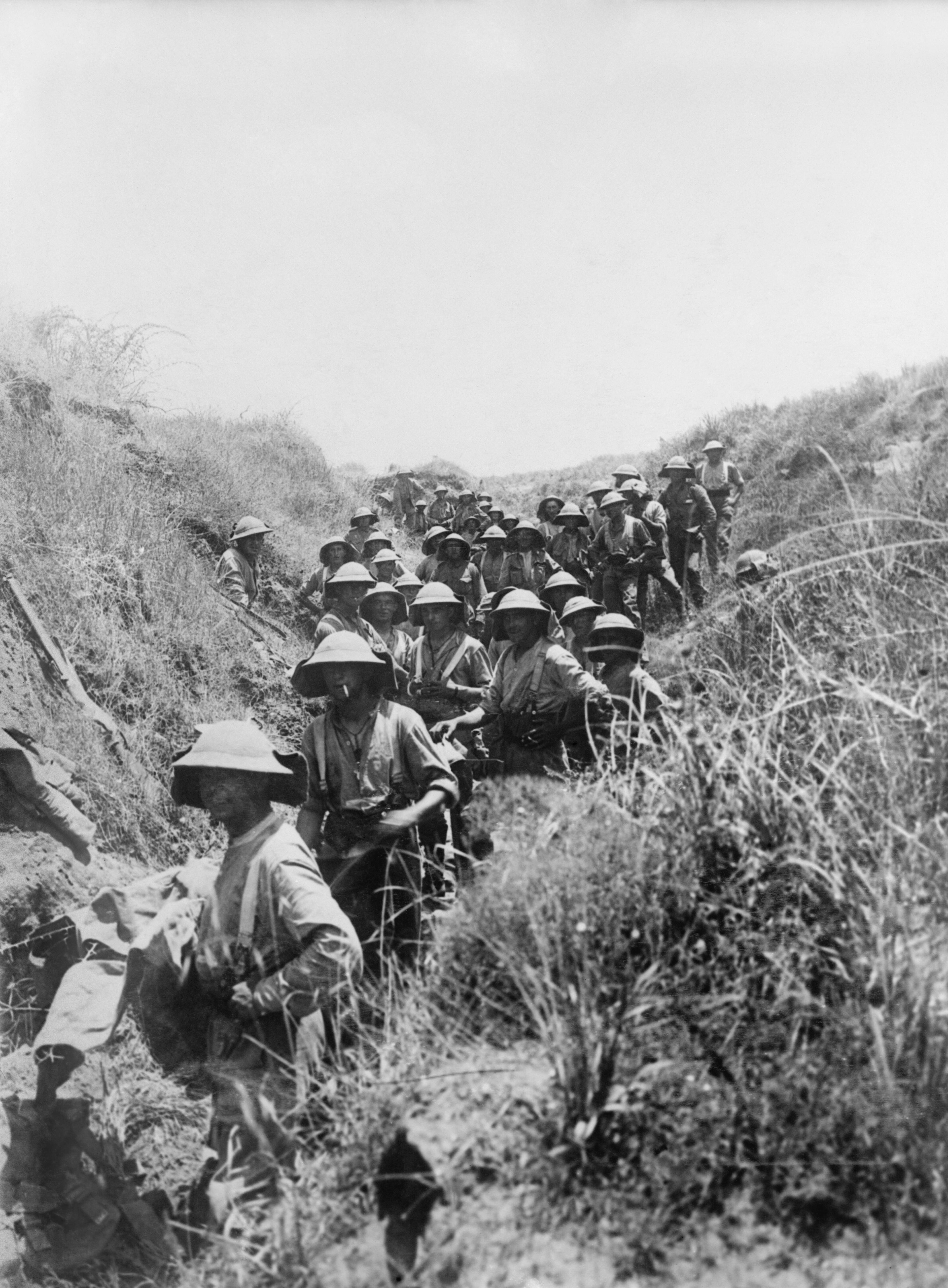
Soldados británicos en Palestina durante la batalla de Megido, junio de 1918.

En enero de 1918 las fuerzas rumanas tomaron Besarabia coincidiendo con la retirada del ejército ruso. Aunque los gobiernos rumano y bolchevique firmaron un tratado tras las conversaciones del 5 al 9 de marzo donde se establecía la retirada rumana de Besarabia en un plazo de dos meses, el 27 de marzo Rumanía anexionó formalmente la provincia, habitada por una mayoría rumana y excusándose en una resolución aprobada por la asamblea provincial para la unificación con Rumanía. Rumanía acordó el fin de las hostilidades con las Potencias Centrales el 7 de mayo de 1918 en el tratado de Bucarest. Según el tratado, Rumanía debía hacer pequeñas concesiones territoriales a Austria-Hungría (el control de algunos puertos de montaña en los Cárpatos) y otorgar concesiones petroleras a Alemania. A cambio, las Potencias Centrales reconocieron la soberanía rumana sobre Besarabia. El tratado fue denunciado en octubre de 1918 por el gobierno de Alexandru Marghiloman y Rumanía se reincorporó a la guerra un día antes de la rendición alemana. El 11 de noviembre, el tratado de Bucarest fue declarado nulo en virtud de lo dispuesto en el armisticio de Compiègne. En total, Rumanía padeció 748 000 muertos entre militares y civiles dentro de sus fronteras de 1914 a 1918.
En el frente balcánico, las tropas serbias y francesas finalmente lograron un gran avance en septiembre de 1918 durante la ofensiva del Vardar, tras la retirada de las tropas de Alemania y Austria-Hungría. Los búlgaros fueron derrotados en la batalla de Dobro Polje y para el 25 de septiembre las tropas franco-británicas habían cruzado la frontera de Bulgaria, cuyo ejército colapsó. Bulgaria se rindió cuatro días después, el 29 de septiembre de 1918. El OHL alemán intentó sostener el frente con el envío de tropas, pero las fuerzas eran demasiado débiles para mantenerlo. La desaparición del frente macedonio significó para las tropas aliadas que el camino hacia Budapest y Viena quedaba despejado. Para entonces Hindenburg y Ludendorff se habían convencido de que el equilibrio tanto estratégico como operativo se había inclinado decisivamente a favor de la Entente y un día después del colapso búlgaro, insistieron en la necesidad de alcanzar un acuerdo de paz.
En Mesopotamia, a principios de 1918 la línea de frente se extendió hasta el valle del Jordán, después de una serie de ataques del Imperio británico entre marzo y abril de 1918. En marzo, la mayor parte de las unidades británicas se replegaron para enviarse al frente occidental, en plena ofensiva alemana de primavera, cuyos reemplazos fueron unidades coloniales del ejército indio. Durante estos meses, dedicados a la reorganización y entrenamiento de las unidades, se realizaron algunos ataques a las posiciones otomanas, empujando la primera línea del frente hacia posiciones más hacia el norte y ventajosas para la Entente, preparada para un ataque que pusiese a prueba a la infantería india.
En septiembre de 1918, la Fuerza Expedicionaria Egipcia, ya reorganizada y con una división adicional de montaña, rompió las líneas otomanas en la batalla de Megido. En dos días, la infantería india y británica, apoyada por fuertes bombardeos, rompió la línea de frente, capturó el puesto de mando del 8.º Ejército otomano en Tulkarm y el cuartel general del 7.º Ejército otomano en Naplusa. A partir de entonces, se precipitaron los acontecimientos: fuerzas británicas junto con lanceros indios e infantería montada neozelandesa en el valle de Jezreel tomaron Nazaret, Afula, Beit She'an y Yenín, además de Haifa en la costa mediterránea y Daraa al este del río Jordán en la línea de ferrocarril de Hejaz. En el camino hacia Damasco, la Entente conquistó Samaj y Tiberíades, en el mar de Galilea; mientras tanto, una fuerza combinada de tropas de Nueva Zelanda, la India, Australia e infantería judía tomó los puentes del río Jordán en As-Salt y Amma, además de hacer prisionera a la mayor parte del 4.º Ejército otomano. El armisticio de Mudros, firmado en octubre, puso fin a las hostilidades con el Imperio otomano, que continuaba resistiendo al norte de la ciudad de Alepo.

#### Armisticios y capitulaciones

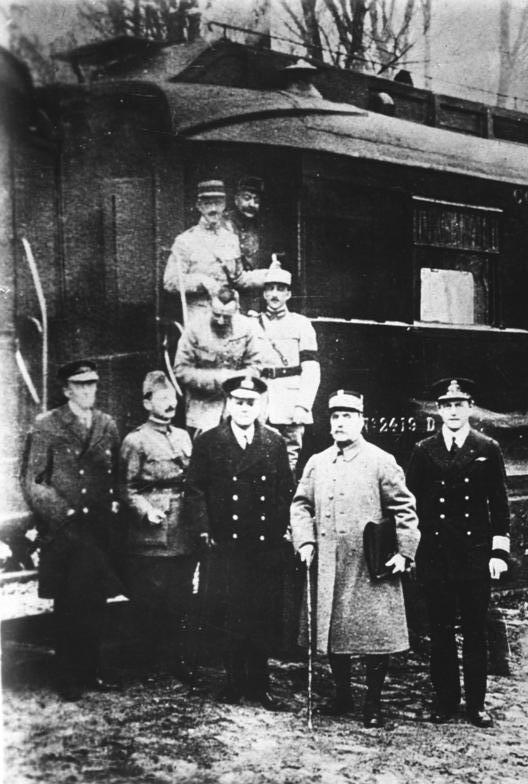
Las delegaciones francesa e inglesa tras la firma del armisticio con Alemania posando junto al «vagón del armisticio». Se puede ver a líderes militares como Ferdinand Foch y George Hope. Ese mismo vagón de tren fue el lugar elegido por Adolf Hitler para la simbólica firma de la rendición francesa en junio de 1940.

El colapso de las Potencias Centrales se produjo con velocidad: Bulgaria fue la primera en firmar un armisticio y además de forma unilateral, el armisticio de Tesalónica, el 29 de septiembre de 1918. Apenas un mes después, el 30 de octubre, el Imperio otomano capituló con el armisticio de Mudros.
El 24 de octubre los italianos habían retomado la iniciativa ofensiva y en pocos días recuperaron el territorio perdido después de su victoria en la batalla de Caporetto. La ofensiva italiana significó el fin de Austria-Hungría como imperio y la batalla de Vittorio Veneto acabó de desintegrar los restos de su ejército. En la última semana de octubre se promulgaron declaraciones de independencia en Budapest, Praga y Zagreb. El 29 de octubre, las autoridades imperiales pidieron un armisticio a Italia, pero esta lejos de detenerse continuó su avance hasta llegar a Trento, Údine y Trieste. El 3 de noviembre, Austria envió una bandera blanca en señal de una nueva solicitud de armisticio, el cual fue arreglado por telégrafo con la autoridad aliada en París y comunicado al comandante austríaco, quien aceptó los términos. El 3 de noviembre se firmó oficialmente el armisticio entre Austria y los Aliados en Villa Giusti, cerca de Padua; la desintegración del imperio y el fin de la dinastía Habsburgo hizo que Austria y Hungría firmaran tratados por separado. En los días siguientes Italia ocupó la ciudad austríaca de Innsbruck y todo el Tirol con más de 20 000 soldados.
El 11 de noviembre, a las cinco de la mañana, se firmó el armisticio con Alemania en un vagón de ferrocarril en Compiègne, concretamente en el bosque de Compiègne, en el llamado «claro de Rethondes». A las 11 de la mañana del 11 de noviembre de 1918 («a la undécima hora del undécimo día del undécimo mes») entró en vigor el alto el fuego. Durante las seis horas que transcurrieron entre la firma del armisticio y su entrada en vigor, los ejércitos desplegados en el frente occidental comenzaron a retirarse ordenadamente de sus posiciones, aunque la lucha continuó de manera aislada en algunas zonas, ya que en un último esfuerzo por hacer méritos, algunos oficiales intentaron la captura de territorio enemigo cercano. Menos de un mes después comenzó la ocupación de Renania por un ejército multinacional formado por soldados estadounidenses, belgas, británicos y franceses.
Como recuerda J. M. Keynes, Alemania "no se rindió de forma incondicional sino en los términos acordados en relación con el carácter general de la Paz", y en concreto que "Alemania compensará todo el daño causado a la población civil de los Aliados y a su propiedad por la agresión de Alemania por tierra, por mar, y desde el aire".
Aunque en noviembre de 1918 los aliados tenían suficientes reservas de hombres y material para invadir Alemania, en el momento del armisticio ninguna fuerza aliada se internó más allá de la frontera alemana; el frente estaba a unos 720 kilómetros de Berlín y los ejércitos imperiales se habían replegado cuidadosamente. Estos hechos permitieron a Hindenburg, otros líderes del alto mando y a parte de la derecha alemana difundir la «leyenda de la puñalada por la espalda», al manifestar que sus ejércitos realmente no habían sido derrotados en el campo de batalla, sino que la derrota era producto de la negativa de la población a responder a la «llamada patriótica» y al supuesto sabotaje interno del esfuerzo de guerra por parte fundamentalmente de socialistas, judíos y bolcheviques. Sin embargo, en el momento de la retirada hasta un millón de soldados estaban enfermos de la gripe española y no podían combatir, y por entonces el esfuerzo de guerra aliado había superado por mucho a sus rivales centroeuropeos. Una estimación, tomando una base en dólares (USD) de 1913, señala que los aliados gastaron 58 000 millones de USD en la guerra contra 25 000 millones de las potencias centrales. Dentro de los aliados el principal contribuyente fue Reino Unido con 21 000 millones, mientras que Alemania había gastado por sí sola 20 000 millones.

## Reclutamiento

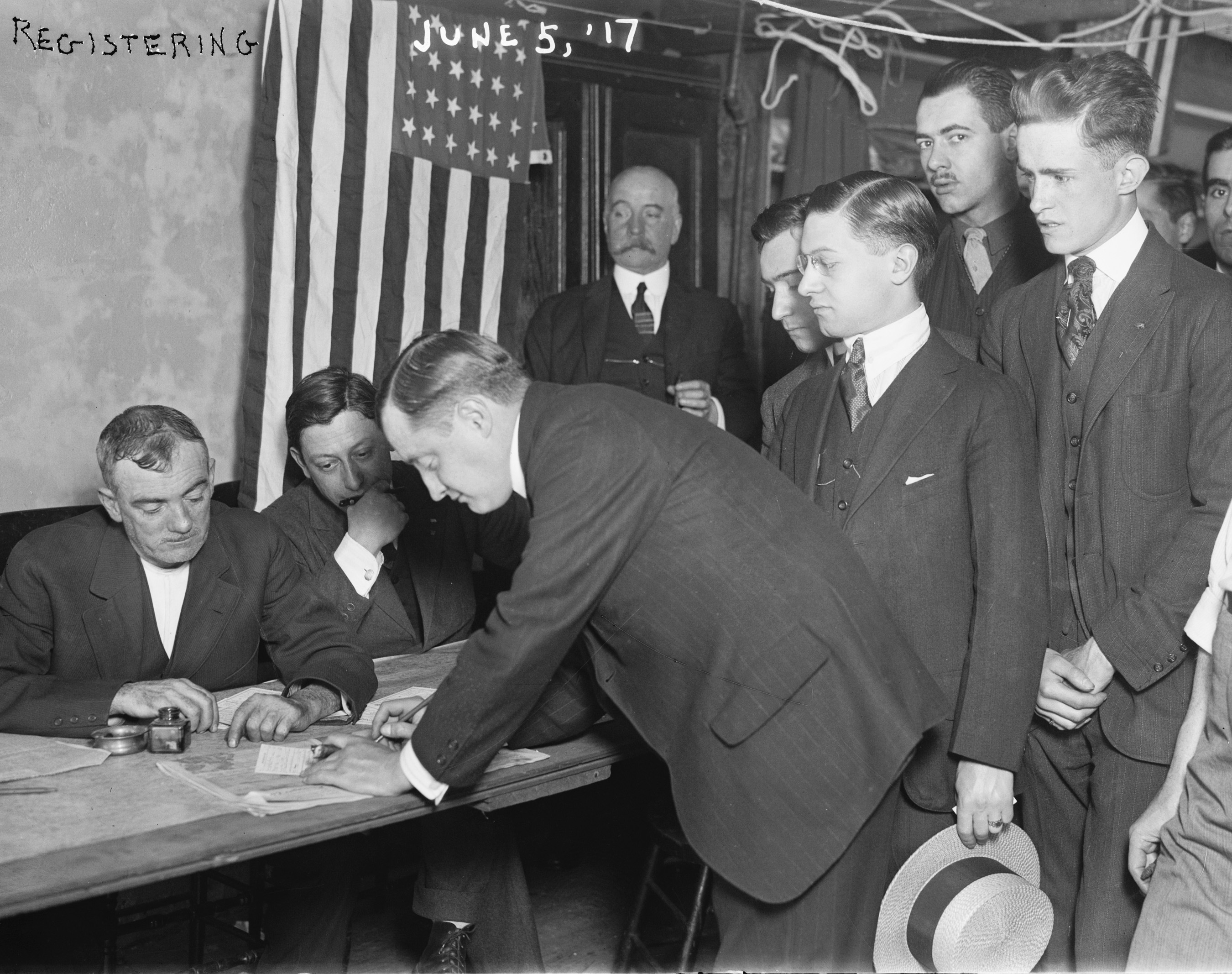
Jóvenes estadounidenses registrándose en el servicio militar en Nueva York el 5 de junio de 1917.

El reclutamiento fue común en la mayoría de países europeos. Sin embargo, este fue controvertido en los países anglosajones, especialmente entre los grupos minoritarios étnicos como los católicos en Irlanda y Australia y las zonas francófonas de Canadá.
En Canadá se produjo una crisis de reclutamiento en 1917 que abrió una brecha política de importancia entre los canadienses francófonos, que pensaban que su verdadera lealtad era hacia una Canadá autónoma y la mayoría de población anglófona, que veía como un deber de su herencia británica socorrer al Imperio británico. En Australia existía el servicio militar obligatorio desde 1911, sin embargo la Ley de Defensa de 1903 estableció que los hombres reclutados solo podían ser llamados a filas en defensa de la nación en caso de guerra, no para ser enviados al extranjero. Por ello debió enmendarse la legislación y se celebraron dos reférendums en 1916 y 1917 para asegurarse el apoyo de la opinión pública, si bien estos no eran vinculantes. La cuestión del reclutamiento para enviar tropas a Europa provocó la ruptura del Partido Laborista Australiano en 1916 entre sus sectores a favor y en contra; curiosamente, a pesar de que en ambos referéndums una mayoría de votantes rechazó la modificación de las leyes para enviar tropas al extranjero, el Partido Nacionalista de Australia, partidario del envío de tropas, obtuvo una aplastante victoria en las elecciones federales de 1917.
En el Reino Unido, el servicio militar obligatorio llamó a filas a casi todos los hombres físicamente aptos de las islas, unos seis millones de hombres, de los cuales murieron alrededor de 850 000, la mayor parte hombres solteros, aunque 300 000 niños perderían a sus padres y 160 000 mujeres a sus maridos. Al contrario que en otros países el servicio militar obligatorio no se impuso hasta 1916, aunque la ley fue modificada con el paso de los años: por ejemplo en su primera versión los hombres casados estaban exentos de ser llamados a filas, al igual que miembros del clero u hombres casados y con hijos. Los irlandeses, debido a la inestable situación política, no fueron llamados a filas, por lo que el reclutamiento forzoso solo se aplicó en Inglaterra, Gales y Escocia.
En Estados Unidos el reclutamiento comenzó en 1917 y en general fue bien recibido por la opinión pública, aunque se produjeron algunos conatos de rebelión en zonas rurales aisladas. En un principio el gobierno había previsto un servicio militar voluntario, pero cuando en las seis primeras semanas de guerra apenas se habían alistado 73 000 voluntarios del millón esperado, se impuso el reclutamiento forzoso, que solo en 1917 registró a 10 millones de hombres y para finales de 1918 a 24 millones, de los cuales se escogieron para el servicio militar a algo menos de tres millones. Las formas de resistencia al reclutamiento fueron desde protestas pacíficas hasta manifestaciones violentas con velados ataques a la guerra, movimientos que estuvieron capitaneados por periódicos, socialistas y en menor medida anarquistas, de hecho la Corte Suprema de Estados Unidos debió confirmar la constitucionalidad del servicio militar obligatorio el 7 de enero de 1918. Otro caso especial fue el de Austria Hungría, que empleó un sistema mixto de reclutamiento: mientras el servicio militar era obligatorio para los soldados, los oficiales podían servir de manera voluntaria. Esto provocó que una cuarta parte del ejército estuviera formada por eslavos, mientras que el 75 % de los oficiales tenían un origen germano. Este desequilibrio, descrito como «un ejército formado por soldados desafectos dirigidos por oficiales de estilo colonial», contribuyó en gran medida a la pobre actuación austriaca en la guerra.

## La experiencia de los soldados

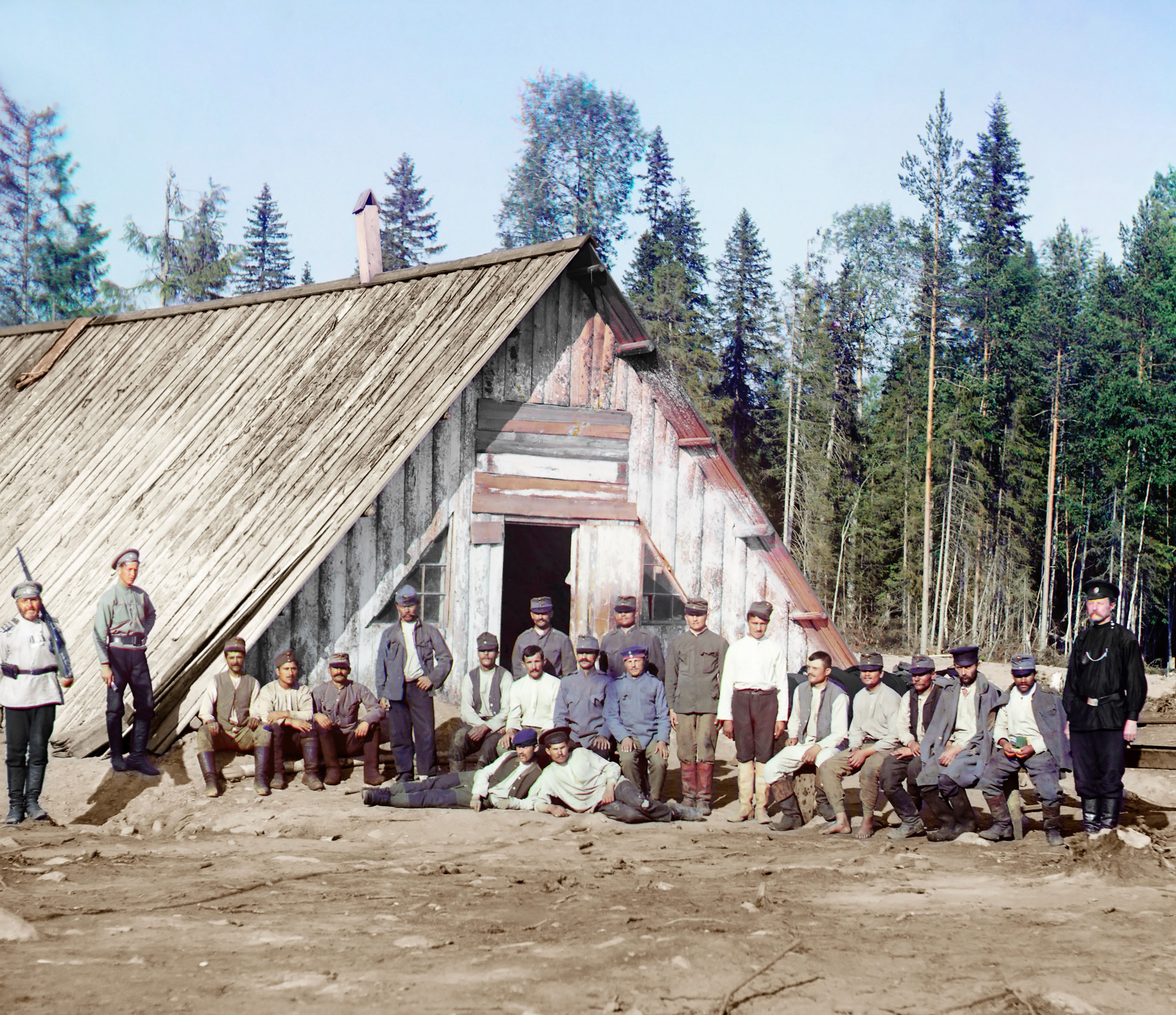
Prisioneros de guerra austríacos en la región de Carelia en 1915. Fotografía original en color de Serguéi Prokudin-Gorski.

Los soldados británicos fueron inicialmente voluntarios, aunque cada vez más fueron reclutados por la fuerza. A los veteranos que sobrevivían y regresaban a casa se les censuraba el relato de sus experiencias y con el tiempo formaron asociaciones de veteranos o «legiones». 
Militares y civiles en misión de observación siguieron las operaciones bélicas en los ejércitos de todas las grandes potencias; muchos de ellos se infiltraron e informaron de la sucesión de acontecimientos desde una perspectiva similar a la que vivían las fuerzas terrestres y navales enemigas.

### Prisioneros de guerra

Prisioneros de guerra alemanes en un campo de prisioneros de Francia en algún momento entre 1917 y 1919.

Unos ocho millones de soldados se rindieron y fueron hechos prisioneros durante la guerra y por lo general recluidos en campos de prisioneros. Todas las naciones beligerantes prometieron acatar las Convenciones de La Haya que «regulaban el trato justo y humano a los prisioneros de guerra», resultando en que la tasa de supervivencia de los prisioneros de guerra fue mucho más alta que la de los soldados del frente. Las capturas se solían producir no en pequeñas unidades en el transcurso de escaramuzas, sino con la rendición en masa de grandes unidades.
En el asedio de Maubeuge, unos 40 000 soldados franceses se rindieron, y en la batalla de Galitzia los rusos hicieron entre 100 000 y 120 000 prisioneros austríacos. Grandes capturas se produjeron por el lado ruso, con la rendición en la ofensiva de Brusilov de entre 325 000 y 417 000 alemanes y austríacos, aunque dos años antes los alemanes habían rendido a unos 92 000 rusos en la batalla de Tannenberg. En Kaunas, las fuerzas rusas, cercadas, acabarían por rendirse en 1915, con 20 000 soldados hechos prisioneros; 12 000 soldados alemanes se rindieron a la Entente en la primera batalla del Marne.
Entre el 25 y el 31 % de las pérdidas rusas totales se debieron a rendiciones y capturas de soldados por parte del enemigo; para Austria-Hungría significó el 32 %, el 26 % para Italia, el 12 % para Francia, 9 % para Alemania y 7 % para Reino Unido. En conjunto, los ejército aliados occidentales perdieron 1,4 millones de hombres por estas condiciones, mientras que solo Rusia sufrió el arresto de entre 2,5 y 3,5 millones de soldados. De las Potencias Centrales, unos 3,3 millones de hombres fueron hechos prisioneros, la mayoría capturados por los rusos. Al final de la guerra, Alemania tenía prisioneros a 2,5 millones de soldados enemigos; Rusia a entre 2,2 y 2,9 millones, mientras que Gran Bretaña y Francia retenían a unos 720 000, por solo 48 000 cautivos de los estadounidenses. Una mayoría habían sido capturados poco antes del armisticio de 1918, cuando se vivieron peligrosos momentos, debido a que en numerosas ocasiones los soldados indefensos, en pleno acto de rendición, eran tiroteados desde las líneas enemigas. Debe decirse que en general los soldados internados en campos gozaron de unas condiciones descritas como «satisfactorias», mucho mejores que en conflictos posteriores como la Segunda Guerra Mundial, gracias en parte a los esfuerzos de la Cruz Roja y a inspecciones de naciones neutrales. Donde más terribles penurias pasaron los prisioneros fue sin duda en Rusia, donde el hambre entre los prisioneros y también entre los civiles era común, lo que supuso la muerte de entre el 15 y el 20 % de los prisioneros, cuando en las Potencias Centrales apenas murieron el 8 % de los rusos presos. En el caso de Alemania, a pesar de que la comida era también escasa y las posibilidades de hambruna reales, apenas murieron el 5 % de los rusos retenidos.
El Imperio otomano dio un mal trato a sus prisioneros de guerra. De los 13 309 prisioneros de guerra británicos, la mayoría indios, apresados tras el asedio de Kut en Mesopotamia en abril de 1916, 4250 murieron en cautiverio. Aunque se encontraban en malas condiciones ya antes de su captura, los otomanos les obligaron a marchar 1100 kilómetros hacia Anatolia, donde fueron forzados a construir un ferrocarril a través de los montes Tauro. Un superviviente escribió: 

Fuimos conducidos como bestias; abandonar suponía morir.

En Rusia se dio el caso de la Legión Checoslovaca, que tras su liberación en 1917 se rearmaron y convirtieron en una fuerza militar y diplomática de calibre durante la guerra civil rusa. Los prisioneros aliados de las Potencias Centrales fueron enviados rápidamente a sus hogares al llegar el fin de las hostilidades, aunque a veces no sucedió lo mismo con los prisioneros centroeuropeos retenidos por los Aliados. Muchos de ellos fueron obligados a realizar trabajos forzados en Francia hasta 1920, cuando intervino la Cruz Roja ante el Consejo Supremo Aliado; los prisioneros alemanes en Rusia no fueron liberados hasta 1924.

## Apoyo a la guerra

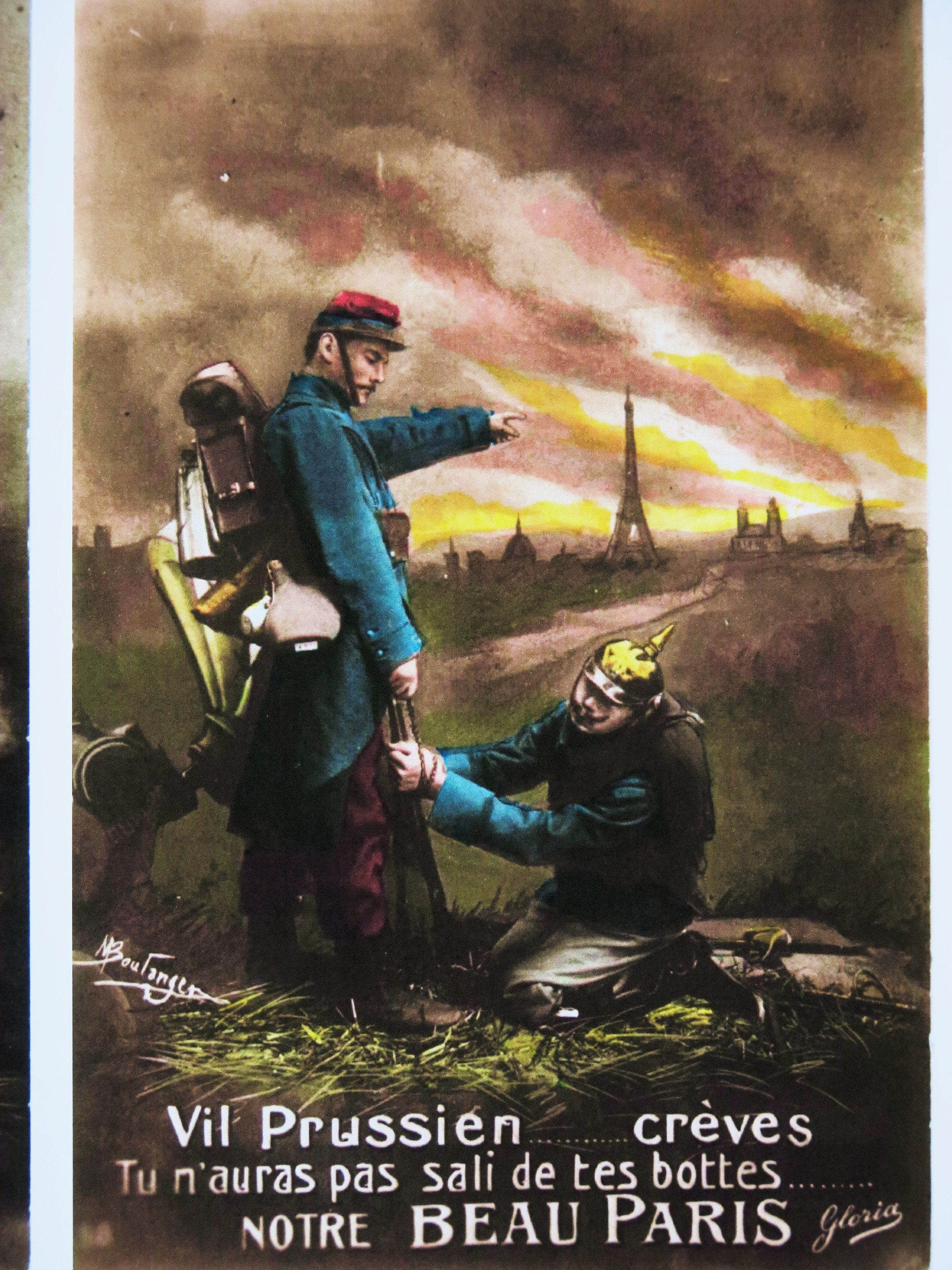
Cartel de propaganda francés antialemán de 1914 donde se lee: Vil prusiano, ¡muere! No echarás a perder con tus botas nuestra bella París. Los gobiernos aliados trataron de avivar el fervor bélico presentando la contienda como «la guerra que acabaría con todas las guerras».

En un principio las clases altas temieron una dura respuesta por parte de la clase obrera en caso de conflicto, de hecho en países como Francia se prepararon medidas para neutralizar intentonas revolucionarias, sin embargo esto nunca se materializó, más bien todo lo contrario. La habilidad con que los países beligerantes presentaron la guerra a su población les aseguró una casi total adhesión de las masas, una situación que no obstante fue breve. Varios partidos socialistas apoyaron inicialmente la guerra en agosto de 1914; los socialistas europeos estaban fuertemente divididos entre aquellos que decidieron apoyar a sus gobiernos y se unieron al fervor nacionalista y patriótico de entonces, dejando a un lado sus tesis internacionalistas, y aquellos que adoptaron una posición contraria a la guerra, especialmente los socialistas más escorados a la izquierda, marxistas y sindicalistas, que vieron en ella una nueva expresión de la lucha de clases. Una vez comenzó la guerra, una mayoría de socialistas austriacos, británicos, franceses, alemanes y rusos apoyaron el esfuerzo bélico de sus naciones.
En los Balcanes, los partidarios del yugoslavismo, encabezados por su líder Ante Trumbic, apoyaron firmemente la guerra, deseosos de liberar los Balcanes del control de Austria-Hungría y otras potencias extranjeras, aspirando a la creación de una Yugoslavia independiente. El comité yugoslavo, dirigido por Trumbic, se constituyó en París, aunque al poco tiempo trasladó su sede a Londres. En abril de 1918, se reunió «el congreso de las nacionalidades oprimidas» en Roma, con participación de checoslovacos, italianos, polacos, transilvanos y yugoslavos que instaron a los Aliados a apoyar la autodeterminación de los pueblos bajo la soberanía de Austria-Hungría.
En Oriente Próximo, el nacionalismo árabe se disparó en los territorios otomanos fuera de Anatolia en respuesta al surgimiento del nacionalismo turco durante la guerra, donde los líderes del movimiento ya abogaban por la creación de un estado panárabe. En 1916, la rebelión árabe tomó forma en aquellos territorios otomanos de Oriente Próximo que luchaban por su independencia.
En África oriental, Iyasu V de Etiopía apoyó al Estado derviche de Somalia que combatía contra los británicos en la campaña de Somalilandia. Von Syburg, enviado alemán a Addis Abeba dijo: «ahora ha llegado el momento de que Etiopía recupere las costas del mar Rojo, mande a los italianos de vuelta a casa y lleve las fronteras del imperio a su límite anterior». El Imperio etíope estuvo a punto de entrar en la Primera Guerra Mundial de parte de las Potencias Centrales, pero se produjo el derrocamiento de Iyasu a manos de la aristocracia de aquel país, que había sido fuertemente presionada por el bando aliado; las razones esgrimidas por la aristocracia local para el cambio de gobernante fue la acusación, infundada, de que Iyasu se había convertido al Islam. El historiador etíope Bahry Zewde sostiene que las evidencias mostradas para apoyar esta conversión fueron una foto manipulada donde a Iyasu se le veía luciendo un turbante regalado precisamente por las potencias aliadas; algunos historiadores sostienen que el espía británico Lawrence de Arabia fue quien falsificó la fotografía de Iyasu.
El nacionalismo italiano alcanzó una nueva magnitud con el estallido de la guerra e inicialmente recibió un apoyo generalizado de distintas facciones políticas. Una de las cabezas visibles nacionalistas más destacadas y populares fue Gabriele D’Annunzio, quien promovió el irredentismo italiano e influyó en la opinión pública del país para que este interviniese en la guerra. El Partido Liberal Italiano, liderado por Paolo Boselli, también se puso del lado de la intervención en favor de los Aliados y usó la sociedad Dante Alighieri para promover postulados nacionalistas. El Partido Socialista Italiano decidió oponerse a la guerra después de que tres anarquistas antimilitaristas murieran tiroteados por los carabinieri durante una manifestación, a lo que siguió la llamada semana roja, una huelga general organizada en protesta por el suceso y cuyos efectos quedaron presentes en la memoria del país por largo tiempo. El Partido Socialista decidió entonces expulsar a sus miembros más nacionalistas y favorables al conflicto, entre los que se encontraban destacados dirigentes como Benito Mussolini o Leonida Bissolati. Mussolini, un antiguo sindicalista que había apoyado la guerra pensando, conforme a sus tesis irredentistas, que así regiones históricas italianas bajo control de Austria-Hungría podrían volver a formar parte de la nación, creó el pro bélico Il Popolo d'Italia y el Fasci Rivoluzionario d'Azione Internazionalista en octubre de 1914, que más tarde se convirtió en el Fasci italiani di combattimento en 1919, una organización política de extrema derecha, auténtico germen del fascismo italiano y núcleo del futuro Partido Nacional Fascista. El nacionalismo de Mussolini le permitió recaudar fondos para su causa provenientes de empresas de armamento, como Ansaldo, y para crear sus periódicos desde los que siguió intentando convencer a los sectores socialistas de apoyar la guerra, sin éxito.

## Oposición a la guerra
Cuando comenzó la guerra, una mayoría de socialistas y sindicalistas respaldaron a sus respectivos gobiernos nacionales. Sin embargo, hubo notables excepciones, como el Partido Socialista de América, el Partido Socialista Italiano, la facción bolchevique del Partido Obrero Socialdemócrata de Rusia y un sector minoritario del Partido Socialdemócrata de Alemania encabezado por Karl Liebknecht y Rosa Luxemburg. Aunque minoritarias, estas facciones antibélicas estarían llamadas en los años posteriores a un gran protagonismo en la posguerra, especialmente en Rusia y Alemania. 
El papa Benedicto XV, elegido apenas tres meses después de comenzar la guerra, convirtió a esta en el tema principal de su pontificado. Al contrario que su predecesor, abogó apenas cinco días después de su nombramiento por hacer todo lo posible para restablecer la paz. Su primera encíclica, Ad beatissimi apostolorum, dada a conocer el 1 de noviembre de 1914, mostró su preocupación por la situación. Sin embargo, el papa descubrió como las fuerzas beligerantes ignoraban sus postulados a pesar de su relevancia en el ámbito religioso. De hecho, el tratado de Londres de 1915 incluía cláusulas secretas entre Italia y la Triple Entente para que los gobiernos ignorasen las posiciones papales que abogaban por un acercamiento con las Potencias Centrales. En consecuencia, la publicación en agosto de 1917 de una propuesta de paz por parte del papado fue ignorada por todos los bandos, excepto por Austria-Hungría.
Dentro del ámbito castrense, resultó llamativa la temprana proclama lanzada a entre 2000 y 3000 reclutas británicos por parte del general Horace Smith-Dorrien en 1914, que en palabras del cadete Donal Christopher Smith, dijo:

Que la guerra debería evitarse a cualquier precio, que la guerra no resolvería nada, que toda Europa quedaría reducida a cenizas y que la pérdida de vidas sería tan grande que diezmaría poblaciones enteras. En nuestra ignorancia, yo y muchos de nosotros nos sentimos casi avergonzados de que un general británico expresase unos sentimientos tan deprimentes y antipatrióticos, pero durante los siguientes cuatro años, aquellos que sobrevivimos al holocausto, probablemente no más de una cuarta parte de nosotros, aprendimos lo acertado de aquel pronóstico del general y lo valiente que había sido al pronunciarlo.

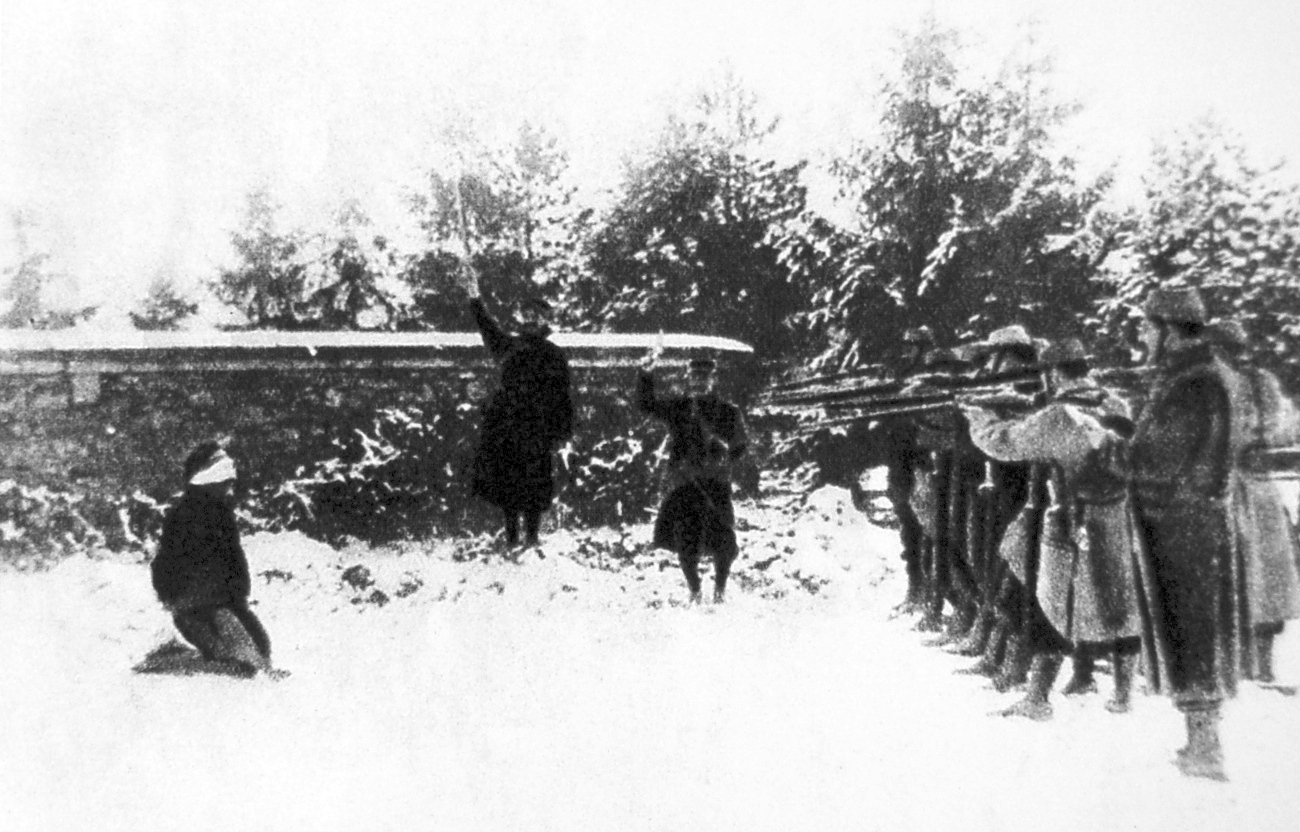
Supuesta ejecución de un soldado desertor francés en 1917.

Muchos países optaron por encarcelar a quienes se manifestaron en contra de la guerra. Destacados intelectuales como Eugene Debs en Estados Unidos y Bertrand Russell en Reino Unido sufrieron represalias. En Estados Unidos se aprobaron la Ley de Espionaje de 1917 y la Ley de Sedición de 1918 para convertir en delito federal oponerse al reclutamiento militar obligatorio o hacer cualquier declaración que se considerase «desleal». Las publicaciones críticas con el gobierno fueron censuradas y sus responsables cumplieron largas condenas de prisión por considerar sus escritos «declaraciones antipatrióticas». Una importante oposición provino de los objetores de conciencia, a destacar socialistas y religiosos, los cuales se negaban a combatir. En Gran Bretaña, 16 000 personas se declararon objetores y muchos de ellos sufrieron condenas a prisión, incluyendo aislamientos y dietas a base de pan y agua. Incluso terminada la guerra, en Gran Bretaña se los continuó discriminando y privando de ciertos puestos de trabajo.

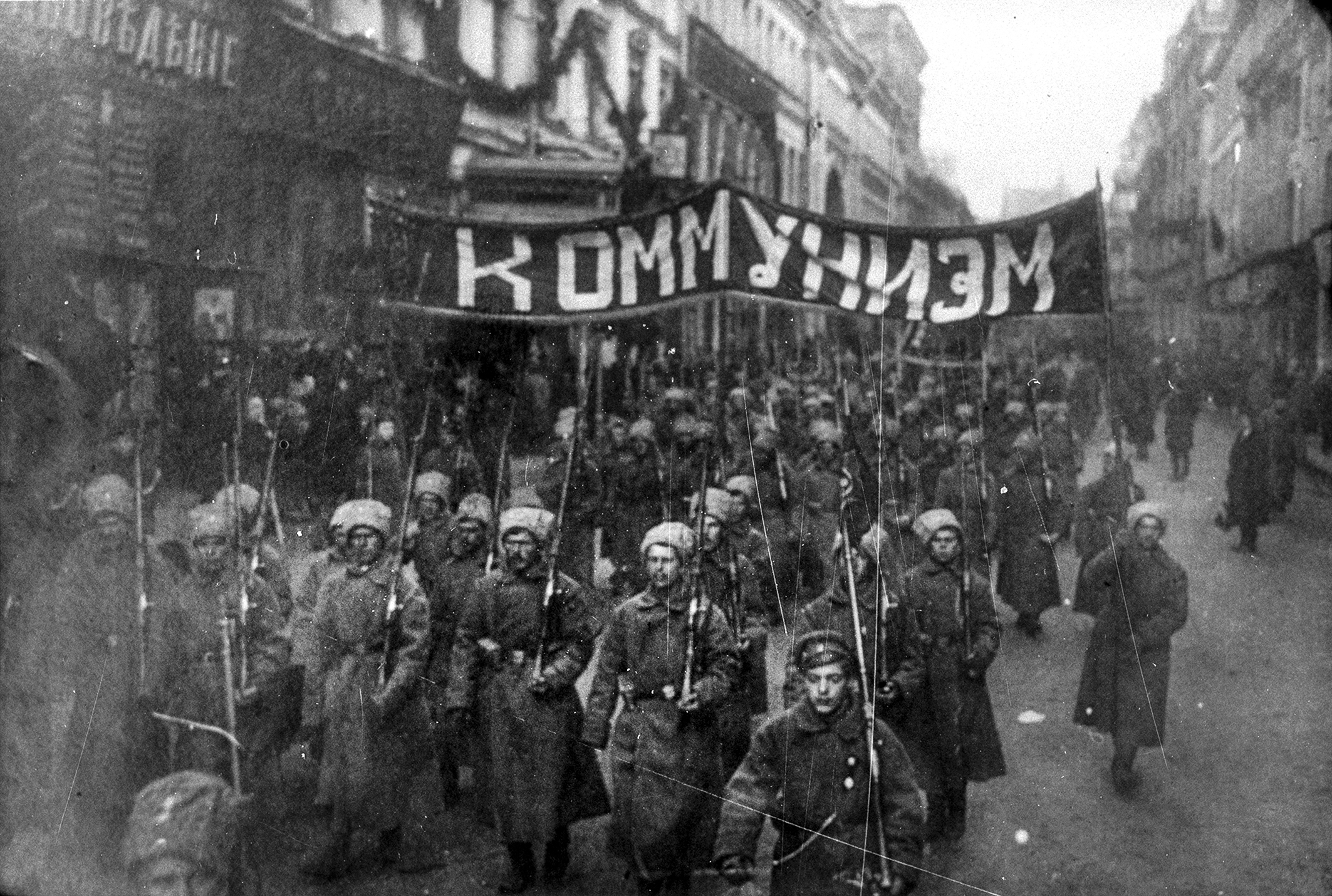
Soldados revolucionarios rusos se manifiestan en Moscú en noviembre de 1917, la pancarta reza «comunismo».

Con el paso de los años se dieron situaciones cada vez más críticas para las naciones beligerantes. En Irlanda, donde la situación antes de la guerra ya era extraordinariamente tensa, los nacionalistas y marxistas irlandeses intentaron conseguir la independencia mediante una serie de acciones que terminaron en el levantamiento de Pascua de 1916, con el apoyo de Alemania, que envió 20 000 rifles a la isla para provocar inestabilidad en su enemigo británico. El gobierno británico impuso la ley marcial en la isla hasta que la amenaza revolucionaria hubiera pasado y a continuación trató de hacer concesiones al nacionalismo irlandés, pero la tensión continuó aumentando hasta la crisis de reclutamiento de 1918. La revuelta de Asia Central, que comenzó en el verano de 1916, obligó al gobierno ruso a poner fin a la exención que permitía a los musulmanes evitar el servicio militar. En 1917, una serie de motines del ejército francés amenazó la posición francesa en el frente, con la deserción de decenas de miles de soldados, lo que se saldó con decenas de ejecuciones y numerosos encarcelamientos.
Desde finales de 1916 se asiste a un progresivo deterioro de la confianza de la población en sus gobiernos y cada vez son mayores las voces que exigen no solo el fin de la guerra, sino una nueva organización social y económica. Entre las razones se encuentran las crecientes necesidades de la población y el incremento de la desigualdad, los caídos en el frente y las restricciones de libertades decretadas en los países beligerantes, incluyendo los democráticos, que desde el comienzo de la guerra persiguieron la disidencia, establecieron la censura en la prensa e incluso suspendieron varios comicios, a excepción de Inglaterra.
En mayo de 1917, unos 100 000 obreros y soldados en la capital rusa, Petrogrado, y en las semanas posteriores trabajadores y soldados de numerosas ciudades rusas, liderados por los bolcheviques, se manifestaron contra la guerra con lemas como ¡abajo la guerra! y el célebre ¡todo el poder a los sóviets!, lo que resultó en una crisis del gobierno provisional ruso. Los ecos desde Rusia se hacen sentir en Alemania desde la primavera de 1917, con huelgas iniciales en fábricas de municiones, que se irán extendiendo hasta hacerse masivas en menos de un año. En Francia e Inglaterra se producen situaciones semejantes, pese a la prohibición de huelga vigente en ambos países: en el caso inglés se organizan grandes huelgas en minas y astilleros desde 1917. En Italia la rebelión se extendió a Turín, Génova o Milán, donde los revolucionarios de izquierdas se organizaron y tomaron el control de numerosas fábricas, lograron detener el transporte público y protagonizaron violentos disturbios pidiendo el fin de la guerra. El ejército italiano intervino con tanques y ametralladoras por las calles de la ciudad contra comunistas y anarquistas, que lucharon hasta el 23 de mayo, cuando el ejército logró tomar la ciudad. 50 personas murieron, tres de ellas soldados, y hubo más de 800 detenciones. A finales de 1917, la oposición a la guerra en Rusia era tal que los soldados creaban sus propios comités revolucionarios y se ponían a las órdenes de los bolcheviques en oposición al mismo gobierno ruso, lo que ayudó a la toma del poder bolchevique en la revolución de octubre de 1917, bajo el lema pan, tierra y paz. El nuevo gobierno ruso firmó la paz con Alemania, aunque con duras condiciones, con el tratado de Brest-Litovsk. La revolución de noviembre de 1918 en Alemania, con protagonista similares al caso ruso, condujo a la abdicación del Kaiser y la rendición alemana.

## Tecnología

### Guerra terrestre

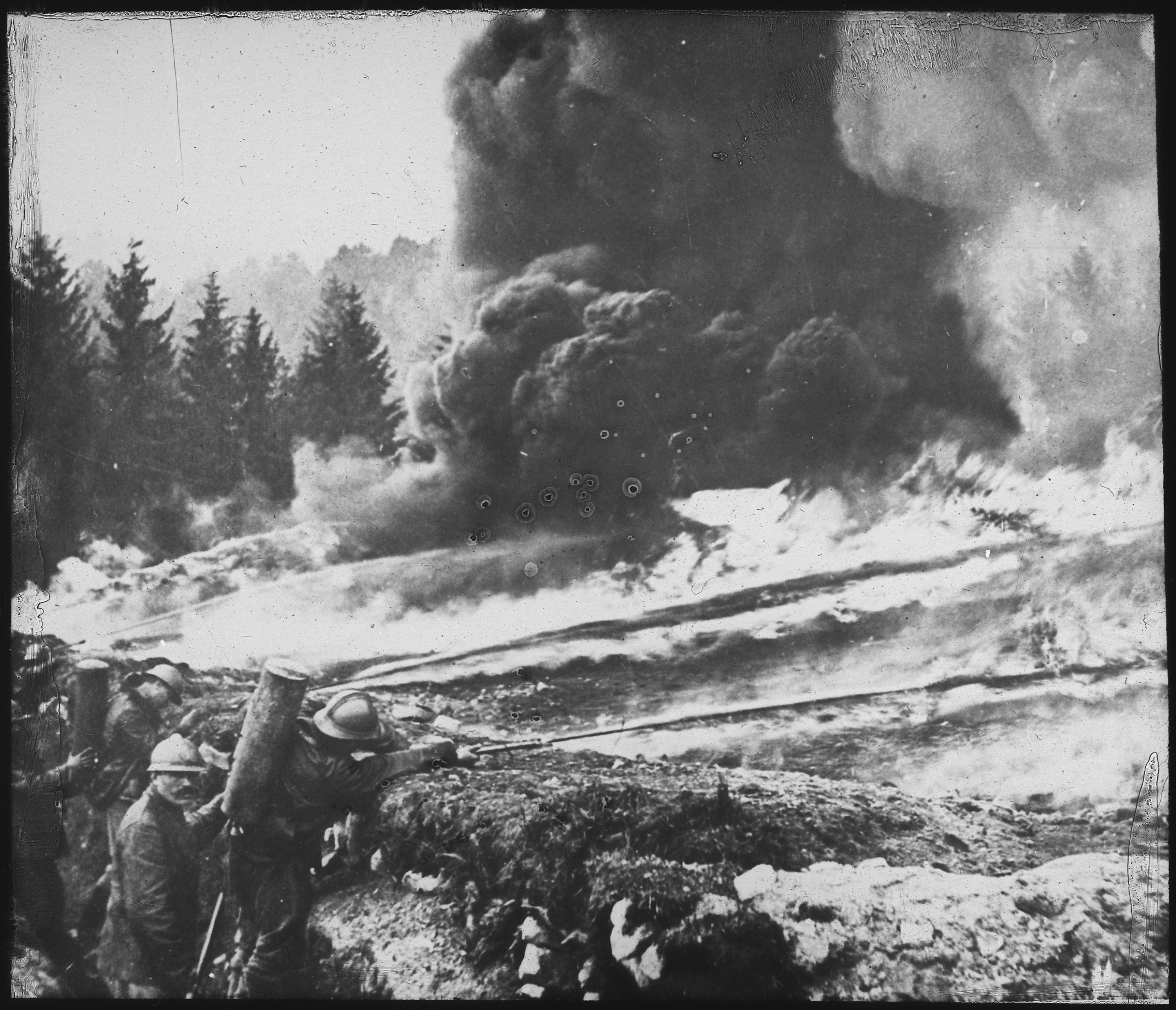
Soldados franceses atacan las trincheras alemanas en Flandes (Bélgica) con un combinado de gas y lanzallamas.

La Primera Guerra Mundial comenzó con un choque de la tecnología del siglo XX con las tácticas militares del siglo XIX, con la inevitable pérdida de numerosas tropas. Sin embargo, a finales de 1917 los grandes ejércitos, que sumaban millones de hombres en sus filas, se habían modernizado y hacían uso de los últimos avances tecnológicos, como el teléfono, la comunicación inalámbrica, los vehículos blindados, carros de combate y aviones. La guerra de trincheras y el estancamiento del frente forzó la reorganización de las formaciones de infantería: si en los comienzos la principal unidad estaba formada por unos 100 hombres, las circunstancias favorecieron el empleo de escuadrones de ataque de 10 hombres o menos al mando de un suboficial menor.
La artillería también protagonizó otra revolución tecnológica. En 1914, los cañones se empezaron a emplear en el frente para el ataque directo de objetivos, pero en 1917 el fuego indirecto con cañones (incluidos morteros o incluso ametralladoras) era común y se empleaban nuevas tácticas para detectar y variar objetivos, sobre todo con el uso de aviones y teléfonos de campaña. Con estas mejoras también se convirtió en algo habitual el fuego contra-batería, con el fin de intentar neutralizar la artillería enemiga. Alemania estuvo muy por delante de la Entente en la utilización de fuego indirecto con baterías pesadas, pues el ejército alemán empleó desde un principio obuses de 150 y 210 mm, mientras que en 1914, la artillería típica de franceses y británicos era de 75 y 105 mm. Los británicos tenían un tipo de obús de 152 mm, pero era tan pesado que debía ser arrastrado hasta el campo de batalla en piezas y ensamblado allí.

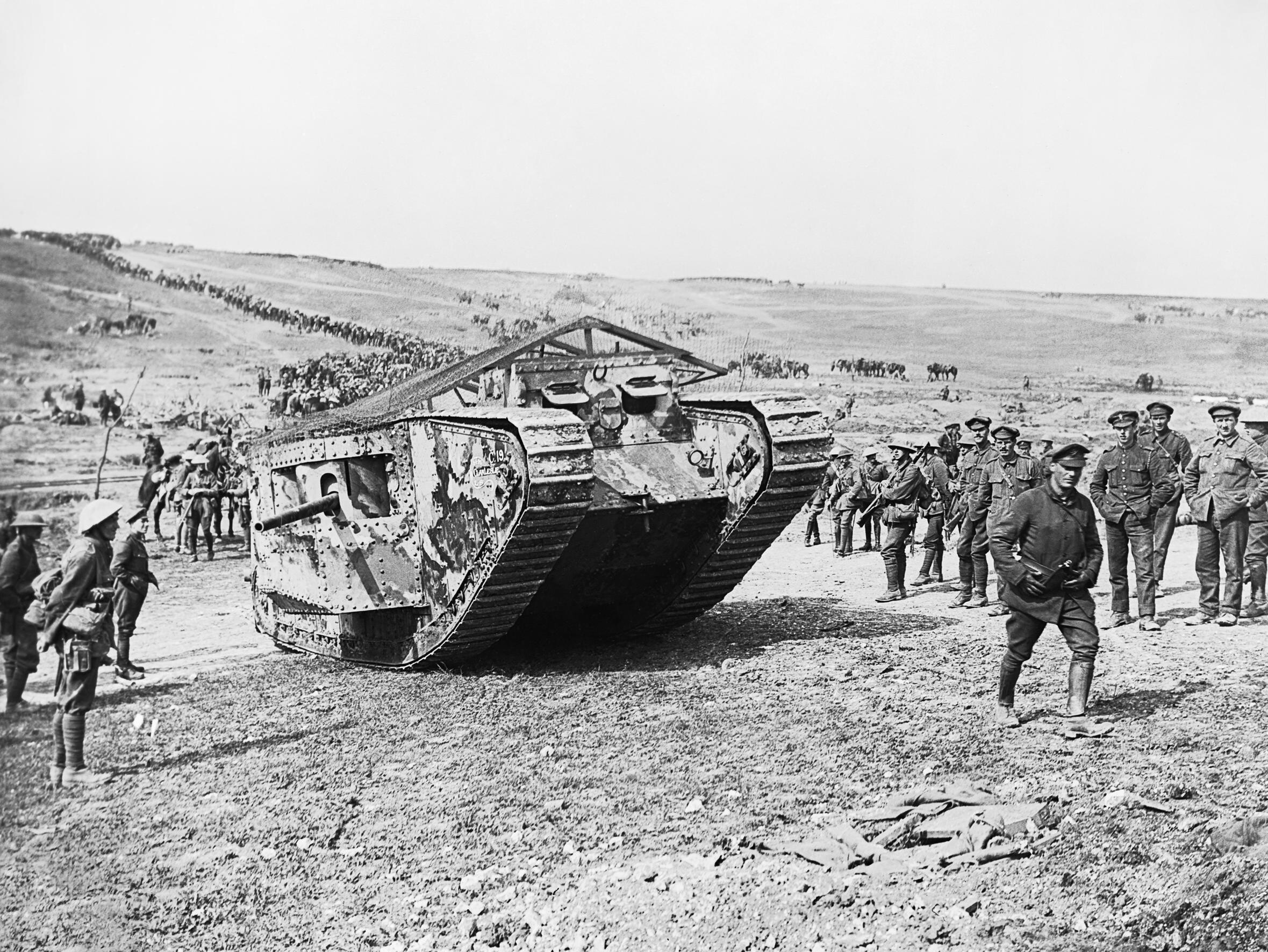
Carro de combate británico Mark I, el primer tanque de la historia, el 15 de septiembre de 1916 durante la batalla de Flers-Courcelette.

Los alemanes en cambio poseían cañones austríacos de hasta 305 y 420 mm e incluso al comienzo de la guerra tenían en sus arsenales morteros Minenwerfer, ideales para la guerra de trincheras. Las armas terrestres más poderosas utilizadas fueron los cañones ferroviarios, con un peso unitario de varias decenas de toneladas.
Junto con las trincheras, ametralladoras, reconocimiento aéreo y el alambre de espino, los británicos buscaron una solución al estancamiento con la creación de los primeros tanques y el inicio de la guerra acorazada. Con una fiabilidad mecánica escasa y con un diseño aún primitivo, los primeros carros de combate británicos demostraron no obstante su valor como arma, que se acabó convirtiendo con sucesivas mejoras en una herramienta decisiva para la victoria aliada. Las necesidades del conflicto también forzaron la introducción de armas como ametralladoras ligeras (especialmente la Lewis), subfusiles (el BAR, el MP18) o lanzallamas. En el plano logístico las trincheras obligaron a adaptar los ferrocarriles para poder asegurar los suministros, pero las mejoras en los motores de combustión interna y sistemas de tracción de automóviles y camiones finalmente los dejó obsoletos como medio de abastecimiento.
Gran parte de los combates se desarrollaron bajo la guerra de trincheras, donde cientos de personas morían por cada metro que su bando ganaba en el frente. Muchas de las más mortíferas batallas de la historia de la Humanidad ocurrieron durante la Primera Guerra Mundial, como la batalla de Ypres, Marne, Cambrai, Somme, Verdún o Galípoli. Los alemanes, debido al bloqueo naval británico que les privaba de víveres y material, emplearon el proceso de Haber para asegurar el suministro constante de pólvora a su ejército. En las trincheras, la artillería fue la responsable de la mayoría de víctimas mortales y su uso consumió grandes cantidades de explosivos. El gran número de bajas causadas por la explosión de granadas y la metralla forzaron a las naciones combatientes a desarrollar el moderno casco de acero; los franceses fueron los pioneros en introducirlo, con el casco Adrian en 1915, seguidos de los británicos con su casco Brodie y de los alemanes con su Stahlhelm en 1916, un diseño que con mejoras se sigue utilizando hoy en día.

#### Gas venenoso

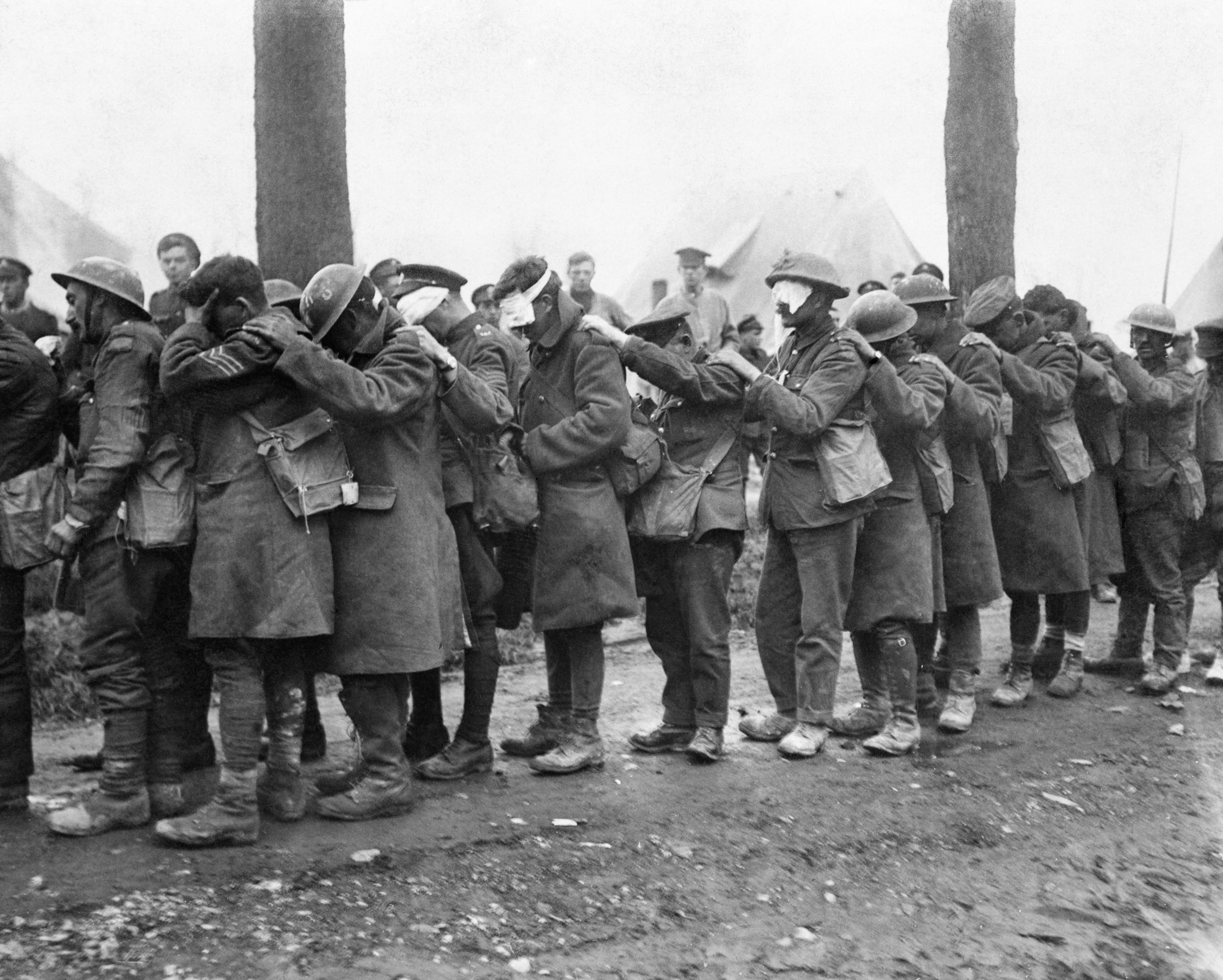
Soldados británicos en abril de 1918, cegados por un ataque de gas lacrimógeno, en fila a la espera de tratamiento.

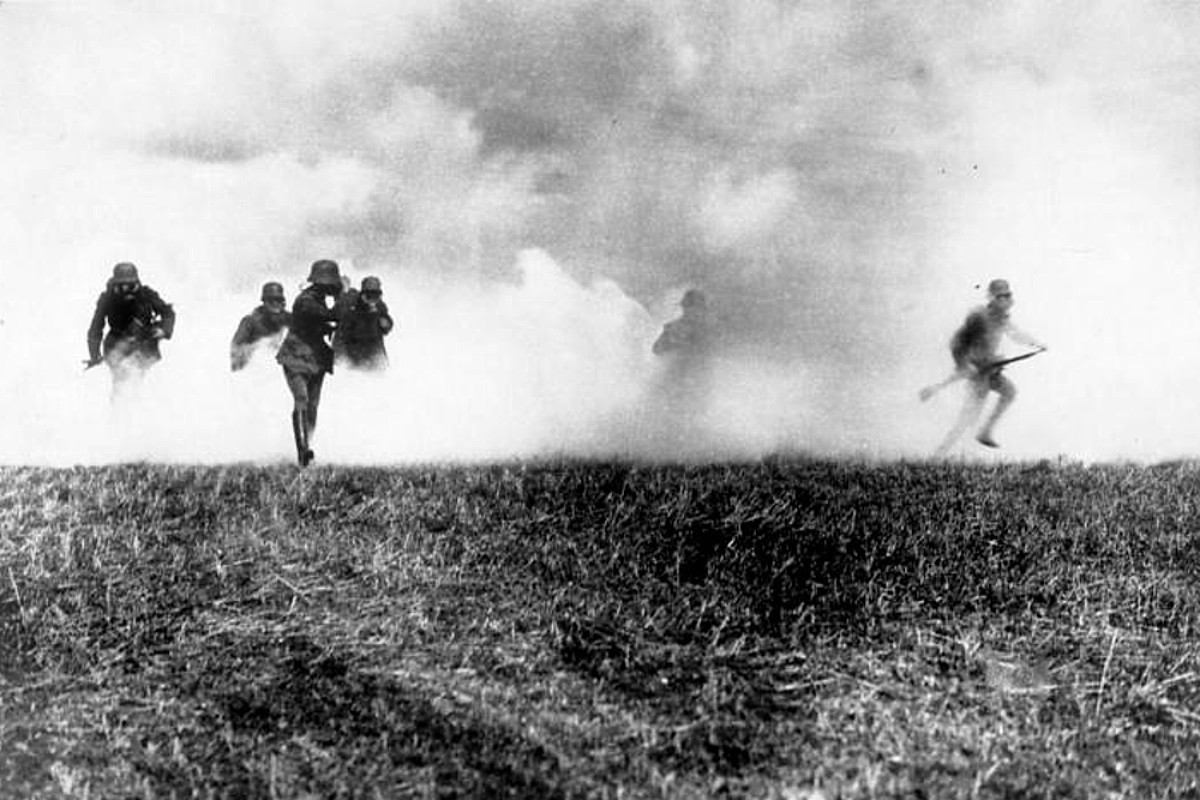
Soldados alemanes pertrechados con máscaras antigás en medio de un ataque de gas venenoso enemigo, probablemente en Flandes en 1916. Por la posición de los soldados y el fotógrafo, probablemente se trate de una retirada ante el ataque de gas y no de un avance.

Una característica que distinguió a este conflicto de cualquier otro fue el empleo masivo de la guerra química, a pesar de que su uso quedaba prohibido en las conferencias de La Haya de 1899 y 1907. La amplia gama de gases utilizados estuvo encabezado por el cloro, el gas mostaza y el fosgeno, aunque el rápido desarrollo de contramedidas eficaces, como las máscaras de gas, redujo su peligro y solo una mínima parte de las víctimas mortales (alrededor de un 3 %) fueron a consecuencia de estos agentes.
El primer uso con éxito de gas asfixiante como arma ocurrió durante la segunda batalla de Ypres (entre abril y mayo de 1915), cuando los alemanes utilizaron gas en varias ocasiones contra tropas británicas. Pronto su uso se extendió a todos los beligerantes más importantes y se estima que el uso de armas químicas produjo 1,3 millones de víctimas a lo largo de toda la guerra. Los británicos sufrieron más de 180 000 bajas por esta causa, se estima que hasta un tercio de las bajas estadounidenses podrían deberse al gas venenoso y el ejército ruso sufrió cerca de medio millón de bajas. Los efectos del gas no se limitaron a los combatientes, pues los civiles a menudo sufrían el riesgo de verse afectados, ya que los gases podían alcanzar las ciudades dependiendo de la dirección del viento y rara vez se avisaba a la población del peligro. Además de la ausencia de sistemas de alerta, los civiles tampoco solían tener máscaras de gas. Entre 100 000 y 260 000 víctimas civiles se debieron al uso de armas químicas y decenas de miles murieron años después a consecuencia de enfermedades pulmonares, cutáneas y cerebrales producto de los gases. A pesar de que muchos comandantes militares de ambos bandos conocían los efectos y el daño que podrían tener en civiles, su uso continuó a gran escala, por ejemplo el mariscal de campo británico Douglas Haig, escribió en su diario:

Mis oficiales y yo sabíamos que tales armas causaban daños a las mujeres y niños que vivían en los pueblos cercanos, ya que las fuertes rachas de viento eran comunes en el frente de batalla. Aunque, debido a que las armas estaban dirigidas contra el enemigo, ninguno de nosotros estábamos, en absoluto, demasiado preocupados por ello.

### Naval
Lo más destacable fue el gran despliegue realizado por Alemania de sus U-boote (submarinos) desde el comienzo de la guerra. Alternando entre la guerra submarina restringida y la guerra sin restricciones en el Atlántico, la Marina Imperial alemana los empleó con el objetivo de privar a las islas británicas de sus suministros vitales para continuar la guerra. Las muertes de marineros mercantes británicos y la aparente invulnerabilidad de los submarinos condujeron a la invención de contramedidas como las cargas de profundidad (1916), los hidrófonos (sonar pasivo, 1917), dirigibles, submarinos de ataque (HMS R-1, 1917), entre otros. Para ampliar sus operaciones oceánicas, los alemanes propusieron la creación de «submarinos de suministro» en 1916. Con el fin de la guerra, los avances y soluciones de ambos bandos quedarían olvidados en el periodo de entreguerras y no resurgirían hasta que el comienzo de la Segunda Guerra Mundial trajo de nuevo la necesidad.

### Aviación

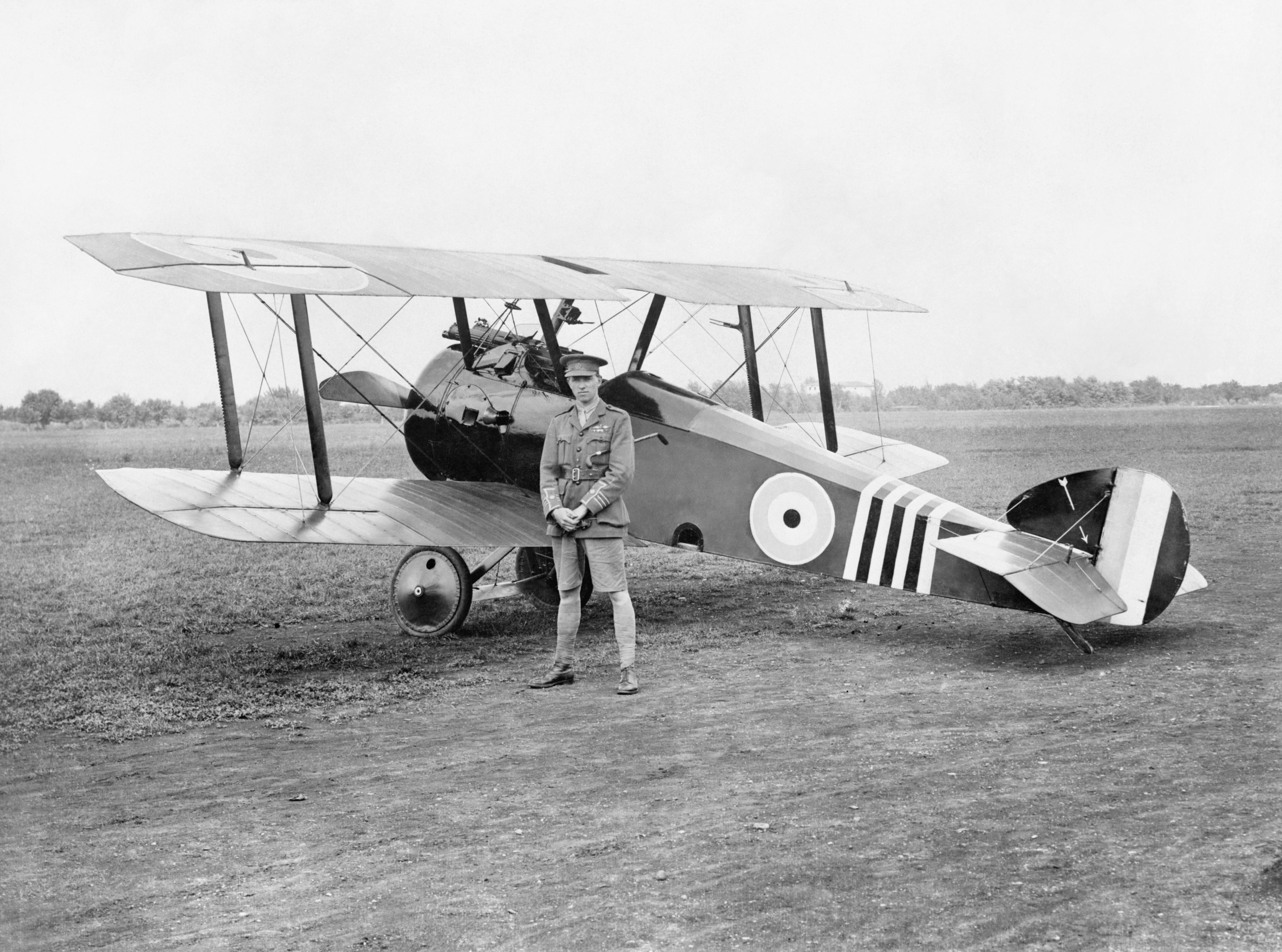
Caza monoplaza Sopwith Camel de la RAF en 1918, fotografiado junto a su piloto William George Barker. En abril de 1917, la esperanza de vida media de un piloto británico en el frente occidental era de solo 93 horas de vuelo.

Las aeronaves de ala fija fueron utilizadas con fines militares por primera vez por los italianos en Libia el 23 de octubre de 1911, durante la guerra turco-italiana, para el reconocimiento y pronto los usos se extendieron a la fotografía aérea y al lanzamiento de granadas, así pues, en 1914 su utilidad militar estaba demostrada. Utilizados en los comienzos de la guerra para el reconocimiento y ataques a tierra, pronto se desarrollaron cañones antiaéreos y aviones de combate para derribar a los aeroplanos enemigos. A continuación llegaron los bombarderos estratégicos, empleados principalmente por británicos y alemanes, aunque estos últimos utilizaron también zepelines. El primer portaaviones de la historia, el HMS Furious, que en un principio iba a ser un crucero de batalla, se botó también durante la guerra y con sus biplanos monoplazas Sopwith Camel protagonizó la incursión de Tønder de 1918, una escaramuza para intentar destruir los hangares de los zeppelines alemanes.
Los globos de observación tripulados se utilizaron para sobrevolar las trincheras y así servir de plataformas de reconocimiento que espiasen los movimientos enemigos y guiasen a la artillería. Su tripulación estaba a menudo compuesta por dos personas, equipados con paracaídas, de modo que ante un ataque aéreo enemigo pudieran volver a tierra con seguridad, sin embargo las limitaciones técnicas de los paracaídas de entonces (eran demasiado pesados) imposibilitaron que los pilotos de los aviones los usaran y versiones adaptadas para ello no se desarrollaron hasta el final de la guerra, no sin antes toparse con la oposición, en el caso de los aliados, de los dirigentes británicos, que temían que los pilotos se volvieran más cobardes. Por el valor que llegaron a adquirir como fuente de información, los globos eran blancos habituales de aviones enemigos; para defenderse de los ataques, estaban fuertemente protegidos por cañones antiaéreos y eran escoltados por aviones aliados. Por tanto, los globos y los intentos de los aviones por derribarlos fueron el comienzo de los combates aire-aire entre los diversos tipos de aeronaves, aunque también al estancamiento de la guerra de trincheras, ya que se llegó a la situación de que no podían moverse grandes contingentes de tropas sin que estas fueran detectadas desde el aire. Los alemanes bombardearon el Reino Unido con sus dirigibles en 1915 y 1916, con la esperanza de dañar la moral británica y desviar a los aviones del frente, estrategia que funcionó, ya que el pánico por los bombardeos provocó el traslado de varios escuadrones destacados en Francia.

## Aspectos económicos

### Economía de guerra e intervención del Estado

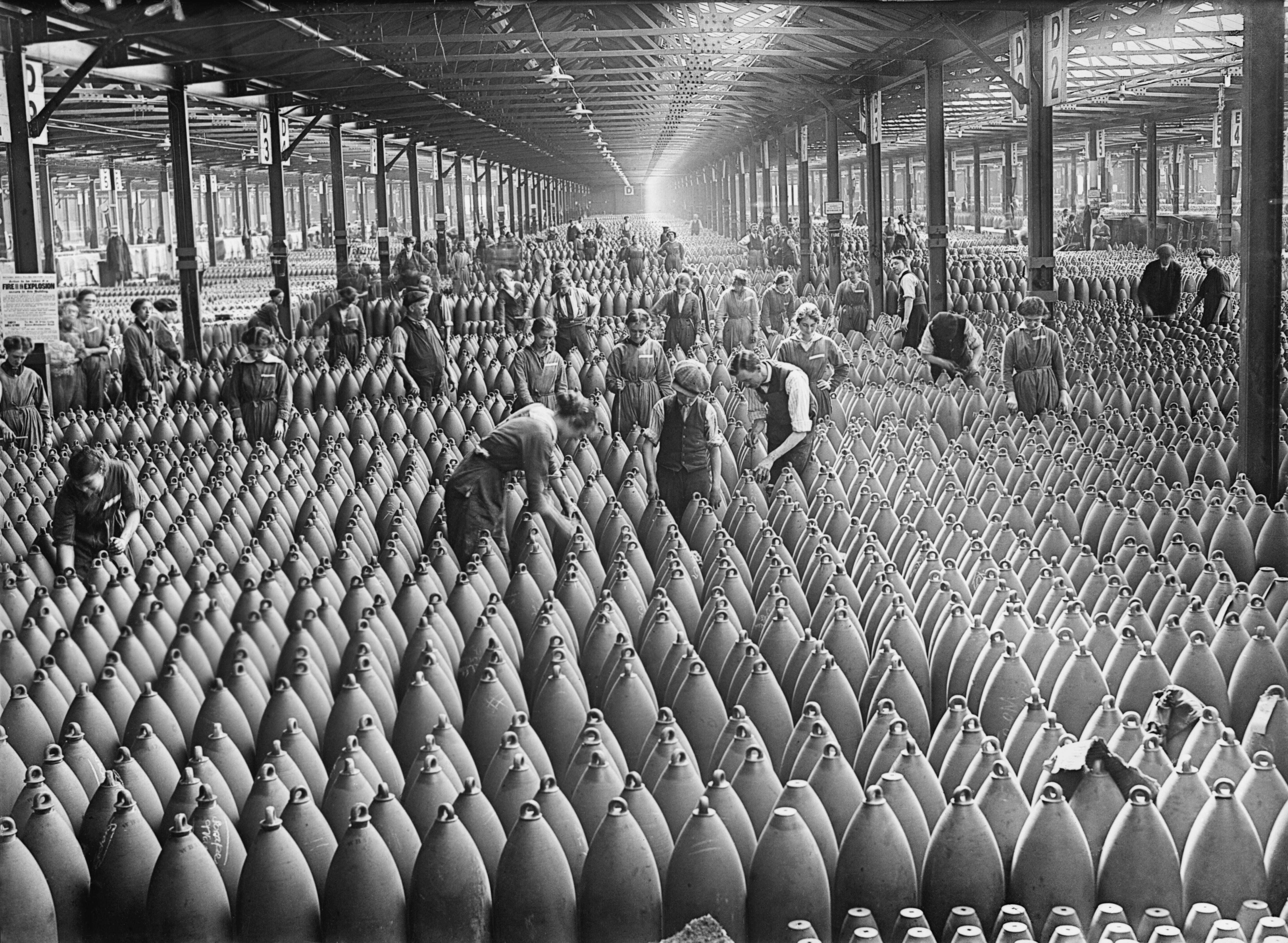
Un gran almacén de municiones, donde trabajaban tanto hombres como mujeres en Chiswell, Inglaterra, en julio de 1917.

La economía de guerra significó a grandes rasgos la modificación de todos los hábitos individualistas y concepciones económicas liberales que habían caracterizado la Belle Époque previa al conflicto, que se mostraron fracasadas como forma de administrar la economía en tiempos de guerra. Sin embargo, la transición no fue sencilla, y cada gobierno debió improvisar medidas radicales y someter a la iniciativa privada y sus intereses, al tiempo que tomó el control de la economía nacional para asegurar el suministro de equipos a los ejércitos. La participación del Estado en la economía nacional, que hasta entonces había sido muy moderada en la mayoría de países, aumentó considerablemente, y durante la guerra los gobiernos de Alemania y Francia superaron el 50 % del PIB, un nivel al que a punto estuvo de llegar Gran Bretaña. El Imperio británico sacó provecho de sus grandes inversiones en los ferrocarriles estadounidenses, la posición de la libra esterlina como moneda de cambio internacional por excelencia, sus cuantiosas reservas de oro y su dominio del comercio en todo el mundo, que junto a préstamos procedentes en gran medida de Wall Street, le permitió pagar sus compras a Estados Unidos y sostener los gastos de sus principales aliados. El presidente Wilson, a punto estuvo de cortar el flujo de crédito a finales de 1916, pero finalmente permitió una expansión crediticia del gobierno estadounidense a sus aliados, igualmente la mayoría de potencias estuvo a punto de declarar la bancarrota en alguna ocasión durante la guerra.

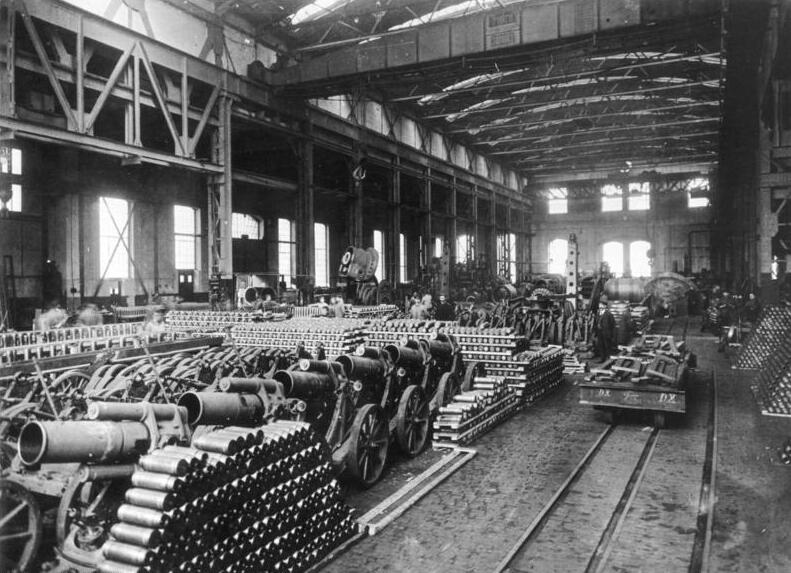
Fábrica alemana de morteros Minenwerfer y munición de gran calibre en algún momento entre 1916 y 1918.

Dado que los países habían planificado una guerra corta de apenas unas semanas o meses, todas las grandes potencias, a excepción de Rusia, sufrieron una falta crónica de armas y municiones desde septiembre de 1914, que tardó largo tiempo en solucionarse. Francia fue la gran potencia más afectada, pues la ocupación alemana del norte del país le privó del 40 % de su carbón, del 90 % de su hierro y del 76 % de sus altos hornos, con lo que no pudo poner fin a la escasez de munición hasta abril de 1916. En esta carrera Alemania, primera potencia del continente, dispuso de gran ventaja sobre sus rivales, pues su rápida preparación económica del conflicto le permitió elevar su producción enseguida, basta decir que en 1917 Alemania fabricaba mensualmente 2000 cañones y 9000 ametralladoras, cuando en 1913 fabricaba 200. Si bien Rusia no afrontó problemas iniciales, hasta noviembre de 1915 no consiguió satisfacer la demanda de armas pesadas y hasta 1917 la dotación reglamentaria de armas ligeras, por lo que debió multiplicar la compra de fusiles, cañones y municiones a Estados Unidos y Japón e incrementar su producción. A las consecuencias macroeconómicas, le siguieron las microeconómicas: el trabajo en las familias se alteró por la salida al frente de muchos hombres. Con la muerte o ausencia del hasta entonces proveedor de ingresos de las familias, las mujeres se vieron obligadas a entrar en la fuerza laboral en un número sin precedentes. De igual forma, la industria necesitaba reemplazos por los obreros enviados como soldados a la guerra; esto ayudó notablemente a la obtención del derecho al voto femenino. Sin embargo esto no bastó y todas las naciones enrolaron trabajadores traídos de sus colonias, prisioneros de guerra o especialistas repatriados del frente para el esfuerzo bélico. Alemania fue el único país que llegó al extremo de recurrir al trabajo obligatorio, además deportó a unos dos millones de trabajadores extranjeros procedentes de los países que ocupaba, dándose la paradoja de que, a principios de 1918, Alemania producía tanto equipo bélico que faltaban soldados para utilizarlo.
El Estado también debió procurar alimentar a la población que sostenía el esfuerzo de guerra; el reclutamiento de millones de hombres precipitó la caída de la producción de alimentos en todas las naciones beligerantes y el abastecimiento quedó en riesgo. Una vez más, Alemania se adelantó al resto y desde noviembre de 1914 racionó el consumo de productos básicos como pan o patatas, que más tarde amplió a las carnes y grasas. Por primera vez en la historia, 67 millones de habitantes quedaron sometidos a un régimen de cartillas de racionamiento que les aseguraban unas cantidades de comida progresivamente menores según avanzaba el conflicto. Reino Unido no tomó medidas tan drásticas, pero estableció un severo control de las importaciones que en ocasiones se convirtió en un verdadero monopolio, fijó precios e invirtió muchos esfuerzos en aumentar la producción de productos clave como el trigo y la patata, con lo que el Estado acabó controlando el 94 % de los alimentos que se consumían en todo el país. Sin embargo, Reino Unido acabó imponiendo el racionamiento, tras soslayarlo en varias ocasiones, a principios de 1918, con lo que limitó el consumo de carne, azúcar, grasas (mantequilla y margarina), pero no el de pan; el nuevo sistema funcionó sin problemas. También creció la afiliación sindical y solo en Gran Bretaña el número de trabajadores sindicados se duplicó, de algo más de cuatro millones en 1914 a más de ocho millones en 1918.
El Imperio británico volvió la vista a sus colonias para la obtención de aquellos materiales de guerra esenciales, cuyo suministro tradicional se había visto enormemente dificultado con la guerra. A geólogos como Albert Ernest Kitson se les encomendó la búsqueda de nuevos recursos y minerales preciosos en las colonias africanas. El propio Kitson descubrió importantes yacimientos de manganeso en Costa de Oro, que serían utilizados para la fabricación de municiones.

#### Empeoramiento del frente interior

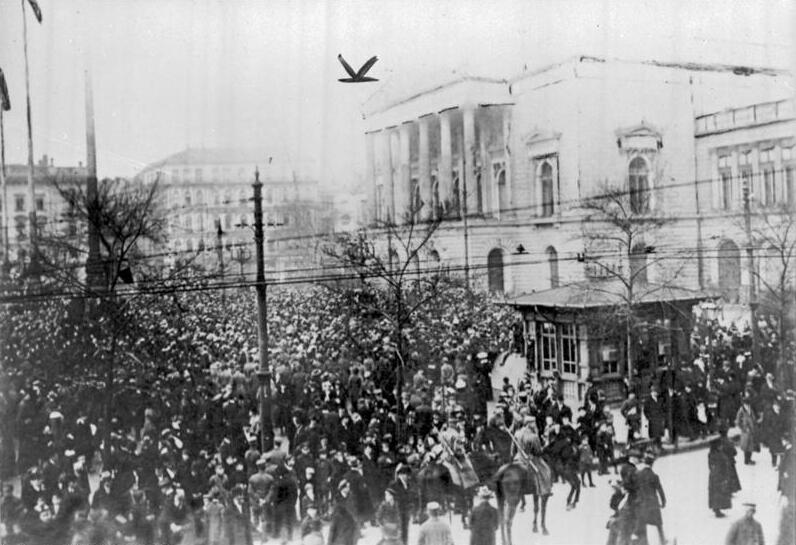
Manifestación de obreros y soldados en Leipzig el 10 de noviembre de 1918, en plena huelga general para hacerse con el poder político, durante la revolución de noviembre.

Tras años de racionamiento, la mortalidad de la población civil en Alemania comenzó a aumentar notablemente: al ascenso del 14 % de 1916 se sumó un incremento del 37 % en 1918. Pero estas penurias no fueron exclusivas de Alemania, pues las situaciones de racionamiento afectaron al Imperio otomano, Francia y Austria-Hungría, este último país afrontó una situación especialmente grave y regiones enteras de Austria se vieron sumidas en la hambruna. Llegados a este punto, la penosa situación de gran parte de la población, los millones de muertes en el frente, las evidentes y crecientes divergencias económicas y la restricción de derechos y libertades en todos los países beligerantes crearon un sentimiento general de hartazgo y oposición. Si a raíz, en parte, de lo antes mencionado, se produjeron en Rusia los episodios revolucionarios de 1917, los movimientos opositores en los demás países siguieron su ejemplo y en Alemania, Francia, Reino Unido, Italia y Austria-Hungría se vivieron virulentas huelgas, motines y rebeliones. Ya en 1917 los motines en el ejército francés amenazaron con derrumbar el frente y en 1918 cientos de miles de soldados austrohúngaros y otomanos desertan. La situación se volvió especialmente dura en Alemania, donde una sucesión de motines, rebeliones militares y huelgas acabaron colapsando el frente interior en apenas semanas. Las penurias económicas acrecentaron el clima de revolución social en los últimos compases de la guerra y en la posguerra, sin embargo, las clases dirigentes (en ocasiones con ayuda de sus antiguos países enemigos) consiguieron restablecer su autoridad en todos los países donde esta se había puesto en duda, solo en la Rusia soviética sus antiguos dirigentes no lograron recuperar su poder.

### Consecuencias económicas
Uno de los efectos más notables a largo plazo de esta guerra fue la gran ampliación de los poderes y responsabilidades gubernamentales en Francia, Estados Unidos y Reino Unido, con el fin de aprovechar todo el potencial de la nación, con la creación de nuevas instituciones y ministerios. Se crearon nuevos impuestos y se promulgaron nuevas leyes, todas ellas diseñadas para reforzar el esfuerzo bélico, algunas de las cuales han perdurado hasta nuestros días. Del mismo modo, la guerra puso a prueba la maquinaria estatal de administraciones vistas como burocráticas y arcaicas, como era el caso de Alemania y Austria-Hungría. Durante la guerra, el producto interno bruto (PIB) aumentó en tres países aliados: Reino Unido, Italia y los Estados Unidos, pero disminuyó en Francia, Rusia, los Países Bajos (un país neutral) y en las Potencias Centrales. La contracción del PIB en Alemania, Rusia, Francia y el Imperio Otomano osciló entre un 30 y un dramático 40 %.
A partir de 1919, Estados Unidos exigió a Reino Unido la devolución de los préstamos, que procedían en parte de las reparaciones de guerra alemanas, que a su vez podían pagar por préstamos estadounidenses a Alemania. Este sistema circular se derrumbó en 1931 y los pagos pendientes dejaron de reembolsarse; por entonces, en 1934, Reino Unido aún debía a Estados Unidos 4400 millones de dólares, dinero que nunca pagó.
La Primera Guerra Mundial también produjo un desequilibrio en el número de habitantes por género, dándose un número de mujeres mucho más elevado que el de hombres. Casi un millón de hombres británicos murieron en la guerra, lo que aumentó la brecha de género en ese país de cerca de 670 000 a 1 700 000 mujeres más que de hombres. El número de mujeres solteras que buscaban independencia económica también creció de forma espectacular, sin embargo, la desmovilización y el declive económico de la posguerra causó altas tasas de desempleo, y aunque la guerra había aumentado el número de mujeres trabajadoras, el regreso a sus países de los soldados desmovilizados, muchos de ellos trabajadores antes de la contienda, y el cierre de muchas fábricas, provocaron un descenso en el empleo femenino.

## Consecuencias de la guerra
El estallido de la Primera Guerra Mundial, en 1914, aún parece marcar el fin de una era y el comienzo de otra.
The Origins of the First World War, 1992.

Las secuelas más visibles de la guerra fueron la desaparición de cuatro imperios: el alemán, el austrohúngaro, el ruso y el otomano. Numerosas naciones recuperaron su independencia y otras nuevas se crearon. Cuatro dinastías, y con ellas sus aristocracias, cayeron como consecuencia directa de la guerra: los Romanov, los Osmanlí, los Hohenzollern y los Habsburgo.

### Pérdidas humanas

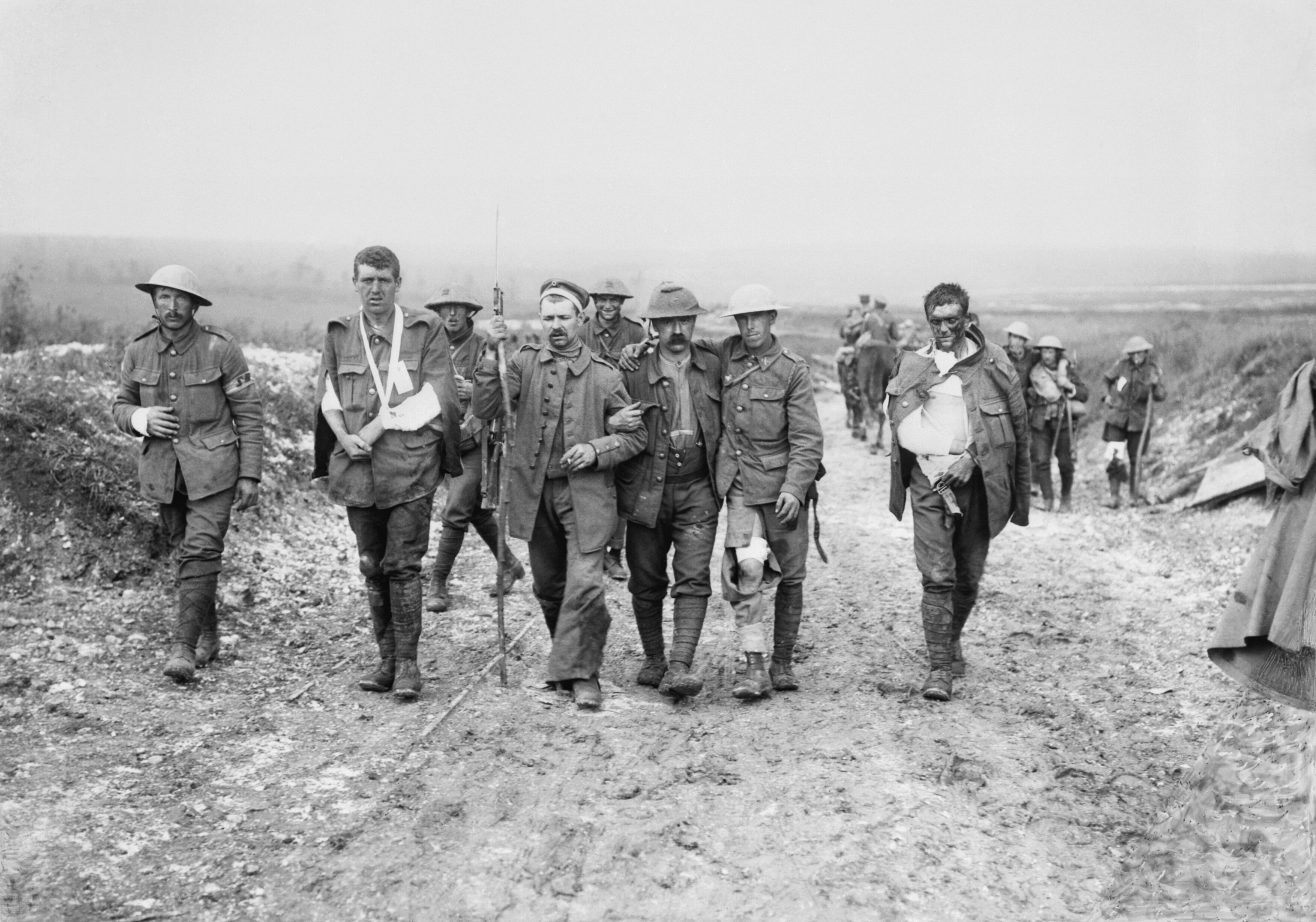
Un prisionero alemán y soldados británicos heridos en julio de 1916, durante la batalla del Somme.

Reparto de los muertos de la guerra: militares de la Entente (azul oscuro), civiles de la Entente (azul claro), militares de las Potencias Centrales (naranja), civiles de las Potencias Centrales (marrón).

La Primera Guerra Mundial dejó entre nueve y diez millones de muertos y unos veinte millones de soldados heridos. De forma adicional, se estima que las víctimas civiles ascendieron a más de siete millones. El Reich alemán movilizó a unos 11 millones de hombres, de los cuales unos 1,77 millones murieron. Francia movilizó a 7,8 millones de hombres, de los que 1,4 millones murieron, y 3,2 millones resultaron heridos. El Imperio ruso reclutó a 12 millones de hombres para el servicio militar, 1,85 millones perecieron. De los más de 8 millones de franceses que combatieron, 1,3 millones (el 16 %) no sobrevivieron a la guerra, mientras que de Reino Unido murieron 850 000 soldados. Austria-Hungría perdió a 1,5 millones de soldados de los 7,8 millones que reclutó (un 19 %) e Italia perdió a 700 000 de sus más de 5 millones de hombres. Las mayores pérdidas, en proporción, las sufrieron Rumanía, Montenegro y Serbia: de los 700 000 soldados movilizados por Serbia, 130 000 murieron y en total Serbia perdió al 11 % de su población (unas 540 000 personas fallecidas); aún peor fueron las cifras de Montenegro, país que perdió al 16 % de su población.
La guerra dejó una brecha social dramática en la demografía de países como Alemania, Francia, Serbia, Montenegro y Turquía, que produjo un malestar social permanente, especialmente en los miles de huérfanos y viudas que generó.
Millones de heridos sufrieron desfiguraciones, amputaciones y numerosas discapacidades permanentes que les impedían llevar una vida civil normal, en una sociedad donde no existían prótesis modernas y médicos profesionales para la rehabilitación. Un sinnúmero de veteranos de guerra murieron después de la guerra a consecuencia de las heridas sufridas o a bajas edades por enfermedades contraídas en el frente. Entre los heridos se encontraban numerosos objetores de conciencia que se habían negado a participar en la guerra y que a menudo, a pesar de no tener ninguna patología, habían sido condenados a prisión o internados en centros psiquiátricos para evitar «que hicieran decaer la moral de las tropas». El bloqueo naval contra las Potencias Centrales hizo que, según un estudio de la Sociedad de Naciones de 1928, perecieran por hambre 424 000 alemanes (con estimaciones que sugieren hasta 733 000 muertos) en el invierno de 1916 a 1917 —llamado Steckrübenwinter—. En el contexto de la Primera Guerra Mundial, también se cometió, por parte del Imperio Otomano, el genocidio armenio, con cientos de miles de víctimas.

### Costes y destrucción
Zonas como Bélgica, Serbia y el norte de Francia (en la llamada zona roja) fueron especialmente dañadas y en gran medida destruidas. El coste de la reconstrucción se estimó en más de 100 000 millones de francos. La esperanza de los vencedores sobre la capacidad de refinanciar los costes de la guerra a través de las reparaciones aportadas por los vencidos resultó ser una ilusión irrealizable. Reino Unido pasó de ser el mayor acreedor del mundo a convertirse en una de las naciones más endeudadas, mientras que la guerra significó para Alemania una gigantesca inflación. Europa había perdido su hegemonía mundial y había dejado paso a naciones como Estados Unidos, nuevo acreedor de los países europeos.
El pacto económico de 1916 y la Conferencia de Paz de 1919, celebrados en París, impusieron el bloqueo económico a Alemania y las posteriores reparaciones de guerra. Los gastos totales directos de la misma ascendieron a 956 000 millones de marcos oro, 208 000 millones atribuidos al Imperio Británico, 194 000 millones a Alemania, 134 000 millones a Francia, 129 000 millones a Estados Unidos, 106 000 millones a Rusia, 99 000 millones a Austria-Hungría y 63 000 millones a Italia. La mayor parte de estos gastos se sufragaron con bonos de guerra y la impresión de papel moneda, a excepción de Reino Unido. Solo en Alemania, el gasto bélico diario ascendía en 1916 a entre 60 y 70 millones de marcos, gasto que aumentó significativamente a consecuencia del Programa Hindenburg. Solo una pequeña proporción de estos gastos se financiaron con ingresos fiscales, y aproximadamente el 87 % de los gastos se sufragaron con bonos, deuda y emisiones, lo que disparó la deuda nacional hasta los 145 000 millones de marcos. Por su parte, el historiador económico Rondo Cameron estimó los gastos directos de la guerra en entre 180 000 y 230 000 millones de dólares (PPA de 1914) y unos costos indirectos, consecuencia de los daños a propiedades, de al menos 150 000 millones de dólares.

### Tratados de paz

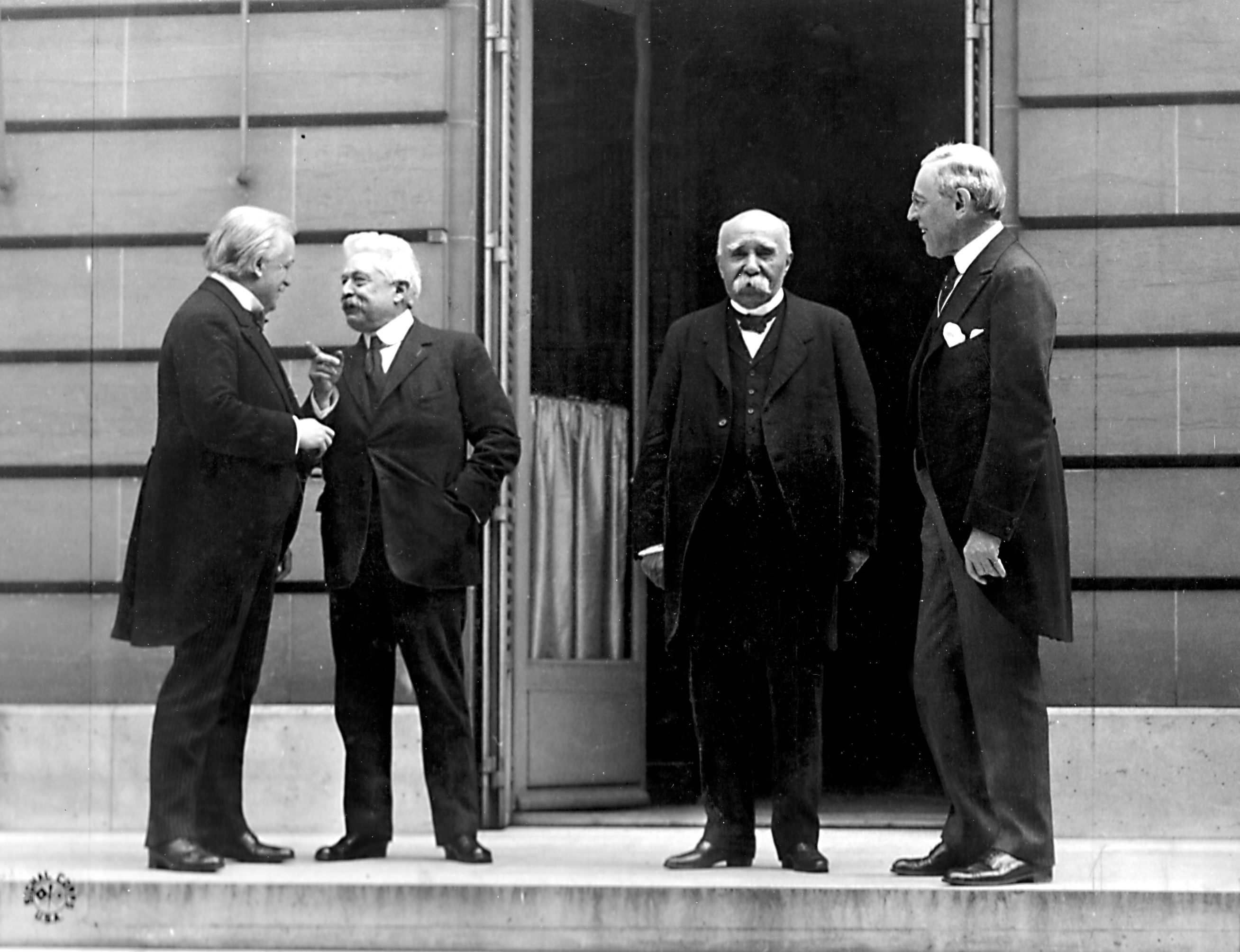
Conferencia de Paz de París, donde se puede ver, de izquierda a derecha, a David Lloyd George (primer ministro de Reino Unido), Vittorio Emanuele Orlando (primer ministro de Italia), Georges Clemenceau (jefe de Gobierno de Francia) y Woodrow Wilson (presidente de Estados Unidos), el 27 de mayo de 1919.

Disgregación de Austria-Hungría en múltiples países tras la guerra.

Los acuerdos de paz se firmaron progresivamente entre 1919 y 1920. El 18 de enero de 1919, comenzó la Conferencia de Paz de París, un día no escogido al azar, pues el 18 de enero de 1871 se había fundado el Imperio alemán. Las negociaciones fueron en su mayor parte secretas y tanto Rusia como los países vencidos fueron excluidos de las conversaciones. Solo a partir del 24 de marzo de 1919 comenzaron los intercambios escritos con los vencidos, a través de los «cuatro grandes» o Consejo de los Cuatro, que reunía a los líderes de las cuatro potencias vencedoras: Francia, Reino Unido, Italia y los Estados Unidos. El proyecto de acuerdo formalizado con el tratado de Versalles fue dado a los representantes de Alemania el 7 de mayo de 1919, el día del cuarto aniversario del hundimiento del RMS Lusitania, y firmado el 28 de junio de 1919, quinto aniversario del asesinato del archiduque Francisco Fernando.
Alemania y sus aliados tuvieron que «reconocer su responsabilidad por haber causado todos los daños y perjuicios a la que los aliados y los gobiernos asociados y sus ciudadanos han sido sometidos como consecuencia de la guerra impuesta sobre ellos por la agresión de Alemania y sus aliados». Esta declaración se incluía en el artículo 231 del tratado de Versalles. Este artículo se hizo especialmente conocido por ser una cláusula que culpaba directamente a Alemania del comienzo de la guerra, algo que los alemanes vieron con resentimiento y como un acto de humillación. El tratado también limitaba su ejército a 100 000 hombres y 4000 oficiales, su armada fue requisada (y posteriormente hundida en gran parte por sus propios tripulantes) y se le prohibió la tenencia, fabricación, importación o exportación de artillería pesada, carros de combate, aviación y submarinos. A todo ello se añadieron las costosas reparaciones de guerra; el tratado de Versalles estipuló en un primer momento que Alemania debía pagar 20 000 millones de marcos oro y la manutención de las tropas aliadas que ocupasen su territorio desde la firma del armisticio hasta los primeros cuatro meses de 1921. Más adelante, la Comisión de Reparaciones estableció que Alemania debía pagar 226 000 millones de marcos oro, aunque más tarde, en abril de 1921, esa cantidad se redujo a 132 000 millones de marcos oro, que se deberían pagar a razón de 2000 millones de marcos oro anuales más el 26 % de los ingresos por exportación alemanes (aproximadamente otros 1000 millones de marcos oro). En un primer momento, todas las potencias derrotadas debían pagar reparaciones, pero al ser Alemania la mayor potencia y único país que había mantenido su economía a salvo de la destrucción, debió asumir la gran mayoría de costes, pero arruinada, no pudo hacer frente a los pagos en numerosas ocasiones y entre 1919 y 1932 apenas pudo pagar 21 000 millones. De igual forma, una parte importante de su producción debía ser entregada a las potencias vencedoras y durante años estuvo enviando decenas de millones de toneladas de carbón en compensación por las minas destruidas, además de un considerable número de productos agrícolas, ganaderos e industriales. Alemania terminó de pagar estas reparaciones de guerra en el año 2010.

Territorios perdidos por Alemania en Europa, en blanco los que pasaron a otros países y en verde los administrados por la Sociedad de Naciones.

Alemania perdió 70 570 kilómetros cuadrados de territorio en el continente y los 7,3 millones de habitantes que los habitaban, además de todo su imperio colonial, y debió acordar la desmilitarización de Renania y la ocupación del lado izquierdo del Rin. El tratado colocó a Alemania bajo sanciones legales, se la privó de su poder militar y económico y acabó arruinada y políticamente humillada. Para los historiadores el tratado, la guerra y su memoria, marcaron la política alemana de las décadas de 1920 y 1930 y los intentos de revisionismo histórico y el clima de inestabilidad que vivió la República de Weimar. Mientras tanto, las nuevas naciones independizadas o que se libraban de la ocupación alemana sufrida durante la guerra vieron el tratado como un reconocimiento a las injusticias cometidas por las principales potencias contra pequeños países.
Los tratados con Austria (tratado de Saint-Germain-en-Laye), Hungría (tratado de Trianón), Bulgaria (tratado de Neuilly-sur-Seine) y el Imperio otomano (tratado de Sèvres) siguieron en gran medida la misma línea que el tratado de Versalles: no se permitió a los vencidos conocer los términos del tratado hasta el momento en que debían firmarlo, se los excluyó con carácter provisional de la Sociedad de Naciones, se limitó sus ejércitos y su territorio y se les exigieron reparaciones de guerra. Hungría fue, en términos relativos, la nación que más pérdidas territoriales sufrió (apenas retuvo un 32 % de su territorio anterior, a pesar de que los húngaros representaban el 54 % de la población) y 3,3 millones de húngaros quedaron atrapados en territorio extranjero, de los cuales 354 000 huirían entre 1920 y 1924; Austria quedó reducida a una pequeña república. El rechazo del Senado de Estados Unidos a ratificar el Tratado de Versalles y la entrada de su país en la Sociedad de Naciones acabó con un tratado bilateral entre Estados Unidos y Alemania en 1921. El acuerdo con Turquía no entró nunca en vigor, debido al triunfo del movimiento revolucionario de Mustafa Kemal Atatürk en la guerra de Independencia turca, que concluyó con el reconocimiento de la nueva República de Turquía y la celebración del Tratado de Lausana, mucho menos estricto que el de Sèvres.

### Identidades y cambios en las fronteras nacionales

Mapa político de Europa en 1923, tras el final de la Primera Guerra Mundial y la firma de los tratados de paz.

Reparto de los territorios del desaparecido Imperio otomano entre Turquía (marrón), Reino Unido (rosa) y Francia (azul). El Hiyaz (naranja) fue conquistado a los sublevados de la rebelión árabe por los saudíes en 1924.

Polonia volvió a constituirse como un país independiente tras más de un siglo de dominación. El Reino de Serbia y su dinastía gobernante, que durante la guerra había sido una «nación menor» aliada y el país con la mayor proporción de víctimas, se convirtió en la espina dorsal del Reino de los Serbios, Croatas y Eslovenos, un nuevo Estado multinacional que en 1929 se rebautizó como Reino de Yugoslavia. Checoslovaquia también fue una de las nuevas naciones surgidas en la posguerra, creada a partir de la fusión del Reino de Bohemia con territorios del Reino de Hungría. El antiguo Imperio ruso, tras la revolución y su conversión en un Estado socialista, pasó a llamarse Unión de Repúblicas Socialistas Soviéticas (URSS) o simplemente Unión Soviética, aunque perdió Finlandia, Estonia, Lituania y Letonia, que se convirtieron en países independientes. El Imperio otomano fue reemplazado por Turquía y otros países de Oriente Medio, que pasaron a estar bajo dominación francesa y británica. Estas nuevas adquisiciones de las potencias coloniales se constituyeron en el Mandato francés de Siria, en el Mandato británico de Mesopotamia (Irak) y en el Mandato británico de Palestina, todos ellos bajo la supervisión de la Sociedad de Naciones. Con la liquidación del imperio colonial alemán, las colonias alemanas pasaron a ser administradas, también bajo mandatos, por las naciones vencedoras: Francia y el Imperio británico se repartieron la práctica totalidad de las posesiones alemanas en África, mientras que Australia, Japón y Nueva Zelanda hicieron lo propio con las islas alemanas del Pacífico. Los imperios y esferas de influencia de británicos y franceses llegaron tras el fin de la Primera Guerra Mundial a su máxima extensión histórica, aunque esta resultó efímera.
En los territorios de ultramar del Imperio británico se desataron nuevas formas de nacionalismo: en Australia y Nueva Zelanda, la batalla de Galípoli fue conocida como el «bautismo de fuego» de estas naciones. Fue la primera gran guerra donde estos países de reciente creación lucharon; de la misma forma, fue una de las primeras veces en que las tropas australianas lucharon como australianos y no como sujetos de la Corona británica. Cada 25 de abril se celebra en Australia y Nueva Zelanda el Día ANZAC, en conmemoración de los Australian and New Zealand Army Corps (ANZAC), una fuerza conjunta que combatió en Galípoli. Tras la batalla de Vimy Ridge (parte de la batalla de Arrás) de 1917, donde las divisiones canadienses lucharon juntas por primera vez como un solo ejército, los canadienses empezaron a referirse a su país como «una nación forjada en el fuego»; así, por primera vez los soldados de un dominio colonial habían conseguido en el campo de batalla lo que soldados de «su país de origen» no habían logrado. Cuando Reino Unido declaró la guerra en 1914, todos sus dominios pasaron a estar automáticamente en guerra, sin embargo, al concluir esta, Canadá, Australia, Nueva Zelanda y Sudáfrica firmaron de forma individual el Tratado de Versalles.
El establecimiento del actual Estado de Israel y las raíces del largo conflicto israelí-palestino se encuentran parcialmente en la inestabilidad en Oriente Medio que siguió al término de la Primera Guerra Mundial. Antes y durante la guerra, el Imperio otomano había mantenido un modesto nivel de paz y estabilidad en la región, sin embargo tras el desmantelamiento del gobierno otomano, se produjeron vacíos de poder, conflictos y reclamaciones sobre estos territorios y nuevas naciones emergieron. Las fronteras políticas trazadas por los vencedores se impusieron de forma rápida y con escasas y superficiales consultas a la población local, en ocasiones se trazaron directamente y con líneas rectas sobre el mapa. Estas arbitrariedades darían lugar a conflictos y luchas por la identidad nacional durante todo el siglo XX que continúan en el XXI. La disolución del Imperio otomano fue por tanto fundamental para la configuración política moderna de Oriente Medio, incluido el conflicto árabe-israelí, pero también lo fue para otros conflictos menos conocidos como el control del agua o de los recursos naturales.
Esto, produjo la victoria del Nazismo en Alemania (República de Weimar en ese entonces) de la mano de Adolf Hitler en 1933 y un golpe de Estado en Italia de la mano de Benito Mussolini en 1923.
Lo que llevó en el 1939 a la Segunda Guerra Mundial, una guerra mucho más sangrienta.

### Efectos sobre la salud

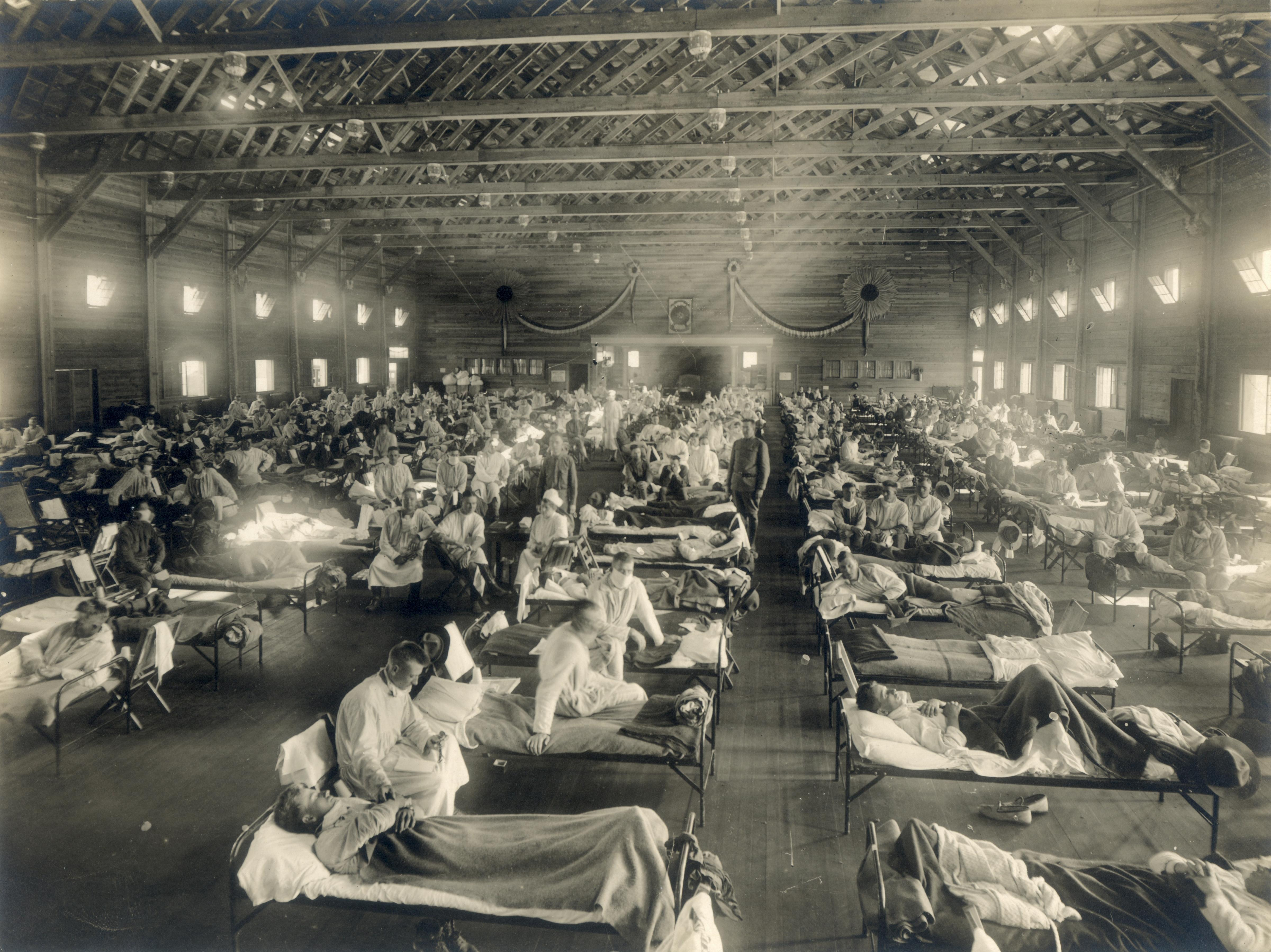
Un hospital en Kansas (Estados Unidos) durante la epidemia de gripe española de 1918.

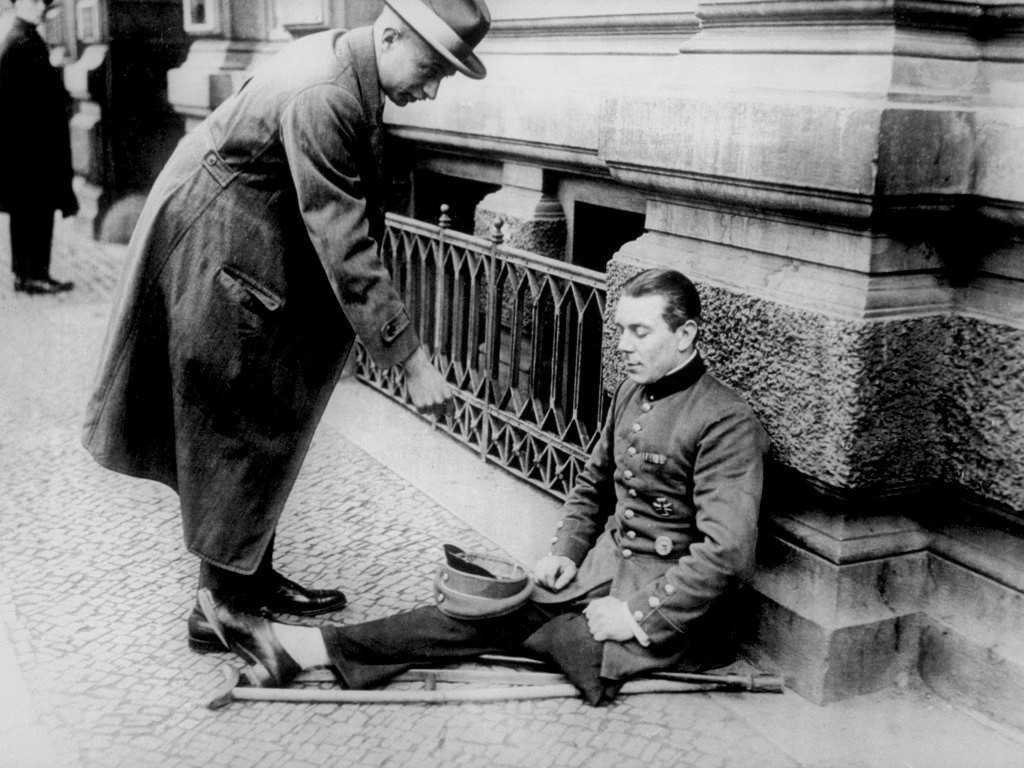
Un veterano de guerra alemán sin pierna mendigando en las calles de Berlín en 1923.

Además de las muertes y pérdidas humanas directas, la guerra dejó profundas consecuencias en la salud de los soldados. De los 60 millones de militares europeos movilizados entre 1914 y 1918, unos siete millones sufrieron alguna discapacidad permanente. Alemania perdió al 15,1 % de su población activa masculina, Austria-Hungría al 17,1 % y Francia a un 10,5 %. En Alemania murieron 474 000 civiles más de los que habrían muerto en tiempos de paz, consecuencia de la escasez de alimentos y la malnutrición, que debilitaron a la población frente a las enfermedades. En otras partes del mundo el hambre también fue un problema, como en Líbano, donde para el final de la guerra habían muerto de inanición unas 100 000 personas. El hambre y las enfermedades se cebaron especialmente con Rusia, una de las naciones más perjudicadas por la Primera Guerra Mundial y que tras su fin vivió una cruenta guerra civil. Se calcula que hasta 6 millones de rusos murieron en la hambruna de 1921, producto de una mala cosecha y de los conflictos bélicos. En 1922, había en Rusia entre 4,5 y 7 millones de niños sin hogar tras una década de devastación. Miles de personas, en su mayoría rusos antisoviéticos, abandonaron el país tras la revolución y emigraron principalmente a Francia, Reino Unido, Estados Unidos y a la ciudad china de Harbin, donde vivían más de 100 000 rusos en la década de 1930.
En las caóticas condiciones de guerra, las enfermedades florecieron. Solo en 1914, el tifus exantemático epidémico transmitido por los piojos mató a 200 000 personas en Serbia. Entre 1918 y 1922, Rusia sufrió 25 millones de infecciones y tres millones de muertos por tifus epidémico. En 1923, 13 millones de rusos contrajeron la malaria, que ya había registrado un fuerte aumento en los años previos a la guerra. Especialmente trágica fue la pandemia de gripe de 1918, que mató a un mínimo de 50 millones de personas en todo el mundo, con estimaciones que apuntan incluso a 100 millones y que solo en la India británica dejó entre 10 y 17 millones de víctimas mortales. La gripe española, llamada así por ser la España neutral uno de los únicos lugares donde se informó de ella (los países beligerantes censuraron las informaciones), se convirtió en uno de los desastres más mortíferos de la historia de la humanidad, redujo la esperanza de vida en Estados Unidos en casi 12 años y tuvo la particularidad de ser especialmente mortal en adultos jóvenes y de propagarse fundamentalmente en verano y otoño en el hemisferio norte (cuando lo habitual es en invierno). El académico Andrew Price-Smith incluso sugirió que las mayores tasas de mortalidad en Alemania y Austria por la gripe ayudaron a inclinar la balanza de la guerra en favor de los Aliados.
En otros ámbitos, como consecuencia de la guerra, Grecia combatió contra Turquía, en una guerra que terminó con el tratado de Lausana y el intercambio de población entre ambos países en el que participaron unas dos millones de personas y donde, según algunas fuentes, murieron cientos de miles de griegos, en lo que se conoce como el genocidio griego, un término que sin embargo aún es polémico. La alarma social, el temor y la violencia generalizada tras la revolución rusa de 1917 y la posterior guerra civil dejaron más de 2000 pogromos en los territorios del antiguo Imperio ruso, sobre todo en Ucrania y perpetrados por elementos antibolcheviques. Fuentes judías estiman que entre 60 000 y 200 000 civiles judíos murieron en aquellas matanzas.
Muchos soldados también, sufrieron Trastorno por estrés postraumático después de la guerra.

### Influencia en el ascenso del fascismo y el nazismo
El ascenso del nazismo y el fascismo incluyó un renacimiento del nacionalismo y un rechazo a los numerosos cambios de posguerra. Del mismo modo, en Alemania se popularizó la leyenda de la puñalada por la espalda (Dolchstoßlegende), un testimonio sin igual del estado psicológico en que se encontraba la población alemana tras la derrota y su rechazo a la responsabilidad del conflicto que le atribuían los vencedores. Esta teoría consistía en la creencia de que Alemania no había perdido la guerra por razones militares, sino por el «enemigo interior», o sea, los partidos de izquierda responsables del proceso revolucionario alemán y los judíos. La aceptación de esta leyenda por una parte importante de la población deslegitimó al gobierno de Weimar y desestabilizó el sistema, lo que fue aprovechado especialmente por la extrema derecha, incluyendo al movimiento nazi, que supo capitalizar el descontento por el tratado de Versalles.

Sin la Primera Guerra Mundial y su legado el Tercer Reich sería inconcebible. La popularidad del nazismo tiene unas raíces psicológicas principales que no se pueden explicar sin este legado. Para la opinión pública de Alemania la derrota en 1918 significó un desastre continuo y a ojos de Hitler y la dirección del régimen la Segunda Guerra Mundial no era más que el legado inacabado de la Primera.
Ian Kershaw

Italia, a pesar de ser uno de los países vencedores, salió decepcionada de los acuerdos de paz «por la arrogancia de los Aliados en su trato con ella y la insatisfacción por los escasos beneficios obtenidos por la guerra». Este clima de frustración, con continuas huelgas y disturbios y las promesas incumplidas de Reino Unido y Francia, fue aprovechado por Benito Mussolini y su Partido Nacional Fascista, que se ganó en especial el apoyo de la pequeña burguesía rural, ya que al igual que en Alemania, el fascismo responsabilizaba a los partidos de izquierda de la inestabilidad social que vivía el país.
Curiosidades de la Primera Guerra Mundial

## Testimonios, literatura y filmografía

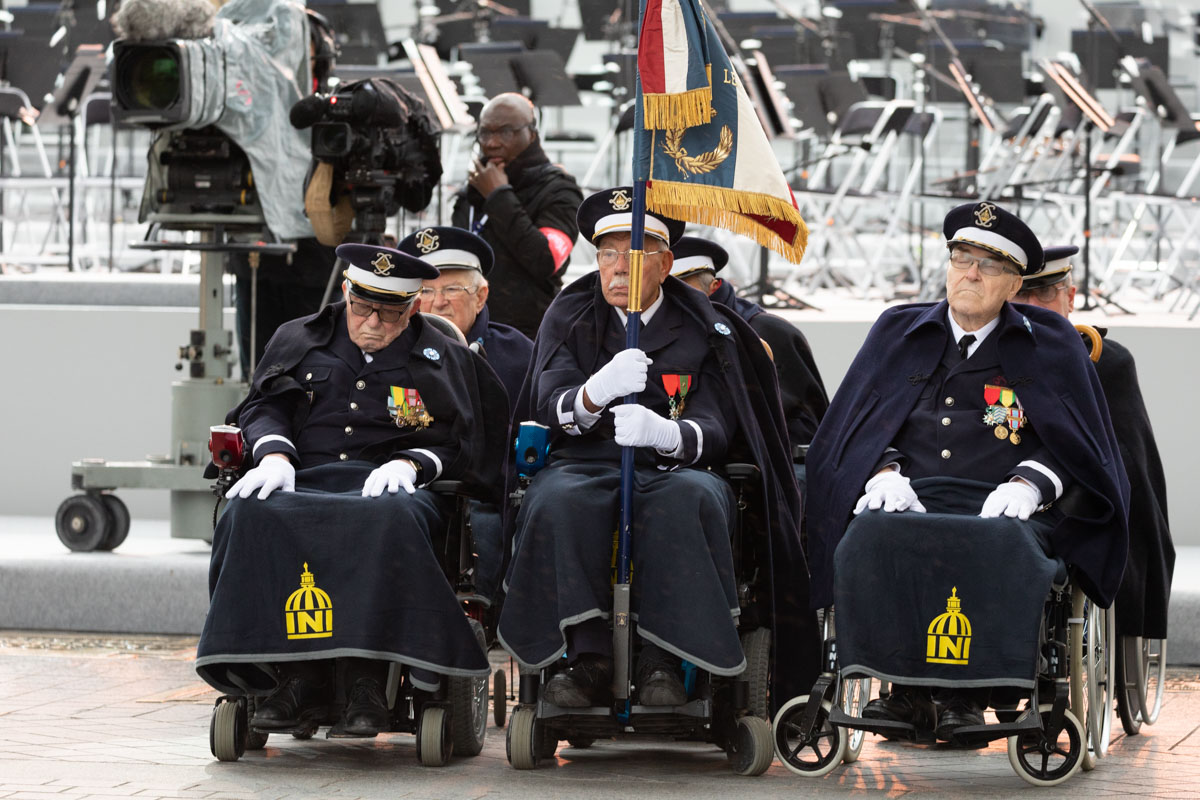
Veteranos de guerra franceses de la Segunda Guerra Mundial en París (Francia) durante la ceremonia por el centenario de la Primera Guerra Mundial, realizado el 11 de noviembre de 2018.

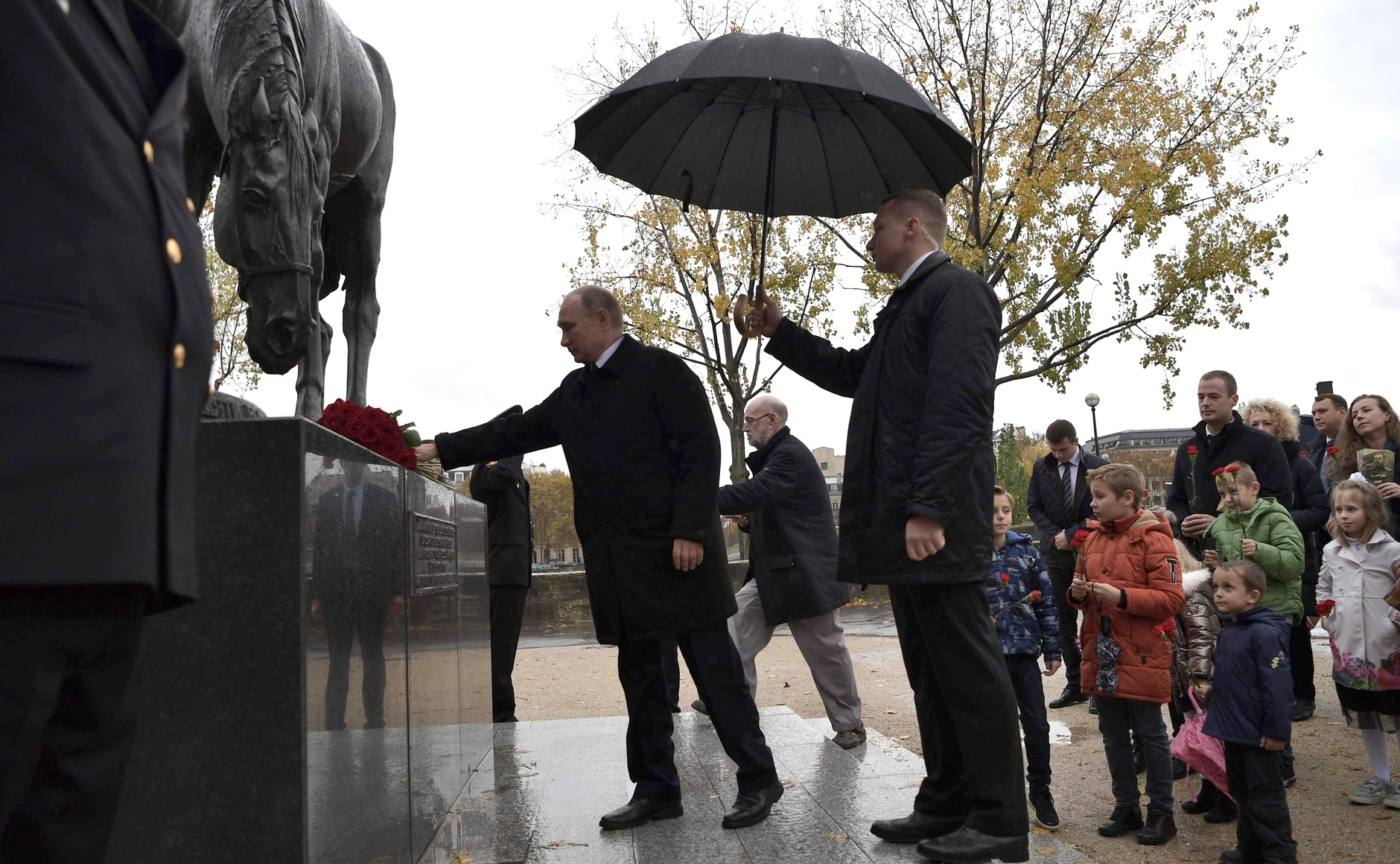
El presidente ruso Vladímir Putin rinde homenaje a los muertos en el Frente occidental de la Flota Aérea Militar Imperial del Imperio Ruso en 2018.

En sus Memorias de mi vida el mariscal Paul von Hindenburg considera que Alemania no perdió la guerra por causas militares. Grandes clásicos del conflicto son Adiós a todo eso, memorias de Robert Graves; Los siete pilares de la sabiduría de T. E. Lawrence, Tempestades de acero, de Ernst Jünger y El miedo, de Gabriel Chevallier (1895-1969). La experiencia del escritor español Armando Palacio Valdés, que viajó a París entre 1916 y 1917 como enviado especial de El Imparcial para informar sobre la guerra, se plasma en su libro La guerra injusta, donde reúne las crónicas enviadas desde allí.
En 2001 se publicó la biografía de Mata Hari de Russell Warren Howe. Roger Vercel publicó una famosa serie de novelas sobre el Capitán Conan que dio lugar a la película homónima de Bertrand Tavernier; también fue llevada al cine El pabellón de los oficiales de Marc Dugail por François Dupeyron. Han tratado el tema Derek Robinson, Alexander Fullerton y Anne Perry. Jan Morris elaboró una biografía del almirante Fisher, Peter Kilduff una nueva del Barón Rojo; hay ensayos sobre la guerra aérea, Aces falling, de Peter Hart, o On a wing and a prayer de Joshua Levine. En Tolkien and the Great War (Harper Collins, 2003) se rastrea en las imágenes que vio el autor en las trincheras los paisajes desolados de Mordor (la salvación de Minas Tirith por un ejército de muertos la habría inspirado un texto de Siegfried Sassoon).
Muchos poetas británicos escribieron sobre esta traumática experiencia. Her Privates We, de Frederic Manning, fue aplaudida por Hemingway, T. S. Eliot y T. E. Lawrence. La marcha Radetzky, de Joseph Roth, retrata el fin del imperio austrohúngaro; satírica es la visión del clásico checo Las aventuras del buen soldado Svejk, de Jaroslav Hašek. Son clásicos del pacifismo Sin novedad en el frente, de Erich María Remarque y Johnny cogió su fusil, de Dalton Trumbo; también es clásica Adiós a las armas, de Hemingway y El final del desfile de Ford Madox Ford.
En el cine destacan Senderos de gloria, de Stanley Kubrick, basada en una novela de Humphrey Cobb inspirada en hechos reales; La gran ilusión, de Jean Renoir; Sargento York, de Howard Hawks; Sin novedad en el frente en su varias versiones; Rey y patria, de Joseph Losey; El gran desfile, de King Vidor; Gallipoli, de Peter Weir; Capitán Conan, El pabellón de los oficiales y Lawrence de Arabia y War Horse de Steven Spielberg, basada en la novela homónima de Michael Morpugo y 1917 de Sam Mendes. En cuanto a filmes sobre aviación, están desde Alas o Águilas azules y Flyboys (2006).
En cuanto al campo musical la principal aportación de la Gran Guerra a la cultura popular del siglo XX fue la célebre canción «Lili Marleen» compuesta por el joven soldado alemán Hans Leip en 1915, mientras cumplía servicio en el frente ruso. Escrita inicialmente en forma de poesía, su melancólica letra estaba dedicada a una novia imaginaria, fruto de la combinación de su auténtica novia Lilí, hija del dueño de los ultramarinos de su ciudad natal, con una enigmática Marleen, cuya identidad ha sido atribuida a la novia de algún amigo de Leip, o a una enfermera que este conoció por aquellas fechas, mientras servía en la guerra. En el poema el joven soldado se despedía de esta novia idealizada en la puerta de su cuartel, bajo la onírica luz de un farol.
Leip sobrevivió a la guerra, y milagrosamente también muchos de los poemas que escribió durante su tiempo de servicio. Años después, cuando Leip se había convertido en un reputado novelista y dramaturgo, los poemas de su época de juventud fueron publicados en una colección que vio la luz en 1937. Uno de ellos, el que llevaba el nombre de Das Lied eines jungen Soldaten auf der Wacht ('La canción de un joven soldado de guardia') llamó la atención del compositor Norbert Schulze que decidió musicalizarlo con el nombre Das Mädchen unter der Laterne ('La chica bajo la farola') y no con el que ha pasado a la historia. Para esto hubo que esperar a 1939, cuando fue estrenada por la conocida cantante alemana Lale Andersen ya con el nombre de Lili Marleen. Durante los años siguientes alcanzó una inmensa popularidad entre los soldados de ambos bandos de la Segunda Guerra Mundial, y aún después de esta su fama siguió creciendo hasta llegar a ser considerada como una de las canciones más influyentes del siglo XX.
La banda sueca de heavy metal Sabaton publicó un álbum exclusivamente acerca de la Primera Guerra Mundial: The Great War, lanzado el 19 de julio de 2019, donde se habla sobre los personajes y batallas más importantes del conflicto.